# Guerre d'Espagne
Pour les articles homonymes, voir Guerre d'Espagne (homonymie).
Guerre d'Espagne
Batailles
La guerre d'Espagne (également désignée sous le nom de guerre civile espagnole) est un conflit qui, du 17 juillet 1936 au 1er avril 1939, opposa en Espagne d'une part le camp des républicains, orienté à gauche et à l'extrême gauche, composé de loyalistes à l'égard du gouvernement légalement établi de la IIe République, de socialistes, de communistes, de marxistes et d'anarchistes, et d'autre part les nationalistes, les rebelles putschistes orientés à droite et à l'extrême droite, menés par le général Franco et soutenus par l'Allemagne nazie et l'Italie fasciste.
Cette guerre se termina par la victoire des nationalistes, qui établirent ensuite une dictature connue sous le nom d'« État espagnol » durant 36 ans, dirigé par Franco portant le titre de Caudillo, jusqu'à la transition démocratique qui n’intervint qu’à la suite de la mort de Franco le 20 novembre 1975.
Cette guerre civile fut la conséquence, à long terme, des malaises sociaux, économiques, culturels et politiques qui accablaient l'Espagne depuis plusieurs générations. La proclamation de la IIe République en 1931 n’avait pas diminué les tensions entre Espagnols ; ce régime, contesté sur sa droite et sur sa gauche, n'avait pas eu le temps de s'installer et deux grandes peurs, celle d'une révolution bolchevique et celle du fascisme, ne firent que se développer. En 1934, la gauche s’était révoltée en réaction à l'entrée au gouvernement de la Confédération espagnole des droites autonomes victorieuse des élections de 1933 ; la répression par la République de la révolution asturienne avait fait des milliers de morts. Le gouvernement issu de la victoire électorale du Frente Popular avait provoqué une résurgence de troubles civils et de violences politiques au printemps 1936. L'assassinat de José Calvo Sotelo, chef d'un parti de droite, autorisé par des membres du parti au pouvoir et même du gouvernement, fut un point de bascule. Il provoqua le ralliement des hésitants de droite à l'idée qu'un soulèvement était légitime ; notamment Franco lui-même se décida alors.
Préparé de longue date, le soulèvement militaire et civil du camp nationaliste éclata le 18 juillet 1936, mais sa mise en échec partielle déboucha sur une guerre civile imprévue. Longue et meurtrière, elle dura jusqu'à fin mars 1939.
Entretemps chaque camp imposa dans les territoires qu'il contrôlait ses orientations politiques, écrasant son opposition par une violence meurtrière. En zone nationaliste, l'ordre traditionnel fut rétabli ; dans certains territoires sous contrôle républicain, une révolution sociale aboutit à la collectivisation des terres et à l'auto-gestion des usines, et expérimenta différentes sortes d'organisations en faveur du travailleur, de type socialiste (soutenues notamment par des anarchistes de la CNT).
Ce conflit, qui mobilisa les opinions et les États européens, peut apparaître comme une préparation de la Seconde Guerre mondiale. Il permit de jauger les rapports de force européens (attentisme des démocraties française et britannique, engagement de l'Italie fasciste et de l'Allemagne nazie, tout comme de l'Union soviétique). Il eut un retentissement médiatique et culturel très important (et donna notamment lieu à des œuvres telles que L'Espoir d'André Malraux, Hommage à la Catalogne de George Orwell, Pour qui sonne le glas d'Ernest Hemingway ou encore Guernica de Pablo Picasso et la trilogie autobiographique d'Arturo Barea).

## Contexte politique

### Proclamation de la Seconde République

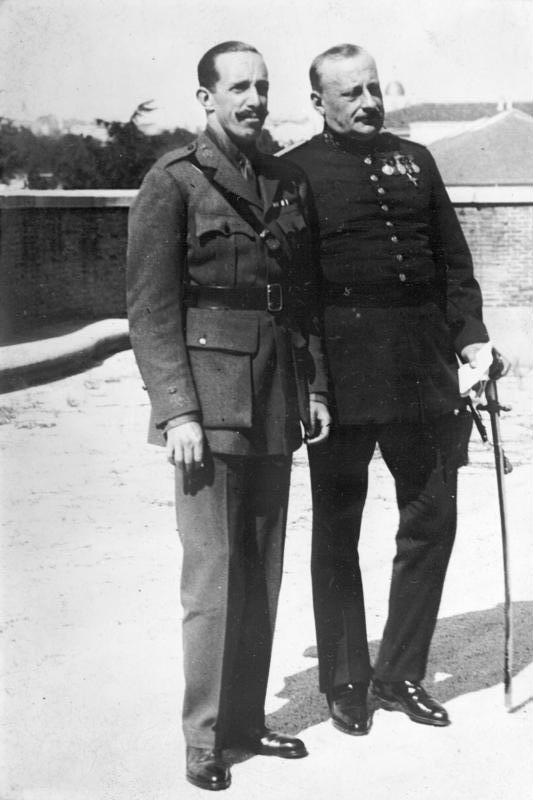
Alphonse XIII en compagnie de Miguel Primo de Rivera, en mars 1930.

En 1931, après la dictature de Primo de Rivera, la situation politique espagnole est catastrophique. L'ordre constitutionnel issu de la constitution de 1876 et la monarchie sont discrédités, la Grande Dépression n'arrange rien et les tentatives du pouvoir (la « dictamolle » de Dámaso Berenguer) pour obtenir un compromis suffisamment accepté, échouent. Les partisans de la république se sont renforcés et ont signé l'accord de Saint-Sébastien en août 1930.
Dámaso Berenguer démissionne en février 1931, remplacé par Juan Bautista Aznar-Cabañas dont le premier acte est de fixer un calendrier pour les élections : les municipales le 12 avril 1931 et celle du parlement pour les 7 juin (chambre basse) et 14 juin (sénat) qui auraient une valeur constituante, ouvrant la porte à la révision en profondeur de la structure de l’État et à la réduction des prérogatives du roi. La préoccupation principale est alors d’obtenir des élections représentatives avec une participation significative, afin de conférer sa légitimité au futur régime.
La question de la forme politique de l'État, que le gouvernement aurait voulu trancher en juin, est sous-jacente dès les élections municipales. Elles apparaissent comme la défaite du régime monarchiste, spécialement à Madrid où, dès le lendemain, les socialistes et les républicains décrètent l'expulsion de la monarchie le 13 avril puis proclament la Seconde République espagnole le 14 avril 1931. Ils forment aussitôt un gouvernement provisoire, présidé par Niceto Alcalá-Zamora. Les élections de juin sont maintenues, avec un caractère constituant réaffirmé et décalées au 28 du mois.
La proclamation de la république du 14 avril 1931 et l'instauration d'un nouveau gouvernement auto-proclamé ne sont pas conformes à la Constitution de 1876, alors théoriquement en vigueur, mais elles sont conformes à l'état des forces politiques du moment et se passent en douceur. Qu'il soit qualifié de coup d'État ou de  révolution, l'événement se retrouve validé a posteriori :
- Alphonse XIII, qui avait déjà envisagé l'exil, quitte l'Espagne pour Paris, reconnaissant ainsi la fin de la monarchie ;
- les élections générales espagnoles de 1931 voient la défaite définitive des monarchistes, quasiment balayés, et la victoire des partis au gouvernement provisoire, qui obtiennent neuf sièges sur dix.

L'assemblée qui sort de ces élections est dominée par la gauche. Elle adopte le 9 décembre 1931 la Constitución de la República española de la Seconde République. Cette constitution, inspirée de celle de la république de Weimar, déclare que « L’Espagne est une république de travailleurs de toutes sortes ». Pour la première fois de son histoire, l'Espagne n'a pas de religion officielle.

### Débuts de la République (1931-1933)
Sous la présidence de Niceto Alcalá-Zamora, les deux premiers gouvernements, dirigés successivement par Manuel Azaña puis Alejandro Lerroux, bénéficient de la participation du PSOE, représenté par trois ministres : Indalecio Prieto (Finances), Francisco Largo Caballero (Travail), Fernando de los Ríos (Justice) ; ils mènent une politique de réformes sociales, notamment par une loi de réforme agraire, appliquée cependant de façon assez modérée ; le gouvernement Azaña y ajoute une politique de laïcisation et établit un statut d'autonomie pour la Catalogne (rétablissement de la Généralité).

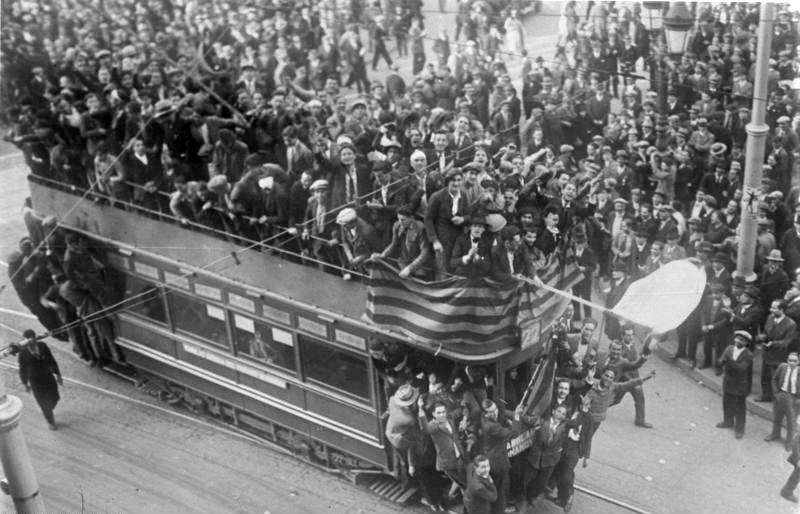
Manifestation républicaine à Barcelone lors de la proclamation de la Seconde République.

Ils ont également le souci de l'ordre public (loi de défense de la République, octobre 1931 ; loi sur l'ordre public, juillet 1932) mais vont se heurter à la fois à la droite (tentative de putsch du général Sanjurjo en 1932, dite « Sanjurjada ») et aux actions de formations de gauche plus radicales. Ainsi, des groupes anarchistes organisent une grève à Séville en juillet 1931, un soulèvement dans le district minier du Haut-Llobregat (Catalogne), durant lequel des militants anarcho-syndicalistes (dont Buenaventura Durruti et Francisco Ascaso, qui seront déportés au Sahara) proclament le communisme libertaire, et les soulèvements de janvier 1933 dans le Levant, la Rioja et en Andalousie ; dans cette région, les militants insurgés à Casas Viejas (province de Cadix) subissent une répression féroce de la garde civile. Les tensions entre syndicalistes et garde civile causent plusieurs morts à Castilblanco et Arnedo en janvier 1932.
Au cours de l'année 1933, le PSOE met fin à la collaboration avec les républicains, entraînant la chute du gouvernement Azaña ; Alejandro Lerroux, un radical, forme un gouvernement plus centriste.

### Bienio negro(1934-1935)

Drapeau du syndicat CNT-AIT.

Après les élections générales de novembre-décembre 1933, la CEDA (Confederación Española de Derechas Autónomas), devient le premier parti des Cortes par le nombre d'élus. Disposant de cette majorité relative, le chef de la CEDA, José María Gil Robles s'attend à être appelé pour former le nouveau gouvernement, mais le président de la République, Niceto Alcalá Zamora fait de nouveau appel à Lerroux pour diriger une coalition centriste. La gauche refuse en effet que la CEDA accède au gouvernement.
Le 8 décembre 1933, la CNT déclenche une insurrection à Saragosse.
Au printemps 1934, inquiète de l'entrée prévisible de la CEDA au gouvernement, la direction du PSOE, assurée par Francisco Largo Caballero, suivie par le syndicat proche du parti socialiste, l'UGT, s'oriente vers une stratégie révolutionnaire de prise du pouvoir. S'ils se présentent encore aux élections, ils travaillent davantage dans les luttes sociales, avec les anarchistes notamment. Le contexte historique est important pour comprendre cette attitude : en 1933, Hitler a pris le pouvoir légalement en Allemagne ; or un grand nombre de sympathisants de l'extrême-gauche croient que José Maria Gil Robles désire établir une dictature fasciste[réf. souhaitée]. Socialistes et anarchistes multiplient les appels à la grève générale.

Drapeau de la Phalange espagnole.

Le 1er octobre 1934, Lerroux fait entrer trois représentants de la CEDA dans le gouvernement. L'UGT lance un ordre de grève générale (mais pas la CNT). Des insurrections d'origine socialiste ont lieu à Madrid et en Catalogne, où le président de la Generalitat catalana, Lluis Companys, déclare que l'État catalan est désormais une composante de la République Fédérale Ibérique. Dans ces deux cas, la CNT refusant de suivre le mouvement, l'ordre est facilement rétabli (en Catalogne, Companys est arrêté et le statut d'autonomie suspendu). En revanche, des soviets sont organisés dans la seule région qui y était prête, celle, ouvrière, des Asturies où les socialistes ont obtenu leurs meilleurs résultats en 1933 et où la CNT locale s'associe au mouvement. Cette insurrection est parfois appelée la « Commune espagnole » ou la « révolution d'Octobre » puisqu'elle culmine en octobre 1934 lorsque les mineurs contrôlent un territoire de quelque 1 000 km2 autour d'Oviedo et au sud de cette ville. L'insurrection est matée dans le sang par les troupes d'Afrique commandées par Franco. La répression ordonnée par le gouvernement est terrible (1 000 morts, 20 000 arrestations). Les arrestations concernent même plusieurs dirigeants : Francisco Largo Caballero, Manuel Azaña et Lluis Companys parmi les plus importants. Le socialiste modéré Indalecio Prieto, pourtant opposé à la ligne de Largo Caballero, préfère s'exiler en France. Désormais, un fossé de sang sépare le mouvement ouvrier du pouvoir en place.
Bien que le centre-droit au pouvoir s'attache à revenir sur les réformes adoptées par la gauche entre 1931 et 1933, il ne rassure pas pleinement ses partisans. Les événements des Asturies ont accru l'angoisse de voir en Espagne une révolution s'apparentant à la révolution russe de 1917. La tentation de recours à un coup de force s'étend, entretenue par l'activisme des mouvements royalistes (Carlistes) ou nouveaux (la Phalange). Les deux Espagnes sont désormais hantées par deux grandes peurs : celle de la révolution bolchevique et celle du fascisme. La courte victoire d'un Front populaire groupant l'ensemble de la gauche aux élections législatives de février 1936 est à replacer dans ce contexte.
Au cours de l'année 1935, la participation de la CEDA au gouvernement est renforcée ; José María Gil Robles devient ministre de la Guerre et place à des postes importants certains généraux. En janvier 1936, il demande au président de la République de lui confier la responsabilité d'un nouveau gouvernement, mais Niceto Alcalá Zamora préfère dissoudre les Cortes.

### Élections et les débuts duFrente popular(1936)

Drapeau du Front populaire espagnol.

Aux élections de février 1936, le Front national dominé par la CEDA remporte 33,2 % des suffrages et 191 sièges, auxquels on peut joindre ceux de 18 députés centristes, mais est devancé par le Front populaire qui avec 34,3 % des voix remporte 254 sièges aux Cortes. Les élections qui se déroulent dans un climat de violence (41 morts et 80 personnes grièvement blessées) sont marquées par des fraudes importantes,,. À droite, on pense que cette coalition de gauche va tenter une révolution communiste ; à gauche, on considère que la droite avait comme souhait d'établir une dictature fasciste.
Quant à elles, la CNT et la FAI n'ont pas appelé à ne pas voter, c'est l'une des rares exceptions à leur principe d'abstention aux élections - les élections de 1931 furent l'unique fois auparavant. Dans la plupart des cas, lorsque les anarchistes votèrent, cela ne fut pas le fait d'un vote d'adhésion ou d'un « vote utile » mais plutôt d'un vote tactique. En effet, le Front populaire a promis la libération de tous les prisonniers politiques, parmi lesquels se trouvent 15 000 militants anarchistes et syndicalistes, pour la majorité enfermés depuis l'arrivée de la CEDA au pouvoir en 1933.
Le Front populaire tente de reprendre l'action du gouvernement de 1931, mais le climat est difficile. D'un côté, une partie du peuple, subissant souvent des situations de grande pauvreté, met en œuvre, de sa propre initiative, les réformes sociales promises par les partis du Frente popular, mais qui tardent à venir. De l'autre, les notables, industriels ou paysans aisés, qui ont peu confiance dans le régime républicain ou dans le parlementarisme pour maintenir l'ordre, sont radicalement anticommunistes. Les crimes politiques se succèdent, commis par les milices ouvrières (nombreux massacres de prêtres) ou par les milices nationalistes et les représailles s'enchaînent. L'État ne maintient plus l'ordre.
Le groupe de généraux responsables du putsch était formé depuis 1933-1934, et la décision de passer à l'acte intervient en mars 1936. Le chef en est José Sanjurjo, en exil au Portugal depuis son putsch raté de 1932 ; l'organisateur est Emilio Mola, secondé par Carlos Asensio Cabanillas, Joaquín Fanjul, Manuel Goded et Gonzalo Queipo de Llano. Franco, mis dès le départ au courant du projet, hésite à s'engager. C'est l'assassinat par des membres des forces de sécurité républicaines d'un des chefs et député de la droite monarchiste, José Calvo Sotelo le 13 juillet 1936, qui le décide à agir. Non sans mal, les militaires obtiennent l'appui des milices carlistes et de la Phalange.

## Coup d'État et révolution

### Désordre et complot militaire

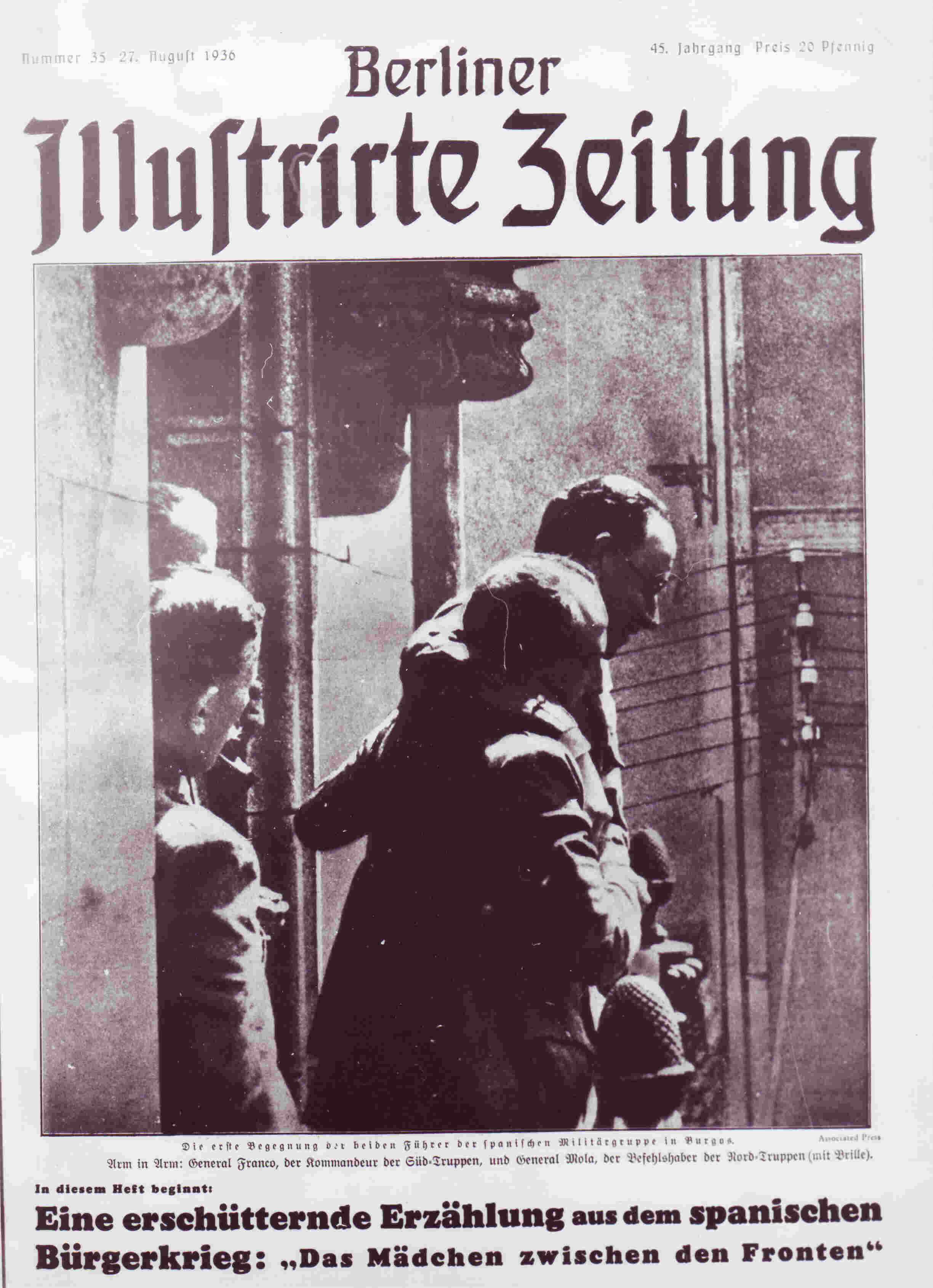
Les généraux nationalistes Emilio Mola et Francisco Franco en 1936.

Dès le lendemain des élections de 1936, qui voient la victoire du Front Populaire allié au Front des gauches de Catalogne, des complots se forment, notamment avec les généraux Sanjurjo, Mola, Goded, Fanjul, et, plus en retrait, Franco.
Le gouvernement, informé de ces conspirations, a pour seule réaction de déplacer les hauts responsables soupçonnés loin de la capitale : Emilio Mola est muté à Pampelune, Franco aux îles Canaries. La première réunion des conjurés a lieu le 8 mars 1936 à Madrid ; l'insurrection est prévue pour le 19 ou le 20 avril, sous la direction de Sanjurjo, en exil au Portugal depuis sa tentative ratée de coup d'État de 1932.
Mola reste en position de force : muté dans une région qui est probablement parmi les plus antirépublicaines d'Espagne, il peut comploter à loisir. Le 5 juin 1936, il élabore un premier projet politique fondé sur la disparition de la république et sur l'unité de l'Espagne. Dès juin, les contacts se tissent entre conjurés. Le coup d'État doit être retardé car Mola a quelques difficultés pour obtenir le soutien des milices carlistes de Navarre, qui exigent un retour à une monarchie conservatrice.
Les désordres se répandent après la victoire du Frente Popular. Le 1er mai 1936, dans son discours de Cuenca, le leader socialiste Indalecio Prieto déclare : « Un pays peut supporter la convulsion d'une révolution, quel que soit le résultat ; mais ce qu'il ne peut supporter c'est l'hémorragie constante du désordre public, sans finalité révolutionnaire immédiate ; ce qu'une nation ne peut supporter, c'est l'usure de la puissance publique et de la vitalité économique par la prolongation de l'agitation ».
L'assassinat du député monarchiste Calvo Sotelo par des militants républicains le 13 juillet 1936 met le feu aux poudres.  Aux alentours de deux heures du matin le 13 juillet, des membres de la Garde d'assaut et des militants des jeunesses socialistes se présentent en pleine nuit à la résidence de Calvo Sotelo et l’emmènent dans une fourgonnette de police. Peu après, Luis Cuenca (policier et garde du corps d'Indalecio Prieto, alors chef du Parti socialiste PSOE) assassine José Calvo Sotelo dans la fourgonnette. Le corps de ce dernier est abandonné dans le cimetière de La Almudena.
Les militaires décident de lancer l'offensive les 17 (au Maroc) et 18 juillet (péninsule), sans objectif politique autre que le renversement du pouvoir de gauche ; la forme républicaine ou non de l'État n'est pas encore un enjeu.

### Préparatifs d'un pronunciamento
L'échec électoral de la CEDA aux élections de février 1936 a discrédité Gil Robles au bénéfice des partisans du coup d'État. Toutefois, les premiers gouvernements de Front populaire (gouvernement Azaña puis Casarés Quiroga) sont plus modérés que ceux du premier exercice biennal et n'incluent pas de ministres socialistes. Le ministre de la Guerre, le général Carlos Masquelet, laisse ses collègues Villegas, Saliquet, Losada, Gonzalez Carrasco, Fanjul, Orgaz et Varela sans affectation et déplace Goded, Franco et Mola vers des postes moins importants. La réaction ne se fait pas attendre. Le 8 mars, les généraux écartés se réunissent au domicile madrilène de Delgado Barreto, un ancien collaborateur de Primo de Rivera. Se sachant soutenus par une base civile solide, ils décident du jour du soulèvement, le 20 avril, et se séparent après avoir laissé la préparation entre les mains d'une junte présidée par Ángel Rodríguez del Barrio. Le gouvernement découvre la conspiration et Rodríguez del Barrio, gravement malade, fait marche arrière.
Confronté à l'inefficacité de cette junte, Mola prend en charge la préparation du putsch, mais comme il n'est que général de brigade, il s'appuie sur l'autorité du chef de la conspiration, le lieutenant général Sanjurjo, alors exilé au Portugal. Mola, sous le pseudonyme de Director, étend son réseau aux garnisons, avec l'aide de l'Union Militaire Espagnole (UME), une société militaire. Comme ses dirigeants ne sont que commandants ou capitaines, ils ne peuvent pas affilier des généraux, seulement un grand nombre de membres de l'état-major. Finalement, la conspiration réussit à rallier non seulement des militaires mécontents et ennemis du régime, mais aussi une paire de généraux formellement républicains : Gonzalo Queipo de Llano, irrité parce que son ami Niceto Alcala Zamora vient d'être destitué de la présidence de la République et Miguel Cabanellas, avec lequel il avait évolué vers le lerrouxisme (politique d'Alejandro Lerroux) se rallient aux opposants au nouveau régime. Mola ne parvient pas à convaincre Franco. Quatre ans auparavant, pendant l'été 1932, lors du procès de Sanjurjo pour rébellion militaire et alors qu'il encourait la peine de mort, Franco s'était refusé à le défendre avec une phrase cruelle : « Général, vous avez gagné le droit de mourir, non pas pour vous être soulevé, mais parce que vous avez échoué ». Depuis lors, Sanjurjo le haïssait. C'est pourquoi Franco se refuse à prendre part à ce complot.
Tous les conjurés espèrent le persuader de les rejoindre. Ángel Herrera Oria convainc Juan March, un financier espagnol, de déposer 500 000 pesetas à son nom dans une banque française, un montant similaire à celui destiné à Mola. Il finance aussi la location d'un avion britannique (bimoteur biplan De Havilland Dragon Rapide) piloté par un mercenaire, le capitaine Cecil Bebb, que Luis Bolín, correspondant d'ABC à Londres, fait envoyer aux îles Canaries par ordre de l'éditeur du journal ABC, Juan Ignacio Luca de Tena. Dans l'hypothèse du ralliement de Franco à la conspiration, l'appareil devait servir à le transporter au Maroc pour remplacer le général Agustín Gómez Morato, considéré comme loyal à la République. Les conjurés feront escale à Casablanca sans être inquiétés.

### Coup d'État raté et l'enlisement
L'insurrection militaire de juillet 1936 survient après plusieurs mois de grèves, d'expropriations, de batailles entre paysans et gardes civils. Francisco Largo Caballero, chef de l'aile gauche du parti socialiste, avait demandé en juin d'armer les ouvriers ; mais Manuel Azaña avait repoussé cette proposition. Le soulèvement débute le 17 juillet au Maroc espagnol où Franco prend le commandement des troupes, après être arrivé en avion des îles Canaries via le Maroc français, mettant sa femme et sa fille en lieu sûr à Casablanca. Le putsch gagne l'ensemble de la métropole dès le lendemain. En fait seule une partie (les 2⁄5e) de l'Espagne s'est ralliée, c'est un échec technique. Quand l'insurrection éclate, le gouvernement républicain se trouve paralysé. Ses premiers communiqués, au bout de 24 heures confuses, se veulent rassurants, reconnaissant seulement qu'une partie de l'armée s'est soulevée au Maroc. À Séville, des travailleurs désarmés tentent en vain de s'opposer au soulèvement dirigé par Queipo de Llano. Le gouvernement, par crainte de les voir tomber entre de mauvaises mains, refuse de donner des armes aux travailleurs qui en réclament, menaçant de faire fusiller ceux qui leur en fourniraient.
Le gouvernement républicain tente une conciliation avec les militaires. Le président Manuel Azaña propose la mise en place d'un gouvernement de compromis à la place du Frente popular : le 18 juillet, il nomme Diego Martínez Barrio chef du gouvernement, mais doit rapidement constater l'échec de ses efforts. Ni du côté nationaliste avec Mola, ni du côté républicain avec le socialiste Francisco Largo Caballero, on ne veut de compromis. L'issue guerrière est inévitable, et dès le lendemain de sa nomination, Martinez Barrio démissionne, remplacé par José Giral. Le 17 juillet, à Barcelone, les militants de la CNT commencent à s'armer, dans les arsenaux et les chantiers navals. Leur détermination fait basculer de leur côté la Garde civile et la Garde d'assaut, obligeant les militaires à capituler dans cette ville qui est la deuxième du pays. Quand le gouvernement décide de donner des armes à la population, celle-ci est, de fait, déjà armée.
À Madrid, des armes sont finalement distribuées, là aussi, aux ouvriers, mais dépourvues de culasses. La population lance cependant un assaut, le 20 juillet, contre la caserne de la Montaña, et s'en empare. Si certaines régions tombent rapidement (Navarre, Castille-et-León, Galice, Andalousie occidentale, grandes villes d'Aragon), le reste du pays demeure fidèle à la République. Madrid, Valence et Barcelone, malgré le soulèvement de la garnison locale, restent aux mains des républicains, grâce notamment aux milices ouvrières très vite mobilisées.
Au bout d'une semaine et après quelques gains nationalistes sur le terrain, le pays est coupé en deux zones de superficies à peu près égales : d'un côté les nationalistes, de l'autre les républicains, qui conservent les régions les plus riches, les plus industrielles et les plus urbanisées (Catalogne, Madrid, Guipuscoa, Biscaye, Asturies, Levant).
Le début de la guerre suivant le coup d'État a très tôt été utilisé pour mettre en avant les faiblesses de la Seconde République. Toutefois certains historiens lisent au contraire cet échec du coup d'État comme le témoin d'une solidité de la République. La guerre civile est, de fait, le résultat de la mise en échec par les institutions républicaines du Pronunciamento.

### Révolution

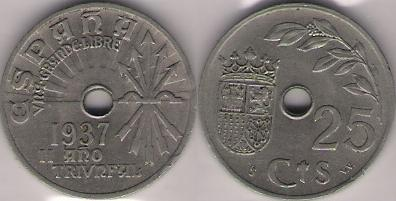
Image d'une pièce de monnaie de 25 centimes datant de 1937 frappée par les Nationalistes.

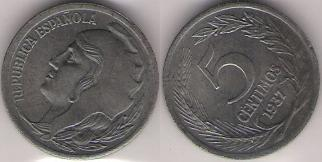
Image d'une pièce de monnaie de 5 centimes de 1937 frappée par les Républicains.

En tentant ce coup d'État, les militaires ont déclenché la révolution dans le pays. Voyant les travailleurs armés, bien des patrons s'enfuient ou rejoignent le camp des nationalistes. En réaction, la population ouvrière saisit les entreprises, 70 % d'entre elles en Catalogne, 50 % dans la région de Valence, et instaure un contrôle sur les autres. Les paysans collectivisent les trois quarts des terres. L'ensemble des biens de l'Église est également saisi, les couvents deviennent des réfectoires pour les miliciens, des écoles, des salles de bal, etc. Les autorités légales ont perdu tout pouvoir, ne disposent plus, à quelques exceptions près, de forces de police et militaires. À la place, les syndicats et les partis de gauche mettent en place, là où ils sont implantés, les organes d'un nouveau pouvoir, organisent des milices pour combattre les nationalistes, réorganisent les transports, l'approvisionnement des villes, transformant des usines pour les besoins de la guerre.
Cependant, les partis et organisations ouvrières, tels que le PCE, le PSOE, l'UGT, la CNT et le POUM laissent le gouvernement en place : début septembre, José Giral cède la place à Francisco Largo Caballero qui donne deux ministères aux communistes ; en novembre, ce sont des anarchistes qui entrent au gouvernement ; peu à peu, celui-ci reconstitue une armée qui va s'opposer aux milices et supprimer les comités mis en place par les organisations ouvrières. En novembre 1936, tous les ministres (y compris les anarchistes) signent un décret sur la dissolution des milices et leur incorporation dans les forces de l'armée régulière. Celles qui refusent d'entrer dans l'armée du gouvernement ne reçoivent plus d'armes, ce qui a pu faciliter la victoire des nationalistes sur plusieurs fronts ; les tribunaux révolutionnaires sont remplacés par les tribunaux du régime précédent. Ainsi, si l'énergie de la gauche révolutionnaire dans les premiers jours du soulèvement avait tenu en échec les militaires, la révolution est peu à peu désarmée, sans qu'aucun parti ouvrier ne s'y oppose réellement[réf. nécessaire].

### État de l'armée à la veille des combats

Écu du Conseil régional de défense d'Aragon, organe créé durant la révolution sociale espagnole de 1936.

En principe, la loi de 1912 a établi la conscription et fixé le service militaire à trois ans ; en 1924, il est fixé à deux ans, puis à un an en 1930. Mais les cas d'exemptions sont innombrables et il est très inégalitaire (par exemple, on peut tout à fait légalement l'éviter moyennant le paiement d'une cuota). Par ailleurs, le budget ne permet ni instruction, ni entraînement, aussi les appelés sont fréquemment envoyés en permission de longue durée. De ce fait, en métropole, dans chaque division d'infanterie, trois régiments sur quatre sont en sommeil et le quatrième n'est pas aligné sur ses droits en effectifs.
D'après Sebastian Balfour, en juillet 1936, il y aurait moins de 16 000 appelés présents sous les drapeaux et environ la moitié resteront fidèles à la République. Cependant, durant le conflit, ce sont près de trois millions d'hommes qui sont mobilisés, parfois dans le camp opposé à leurs idéaux. L'armée espagnole, avant la guerre, a une réputation plutôt médiocre, avec un matériel hors d'âge et des tactiques d'un autre temps, qui lui ont valu des revers humiliants et sanglants lors de la guerre du Rif au début des années 1920.

## Armées et batailles

### Belligérants: les deux armées

#### Rapports de force (effectifs, équipements, troupes étrangères)

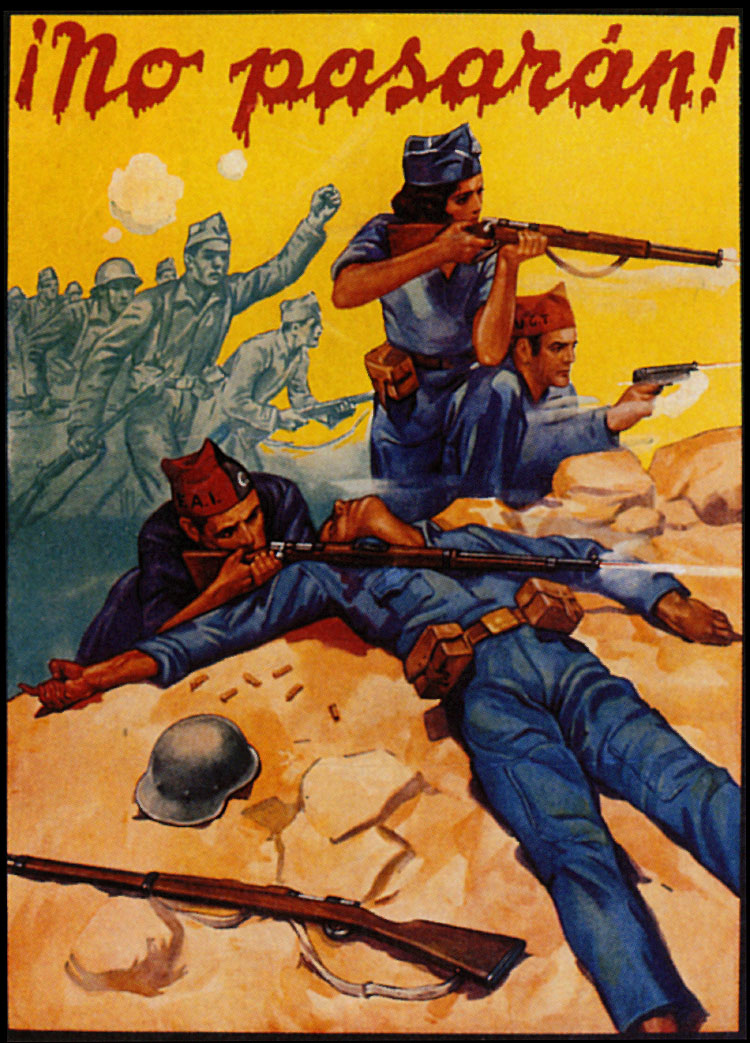
Affiche du peintre Ramón Puyol Román, avec le slogan No pasarán.

Le camp « nationaliste » avait résulté d’une fédération des conservateurs, des monarchistes, des groupements catholiques et des phalanges nationalistes de José Antonio Primo de Rivera, proches du fascisme. Ces sensibilités politiques, qui avaient participé en ordre dispersé aux élections du 16 février 1936, s’étaient unies ensuite pour s'opposer au Front Populaire (Frente Popular) sorti vainqueur du scrutin. Ils se dénommaient eux-mêmes nacionales (« nationaux », étant la plupart du temps désignés par « nationalistes » dans les pays autres que l’Espagne), tandis que leurs opposants les appelaient fascistas (fascistes), facciosos (« factieux »), ou encore sublevados (« insurgés ») ; quand le général Franco eut pris leur tête début octobre 1936, l’appellation de « franquistes » se répandit.
Lui faisait face le camp dit « républicain », qui se composait de forces variées, unies contre le front nationaliste. De nombreux militants, issus de tendances diverses — républicains (laïcs, plutôt socialement conservateurs) et révolutionnaires (anarchistes, communistes, socialistes, etc.), ces derniers surnommés rojos (« rouges ») par leurs ennemis —, s'engagèrent aux côtés des forces armées restées loyales envers la République espagnole, certains pour défendre la démocratie parlementaire et d'autres pour tenter de constituer des formes alternatives de gouvernement ou pour provoquer une révolution dite sociale, de nature marxiste et anarchiste.
Dans les premières phases du conflit, les forces militaires des deux camps sont équilibrées en nombre d’hommes, les effectifs de chaque camp étant estimés à environ 500 000 hommes au début de 1937. En effet, si au début de la guerre, le camp nationaliste disposait de 80 000 hommes et, en octobre 1936, d’un effectif total de près de 190 000 hommes, les forces de Franco allaient substantiellement s’accroître par la suite et s’établir, au milieu de l’année 1937, à dix divisions dans le seul Nord, pour un total de 140 000 hommes, et dans les mois suivants augmenter encore par l’incorporation, dans les zones conquises, de plus de 100 000 hommes, choisis après interrogatoires parmi les prisonniers de guerre républicains ; c’est ainsi qu’après la défaite de l’armée républicaine du Nord, les deux tiers de ses soldats se retrouvèrent dans les rangs franquistes dès la fin de 1937. En plus des troupes du Nord, Franco disposait des armées du Centre et du Sud, toutes deux avec d’amples réserves. S’y ajouteront les effectifs issus de la conscription, provenant de onze classes d’âge, que les lourdes pertes nationalistes dans les batailles frontales de Madrid fin 1936 et début 1937 avaient contraint d’instituer et qui débuta à Majorque pour se poursuivre sans relâche pendant toute l’année 1937. En mars 1937 fut mis sur pied le Service de mobilisation, instruction et récupération (Movilización, Instrucción y Recuperación, MIR), placé sous le commandement du général Orgaz grâce auquel l’armée nationaliste pouvait compter dès janvier 1938 sur un supplément de 400 à 500 000 hommes dont près de 100 000 volontaires (74 000 phalangistes et 20 000 requetés),. Au total, Franco disposait à la fin de 1937 plus de 770 000 hommes en armes. La plupart des navires de guerre étaient restés aux mains de la République, mais leurs équipages ne disposaient plus d’officiers en nombre suffisant. À l’inverse, grâce au prestige de l’aviateur Ignacio Hidalgo de Cisneros, descendant d’une grande famille aristocratique de tradition carliste, qui avait adhéré au parti communiste au début de la Guerre civile, la plus grande partie des pilotes et des aviateurs espagnols restèrent fidèles à la République. Les aviateurs soviétiques et les conseillers de Moscou, dont en particulier Vladimir Gorev, leur enseignèrent très vite le maniement de leurs appareils.
Jusqu’à la fin de 1936, l’armée nationaliste était essentiellement composée de militaires encadrés par des officiers d’active, renforcée par des gardes civils et, dans une proportion moindre, par des gardes d’assaut. L’armée du Nord, très fragmentée, était formée pour une bonne part de requetés (milices carlistes), de phalangistes et de quelques bataillons de l’armée régulière. L’armée du Sud ou armée d’Afrique, qui rassemblait les Regulares marocains (troupes indigènes maures supplétives placées sous le commandement d’officiers espagnols) et les tercios de la Légion espagnole, constituant ensemble la force militaire la plus expérimentée de toute l’armée espagnole, ne comptait que 30 000 combattants, dont 4 500 phalangistes et très peu de requetés, mais il s’agissait de troupes bien entraînées et encadrées,.
Les phalangistes étaient au total, pour toute la durée de la guerre, 208 000 environ, et allaient être bientôt versés dans les unités régulières. À la bataille de Teruel (début 1938), très meurtrière pour les deux camps, Franco avait, du point de vue des effectifs et du matériel, acquis une supériorité écrasante sur les Républicains. Ces derniers n’étaient par conséquent plus en mesure d’exploiter pleinement un éventuel avantage acquis sur le terrain. À la suite de Teruel, le gouvernement républicain ajouta neuf classes d’âge à sa propre conscription — à la bataille de l'Èbre, beaucoup de combattants étaient des adolescents de 17 ans —, tandis que Franco n’eut à appeler sous les drapeaux que 3 classes d’âge supplémentaires. L’armée franquiste comptait, avant la bataille de l’Èbre, (été 1938) près de 880 000 hommes.
Une place particulière revient aux bataillons carlistes, dont l’organisation très rigoureuse permit leur bonne et rapide intégration à l’armée régulière. Des 42 bataillons recensés, onze provenaient de la seule Navarre. Les volontaires carlistes furent au total près de 63 000, et leur effectif au combat dépassait presque toujours les 20 000. Malgré des pertes élevées, compensées par un renouvellement constant, ils furent de tous les combats, surtout les tercios (bataillons) navarrais qui, dans l’opinion de Bennassar, fournissaient peut-être ses meilleures forces à Franco. Quant aux troupes marocaines, les plus aguerries, stationnées au Maroc, leur recrutement était constant, et elles figuraient toujours dans les unités combattantes de choc, encore que leur proportion dans l’ensemble de l’armée se soit réduite au fil du temps : ils étaient environ 50 000 en avril 1937 et, en octobre, près de 60 000. Un « corps d’armée marocain », créé en novembre 1937 et placé sous le commandement de Yagüe, se battit sur les fronts de Teruel, d’Aragon, de l’Èbre et de Catalogne, et ses soldats seront les premiers à entrer dans Barcelone. À ces effectifs, il convient d’ajouter le corps expéditionnaire italien (CTV), fort d’environ 75 000 Italiens au total, mais jamais plus de 45 000 à 50 000 simultanément.
Au 1er avril 1939, l’« armée de la Victoire » comprenait environ un million d’hommes, dont 840 000 fantassins, 19 000 artilleurs, 15 500 tankistes, 11 000 soldats du Génie et 68 000 membres des services (transmissions, infirmerie, etc.). Les Marocains étaient encore au nombre de 35 000 et les Italiens du CTV de 32 000,.
L’armée populaire parvint à mobiliser plus d’un demi-million d’hommes et à opposer une résistance plusieurs fois héroïque, qui lui permit souvent de remporter des succès initiaux, mais qu’elle ne parvenait pas à consolider soit par manque d’expérience de nombreux chefs militaires, soit en raison de l’incompétence de plusieurs commissaires politiques, et parce qu’elle dut à partir de 1938 concéder la maîtrise du ciel à son adversaire.

#### Aide extérieure
La livraison d’armes allemandes et italiennes permit une nette amélioration de l’équipement de l’armée nationaliste. Les avions allemands et italiens se révélèrent utiles lors des premiers jours du conflit, en permettant à une partie des troupes franquistes de franchir le détroit de Gibraltar et de consolider les positions rebelles en Andalousie. Une fois la maîtrise du ciel acquise autour du détroit de Gibraltar, le gros des troupes nationales put entreprendre la traversée par voie maritime. Quasiment dès le premier jour, le camp insurgé reçut de la part de l’Allemagne nazie et de l’Italie fasciste des armements de tout type ainsi que des aéronefs, auxquels vinrent bientôt s’ajouter des unités militaires complètes : la Légion Condor allemande et le CTV italien, en un flux continu qui ne devait jamais tarir au cours de la guerre. En outre, des firmes étrangères telles que Ford et Texaco fournissaient également, à crédit, camions et carburant en quantités importantes.
Quant à l’aide étrangère apportée à la République, la France et la Grande-Bretagne ont décidé de ne pas se porter directement à son secours, mais de conclure le pacte à l’origine du Comité de non-intervention (dont l’interdiction de fourniture d’armes à l’un quelconque des camps en conflit ne fut respecté ni par l’Allemagne ni par l’Italie, quoique toutes deux signataires de ce pacte). Le gouvernement républicain en fut réduit à acquérir du matériel de guerre là où il le put et eut souvent recours à des trafiquants d’armes, lesquels lui vendaient parfois du matériel périmé ou en mauvais état à des prix très surévalués. Cette circonstance rendit la République tributaire des fournitures apportées par l’Union soviétique, après que Staline, ayant fait main basse sur les réserves d'or de la Banque d'Espagne, eut surmonté ses doutes à propos de l’aide aux républicains espagnols. Les équipements militaires (armes automatiques, chars d’assaut et avions), accompagnés d’instructeurs et de conseillers militaires soviétiques, ainsi que les Brigades internationales recrutées par le Komintern, n’arrivèrent pas en Espagne avant le mois d’octobre 1936. Leurs arrivages successifs furent interrompus à plusieurs reprises au gré de la conjoncture internationale européenne (celle-ci déterminant p. ex. que le gouvernement français ouvre ou ferme la frontière) et dans les limites du blocus de plus en plus strict imposé aux ports républicains par la marine insurgée. En plus des conseillers militaires, essentiellement utilisés pour mettre les avions et les chars en état de fonctionner, Moscou envoya aussi des commissaires politiques du Komintern, dont l’action eut toutefois un effet délétère sur le potentiel militaire des républicains puisqu’ils s’appliquaient aussi à éliminer les forces communistes dissidentes, tels que les trotskistes et les militants du POUM.
En contrepartie de son aide, l'URSS reçoit du gouvernement républicain, par un décret secret du 13 septembre 1936, l'intégralité des réserves d'or de la Banque d'Espagne, soit 510 tonnes, au quatrième rang mondial.

#### Commandement et encadrement
Encore qu’il s’agisse d’une matière fort controversée, il a été calculé par une majorité d’historiens que 70 % environ des 15 000 commandants et officiers d’active de 1936 ont combattu dans les rangs insurgés (1 236 furent fusillés ou emprisonnés pour n’avoir pas fait promptement allégeance au camp des vainqueurs), alors qu’au contraire, la plus grande part de la centaine de généraux refusa de se soulever. Sur les 210 000 hommes de troupe et sous-officiers qui constituaient théoriquement l’armée régulière en 1936, quelque 120 000 s’étaient retrouvés dans la zone insurgée ; le fait le plus décisif cependant fut que parmi eux figuraient les 47 000 hommes composant l’armée d’Afrique et réputés être les meilleures troupes de l’armée espagnole. La Garde civile était, pour sa part, divisée entre ceux loyaux et ceux rebelles à la République.
Comme une forte majorité des officiers choisit le camp national, les troupes franquistes se voyaient assurées d’un encadrement de qualité et purent bénéficier des compétences de quelques bons généraux, dont notamment José Solchaga, Fidel Dávila, Rafael García Valiño et Alfredo Kindelán, pionnier de l’aviation espagnole. Les fortes pertes en jeunes officiers survenues dès le mois d’août 1936 ayant rendu tôt nécessaire de prévoir un renouvellement de l’encadrement, le général Mola proposa d’organiser une promotion d’alféreces provisoires (alféreces provisionales, c’est-à-dire de sous-lieutenants de réserve). Le décret pris en ce sens par Franco le 7 septembre 1936 disposait que des jeunes hommes, de 20 à 30 ans, dotés d’un titre universitaire, étaient habilités, au terme d’une formation militaire accélérée, à accéder aux grades de sous-officiers ou d’officiers, et serviraient dans les unités combattantes à l’issue d’un stage. L’instruction de ces alfereces provisoires s’améliorant, fut allongée à deux puis à quatre mois, et leur nombre atteignit les 30 000. Ils comptèrent dans leurs rangs plusieurs personnalités notables, tels que Mariano Navarro Rubio, Joaquín Ruiz Jiménez par exemple. Après la guerre, ces officiers de réserve allaient tenir un rôle notable parmi les cadres du franquisme.
L'examen de l’évolution des effectifs d’officiers au long de la guerre montre que leur nombre évolua dans un sens favorable aux insurgés, vu que l’effectif des commandants et des officiers du camp rebelle s’accrut jusqu’à atteindre 14 104 hommes au 1er avril 1939, tandis que simultanément le nombre des officiers républicains s'amenuisa jusqu’à 4 771, résultat qui s’explique par le ralliement au camp adverse de nombre d'officiers dans le courant de la guerre. Comme l’a écrit l’historien Francisco Alía Miranda, la majorité des 18 000 officiers qu’il y avait en Espagne en juillet 1936 acclamèrent le coup d’État, suivant en cela la mentalité conservatrice, corporatiste et militariste qui prédominait parmi eux.
Un autre facteur explique la diminution du nombre d’officiers dans la zone républicaine : plus de la moitié de ceux restés dans cette zone au lendemain du coup d’État refusa d’obéir aux autorités républicaines, phénomène qui ne se produisit pas dans le camp insurgé ; si seulement 258 militaires furent fusillés ou expulsés de l’armée dans le camp insurgé, ils étaient 4 450 à être expulsés de l’armée républicaine, dont 1 729 furent passés par les armes. De surcroît, chez ces mêmes républicains, beaucoup d’officiers, considérés avec méfiance, se voyaient refuser le commandement de troupes et n’étaient admis à occuper que des postes administratifs.
Aussi le camp insurgé n’eut-il pas besoin de se construire une armée ; il s'appuya dès le départ sur des unités militaires (et sur les forces de maintien de l’ordre) soulevées lors du coup d’État qui se trouvaient d’emblée organisées et dirigées par leurs commandants. D’autre part, les milices carlistes (dites requetés) et celles phalangistes soutenant les insurgés furent intégrées à l’armée nationaliste, dont elles se considéraient des alliées à part entière. Au contraire, dans le camp républicain, les milices ouvrières, en particulier les milices confédérales anarchistes, restaient méfiantes vis-à-vis de l’institution militaire, à l’exception des milices communistes.
L’armée nationaliste parvint rapidement à réaliser son unité de commandement et domina complètement la vie civile dans son secteur, appelé zone nationale. La mort dans un accident d’avion, survenue dans les premiers jours du coup d’État, du général Sanjurjo, choisi par ses compagnons pour prendre la tête du soulèvement, eut pour conséquence que dans un premier temps le commandement dans la zone insurgée se trouva partagé entre les généraux Emilio Mola et Francisco Franco, mais deux mois seulement plus tard, le 1er octobre, le général Franco fut désigné pour assumer le commandement unique, militaire et politique. Le général Mola périt également dans un accident d’avion l’année suivante, le 3 juin 1937,.
La centralisation militaire de l’effort de guerre dans les territoires insurgés favorisait l'union politique, s'opposait aux dissensions entre groupements politiques et interdisait toute méfiance envers les commandants et chefs militaires de la campagne. C'était tout le contraire dans le camp opposé, plus particulièrement derrière le front du Nord et lors des offensives d’Aragon et de Catalogne, c’est-à-dire là où la guerre fut perdue par les républicains.
Les unités combattantes fidèles à la République n’étaient pas d’une valeur militaire comparable. Certes, les milices armées, recrutées parmi les militants politiques ou syndicaux eurent le mérite, dans un premier temps, d’étouffer la rébellion dans de nombreuses villes, mais les limites de leurs capacités apparurent vite. L'organisation était une difficulté profonde pour les Républicains. S’agissant d'une armée populaire créée de toutes pièces, elle n’obéissait pas au gouvernement, car le principe d’une défense populaire est qu'elle est assurée par chaque citoyen, sans commandement centralisé.

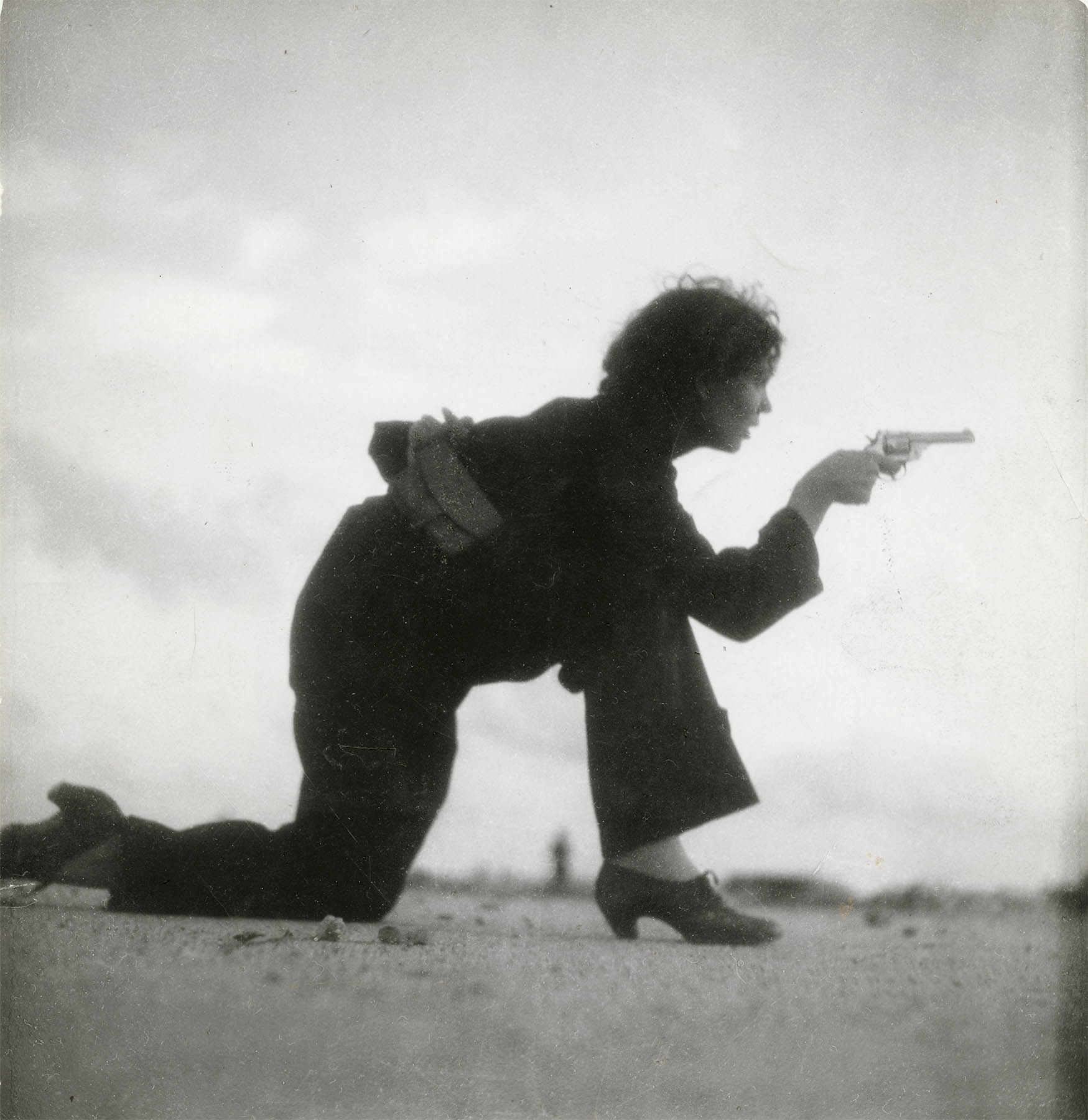
La Soldate républicaine à Barcelone, photographie de Gerda Taro sur la plage du Somorrostro.

Les miliciens étaient des combattants enthousiastes, mais indisciplinés, manquant de la préparation militaire la plus élémentaire et démontrant une inefficacité dramatique. Souvent mieux équipés que leurs adversaires, ils se débandaient face à des ennemis moins nombreux, mais qui avaient appris à manœuvrer et à se battre. La seule exception était le Cinquième Régiment organisé par le Parti communiste, qui servit ensuite de modèle à l’armée populaire. Ce Cinquième Régiment, auquel appartinrent plus ou moins longuement quelque 69 000 combattants, faisait fonction de vivier et d'école de formation à l’épreuve du feu. Ses brigades étaient commandées par des officiers professionnels ou issus du rang, tels Enrique Líster, Cipriano Mera, Juan Modesto et Valentín González, dit El Campesino. Le décret du 5 janvier 1938 légalisa les promotions aux postes supérieurs de l’armée à « ceux qui avaient démontré une compétence militaire sur le champ de bataille ». La République eut elle aussi, à l’instar des alféreces provisionales franquistes, des « écoles populaires de guerre » où furent formés, au moyen de brefs stages et dans un climat très politisé, des officiers subalternes.
Ainsi, pendant longtemps, le camp républicain ne put-il s’appuyer sur quasiment aucune unité militaire complète, organisée et disciplinée, dotée de tous ses commandants et sous-officiers. Dans les premiers mois, la force militaire qui affronta l’armée rebelle était, avec la décision du gouvernement de José Giral de licencier les troupes afin d’éviter que le soulèvement ne prenne de l’extension, constituée de colonnes improvisées, comprenant des unités éparses aux côtés des milices des organisations ouvrières, dont les combattants en arrivaient souvent, lorsqu’elles étaient commandées par des officiers de carrière, à suspecter ceux-ci de trahison. La débâcle républicaine de Malaga en février 1937 avait mis en évidence les inconvénients du système de milices populaires dispersées. En dépit des préventions des socialistes, des anarchistes et du POUM, il s’agissait pour la République de relever le défi de créer pour l’ensemble de l’Espagne une armée conventionnelle, au service d’un État central et capable de mener une guerre conventionnelle. Ces hésitations reflètent l’opposition entre d’une part, les partis socialiste et communiste tenants d’une armée organisée, et d’autre part les anarchistes, (majoritairement) partisans d'une défense populaire dépourvue d'organisation centrale.
Les anarchistes eux-mêmes, longtemps opposés à la hiérarchie, à la discipline et à l’uniforme, finirent par se convaincre de la nécessité d’une « militarisation », qui fut menée avec succès par Francisco Largo Caballero, dès qu’il eut pris en charge le ministère de la Guerre. Il reconstitua l’état-major et appela auprès de lui comme conseillers quelques officiers compétents qui avaient fait la démonstration de leur loyalisme, dont notamment José Asensio, José Miaja, Vicente Rojo, etc. C’est donc à partir de la formation du gouvernement Largo Caballero le 5 septembre 1936 que fut mis en route le processus de création d’une véritable armée, impliquant l’imposition de règlements conformes à la tradition militaire et la militarisation des milices et leur incorporation dans les dénommées Brigades mixtes, qui associaient plusieurs armes, sur le modèle de la division, mais avec des effectifs moindres et plus mobiles. Ce fut le premier pas vers l’Armée populaire, qui ne sera chose faite qu’une fois surmontée la crise des événements de mai 1937 et après la formation du gouvernement Negrín. L’armée républicaine pâtit constamment d’un problème structurel difficile, particulièrement saillant dans la force navale, à savoir le manque de commandants professionnels ; selon les calculs de Michael Alpert, seuls 14 % des militaires répertoriés dans l’Annuaire militaire de 1936 servaient encore en 1938 dans l’armée de la République,. Le général Vicente Rojo reconnut cette carence quand il écrivait :

« Nous avons créé une armée en la désignant comme telle, avec toute la nomenclature et tout le système de commandement d’une armée régulière… mais, pour parvenir au sommet, nous n’avons encore escaladé que les premières marches. »

Dans le camp républicain, l’unité de commandement ne sera atteinte — sans jamais être complète, Catalans et Basques se refusant à l’accepter — que vers la mi-1937, avec l'organisation finale de l’Armée populaire. Ce fut à partir de ce moment que les impératifs militaires prirent le dessus sur ceux de la vie civile, jusque-là marquée avant tout par la révolution sociale, marxiste et anarchiste. À la différence du camp insurgé, c’était le gouvernement qui prenait les décisions, certes en suivant presque toujours les recommandations du chef d’état-major, le colonel puis général Vicente Rojo Lluch, ainsi que des autres militaires loyaux.

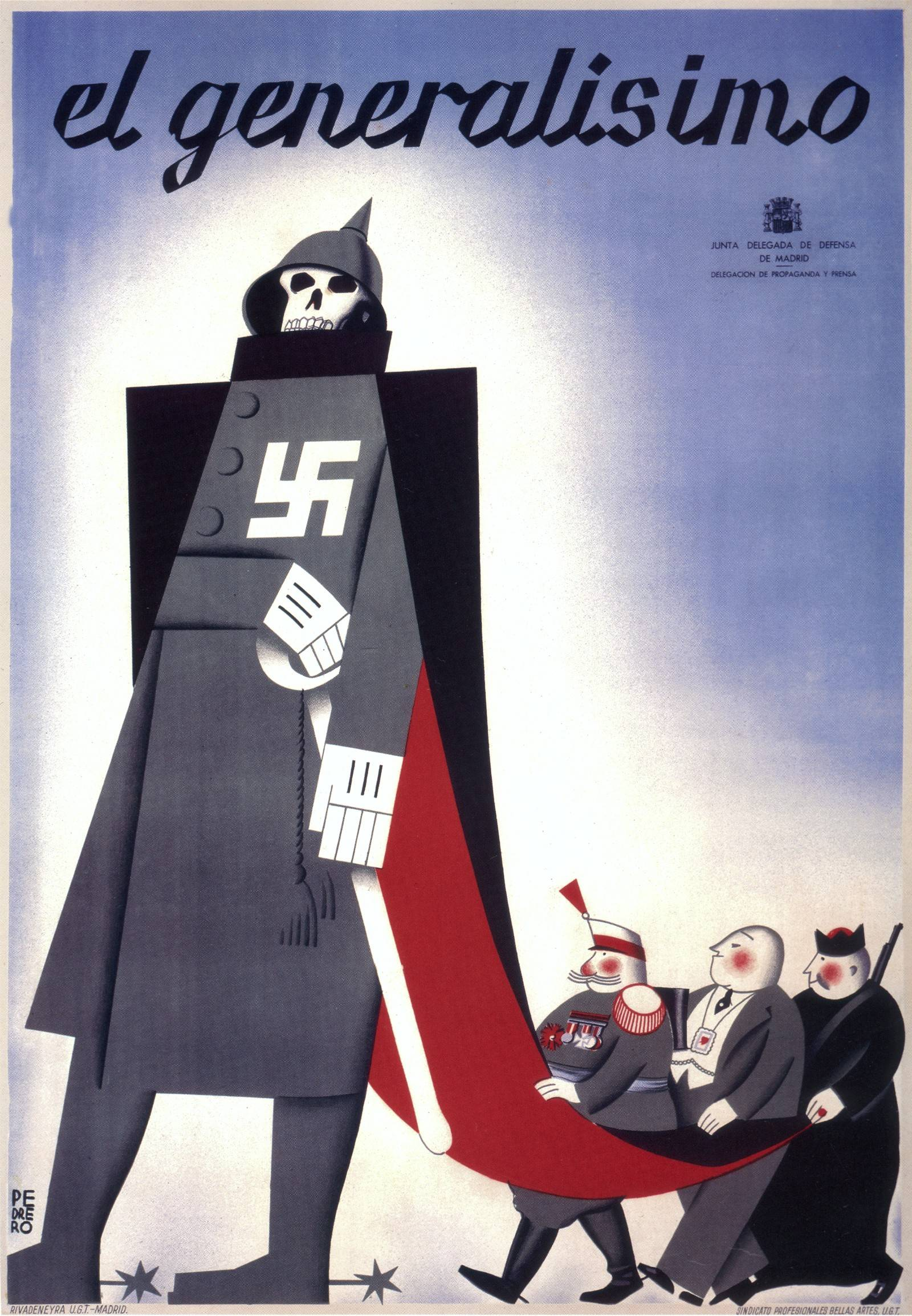
Affiche de propagande du camp républicain, montrant le generalísimo Franco sous les espèces de la Mort, parrainé par un général des puissances de l’Axe, par un capitaliste et par un prêtre.

#### Tactiques militaires
Les Allemands s’inquiétaient de la manière dont étaient menées les opérations militaires, d’autant que le Caudillo se souciait peu de les consulter et assurait pratiquement seul la direction politique et militaire de sa zone, en s’appuyant sur quelques conseillers sûrs. Surtout, il s'évertuait à créer des structures et des alliances propres à le protéger d’une ingérence excessive dans les affaires de l’État espagnol par les puissances étrangères et par les partis politiques qui soutenaient le régime. En mars 1938, en vue de l’offensive du Levant, le colonel Wilhelm von Thoma, qui commandait l’unité de chars, voulut mettre en œuvre des tactiques de type Blitzkrieg, mais se heurta aux instincts conservateurs de Franco, qui, à la manière des généraux de la Première Guerre mondiale, projetait d’utiliser les chars comme force d’appui pour l’infanterie. Vers la fin octobre, l’Allemagne dépêcha l’amiral Wilhelm Canaris et le général Hugo Sperrle à Salamanque pour déterminer les raisons des difficultés que Franco rencontrait dans ses tentatives de conquérir Madrid. Le résultat en fut que le ministre allemand de la Guerre missionna Hugo Sperrle de faire comprendre « énergiquement » à Franco que ses tactiques de combat, « routinières et velléitaires », empêchaient de tirer pleinement parti de la supériorité aérienne et terrestre qu’il détenait, ce qui risquait de compromettre les positions conquises. Il est vrai que la doctrine italienne de la guerra celere, mise en œuvre dans la conquête de Malaga en février 1937 et faisant intervenir les chars italiens, légers et rapides, avait en grande part réussi seulement parce que, vu l’absence de défenses républicaines, les Italiens ne subissaient aucune attaque sur leurs flancs, attaques auxquelles ils étaient particulièrement vulnérables. Dans la bataille de Guadalajara (mars 1937), où les forces républicaines s’étaient entre-temps organisées en une armée classique, cette même tactique, qui entraîna les Italiens à étirer outre mesure leurs lignes de communication et à négliger d’assurer leurs flancs, n’était déjà plus appropriée.
En réalité, Franco n’avait aucun intérêt à une fin rapide de la guerre, ni à un armistice où il y aurait lieu d’accorder aux vaincus quelque considération. Franco n’avait pas l’intention, ni sans doute les capacités, d’exploiter sa supériorité numérique pour des frappes stratégiques véloces, qu’il jugeait appropriées uniquement dans le cadre d’une guerre contre un ennemi étranger. Ses vastes effectifs le rendaient à même d’éroder progressivement la République dans une longue guerre d’attrition. Son objectif était d’écraser radicalement l’armée républicaine, ce qui, couplé à une répression dans les territoires conquis, lui permettait de jeter les fondations d’un futur régime dictatorial pérenne. Franco déclara en effet que « dans une guerre civile, une occupation systématique de territoire, accompagnée d’un nettoyage nécessaire, est préférable à une rapide défaite des armées ennemies qui laisserait le pays infesté d’adversaires »,.

### Opérations militaires

#### Résumé
- Zone nationaliste initiale en juillet 1936
- Avancée nationaliste en septembre 1936
- Avancée nationaliste en octobre 1937

Carte des opérations militaires.
Zone nationaliste initiale en juillet 1936
Avancée nationaliste en septembre 1936
Avancée nationaliste en octobre 1937
Avancée nationaliste en novembre 1938
Avancée nationaliste en février 1939
Dernière zone sous contrôle républicain
- : Principaux centres nationalistes
- : Principaux centres républicains
- : Champs de bataille
- : Batailles navales
- : Villes bombardées
- : Camps de concentration
- : Massacres
- : Camps de réfugiés

Sur le plan militaire, la guerre d'Espagne a pour principale caractéristique de se dérouler sur plusieurs fronts à la fois, sauf dans sa dernière phase. La guerre comporte sur ces différents fronts une succession de phases de mouvement et de longues phases de guerre de position avec utilisation de tranchées. Les républicains, par tactique ou par obligation, sont souvent sur la défensive, en résistant d'ailleurs souvent bien. Leurs offensives sont presque toujours de faibles ampleurs, mal conçues, rapidement stoppées voire contrées, et se traduisent souvent par des pertes (humaines et matérielles) importantes. Ce résultat affaiblit progressivement le camp républicain.
La guerre proprement dite commence quand les troupes du Maroc (les plus compétentes et les mieux entraînées) emmenées par Franco traversent le détroit de Gibraltar le 5 août 1936 afin de rejoindre le reste de l'armée, composé notamment de 15 000 requetés carlistes dirigés par Mola. Au total, 62 000 hommes de troupe du Maroc servirent dans les forces nationalistes dont 37 000 sont engagées au printemps 1937. Les troupes marocaines progressent vers le nord, en attaquant durement les villes et villages rencontrés. Simultanément, dans le nord du pays, des combats opposent les républicains aux « requetés » carlistes, en particulier au Pays basque et à proximité de la frontière française. Dans les zones contrôlées par la République, des mouvements de contre-offensive se lancent. Trois colonnes se forment pour essayer de reconquérir du terrain sur les territoires nationalistes ; la plus célèbre est sans doute la « colonne Durruti », du nom de son commandant, Buenaventura Durruti.
Les républicains ont conquis Minorque mais échoué à prendre le contrôle du reste des Baléares, avec l'échec du débarquement à Majorque du 16 août 1936, matérialisé par la débâcle républicaine du 3 septembre 1936. Les nationalistes disposent ainsi très tôt d'une base d'opérations de guerre précieuse en face de Barcelone.
En octobre 1936, Franco fait un choix symbolique plutôt que stratégique : aux portes de la capitale, il décide d'envoyer ses troupes au sud, vers Tolède pour sauver les insurgés assiégés dans l'Alcazar. Ceci laisse le temps aux Madrilènes d'organiser la défense : la guerre s'installe alors dans la durée. Lorsque les nationalistes atteignent Madrid en novembre 1936, la défense est acharnée : chaque rue est défendue (avec le célèbre slogan de La Pasionaria, « ¡No pasarán! »). Autour de la capitale, plusieurs opérations ont lieu en février et mars 1937, en particulier la bataille du Jarama et la bataille de Guadalajara. Malgré des pertes très lourdes, la ville tient bon et en mars 1937, les nationalistes se rendent à l'évidence : la prise de Madrid a échoué.
Ils s'occupent donc d'abord des poches de résistance républicaine que sont le Pays basque et les Asturies. Une première campagne se déroule autour de Bilbao, que les républicains ont entourée d'une « Ceinture de Fer » ; elle ne contribue pourtant guère à ralentir les nationalistes, qui parviennent à prendre la ville le 19 juin et à contrôler le reste de la province dans les jours suivants. En août, les combats se portent dans la région de Santander, qui tombe le 26 août. Dans le nord de l'Espagne, seules les Asturies restent alors sous contrôle de la République. Cette petite zone résiste longtemps, avant de capituler le 17 octobre, laissant ainsi les forces nationalistes entièrement maîtresses de la côte atlantique.
Entre-temps, les républicains se lancent dans d'autres offensives difficiles, en particulier à Brunete et à Belchite, combats meurtriers qui ne leur permettent qu'une progression limitée. Dans les derniers jours de l'année 1937, les troupes républicaines engagent le combat pour Teruel qu'elles parviennent à prendre lors de combats qui se déroulent dans des conditions très rudes pour les deux camps, notamment en raison du grand froid qui règne à Teruel cet hiver-là. Cette opération est contrecarrée et la ville est reprise par les nationalistes après moins d'un mois. Après la reprise de Teruel, l'armée nationaliste poursuit l'offensive et parvient à gagner la côte, le 6 avril, coupant ainsi en deux le territoire contrôlé par les républicains. Ceux-ci essaient encore d'attaquer lors de la bataille de l'Èbre (à partir du 25 juillet 1938) ; c'est un nouvel échec : les républicains sont contraints de repasser l'Èbre au prix de pertes importantes. Dès lors, le sort du conflit est scellé : la Catalogne est conquise sans grande résistance en février 1939. Madrid est tombée après deux années de combats et d'intenses bombardements par la légion Condor. Le reste de l'Espagne est enlevé dans le mois, les derniers combats ayant eu lieu à Minorque, le 9 février 1939, ainsi qu'à Alicante le 30 mars 1939, puis finalement à Almería, à Murcie et à Carthagène, le 31 mars 1939.
Le 1er avril 1939, Franco peut annoncer que « la guerre est finie ».

#### Avancée vers Madrid et campagne du Guipuscoa (juillet-octobre 1936)

La ligne de front quatre mois après la rébellion militaire.
Légende
Zone dominée par les insurgés
République espagnole
Principaux centres des insurgés
Principaux centres de la République

Sitôt qu’il fut connu dans la soirée du 17 juillet que le soulèvement militaire l’avait emporté dans le protectorat du Maroc, le ministre de la Marine José Giral (qui devait deux jours plus tard présider le gouvernement de la République après la démission de Santiago Casares Quiroga et du gouvernement « éclair » de Diego Martínez Barrio) donna ordre à plusieurs vaisseaux de guerre de la Marine républicaine de se diriger vers le détroit de Gibraltar afin de bloquer les places de Ceuta, Larache et Melilla, et d’empêcher la traversée des troupes coloniales (composées de la Légion étrangère et des Regulares, troupes supplétives placées sous le commandement d’officiers espagnols) vers la métropole espagnole. Les destroyers Almirante Valdés, Lepanto et Sánchez Barcáiztegui appareillèrent alors de la base de Carthagène, avec ordre de naviguer à plein régime à destination du détroit. Le fait que les équipages de ces navires s’étaient rebellés contre leurs officiers impliqués dans le coup d’État eut ainsi pour conséquence que, dans un premier temps, les insurgés de la métropole ne purent pas disposer des troupes de l’armée d’Afrique.
Ce même 19 juillet 1936, où fut étouffée la rébellion nationaliste à Madrid, plusieurs colonnes composées de miliciens et d’hommes de troupe appartenant aux unités militaires récemment dissoutes sur ordre du gouvernement (ceci afin de prévenir qu’elles puissent rallier le soulèvement) quittaient la capitale en direction de la sierra de Guadarrama, où ils empêchèrent les colonnes insurgées envoyées par le général Mola au départ de la Castille-et-León et de la Navarre de franchir les cols de cette chaîne de montagnes pour avancer ensuite jusqu’à la capitale. Le tracé du front nord de Madrid qui en résulta restera inchangé jusqu’à la fin de la guerre civile. Cette campagne militaire, la première de la guerre d’Espagne, prendra nom de bataille de Guadarrama.
Depuis Barcelone, là aussi après que la rébellion eut été réprimée, plusieurs colonnes hâtivement mises sur pied par les organisations ouvrières et par les partis de gauche, se mirent en mouvement à destination de l’Aragon. À côté des colonnes du POUM et du PSUC, et de celle d’Esquerra Republicana de Catalunya, laquelle prit le départ de Tarragone, le contingent le plus important était celui fourni par les Milices confédérales des organisations anarchistes (CNT, FAI et Jeunesses libertaires). La première et la plus nombreuse était la colonne Durruti (du nom du dirigeant de la FAI Buenaventura Durruti qui la conduisait), qui fit route à partir de Barcelone le 24 juillet pour Saragosse ; deux autres colonnes anarchistes — la colonne Ascaso et la colonne Los Aguiluchos (les Éperviers) de la FAI — partirent en direction de Huesca ; et depuis Valence la colonne de Fer s’était élancée vers Teruel. Cependant, aucune d’elles ne réussit à atteindre son objectif respectif, à savoir libérer les trois chefs-lieux aragonais, par suite de quoi le front d’Aragon se retrouva stabilisé. Ce revers ne retint pas les anarchistes de porter la révolution dans la moitié orientale de l’Aragon, où ils créèrent le Conseil régional de défense d'Aragon.
C’est de Barcelone aussi que fut organisée en août 1936 une expédition vers les îles Baléares, desquelles seule celle de Menorca continuait d’être républicaine. L’opération placée sous le commandement du capitaine Bayo, lancée le 8 août, connut un succès initial, réussissant en effet à occuper une frange du littoral de Majorque. Puis le subséquent débarquement sur cette même île déboucha sur un échec complet. Fut un échec également l’offensive de Cordoue (menée entre le 19 et le 22 août 1936), ville où la situation était demeurée indécise. Cette opération, l’une des rares initiatives stratégiques républicaines, fut lancée au départ d’Albacete et était dirigée par le général Miaja, qui avait établi son quartier-général à Montoro et dont le chef d’état-major était le lieutenant-colonel José Asensio ; son avancée ayant été rapidement stoppée, les républicains ne furent pas en mesure de reconquérir l’Andalousie occidentale, qui demeura fermement aux mains des insurgés, en particulier après l’arrivée des premières unités en provenance du Maroc.

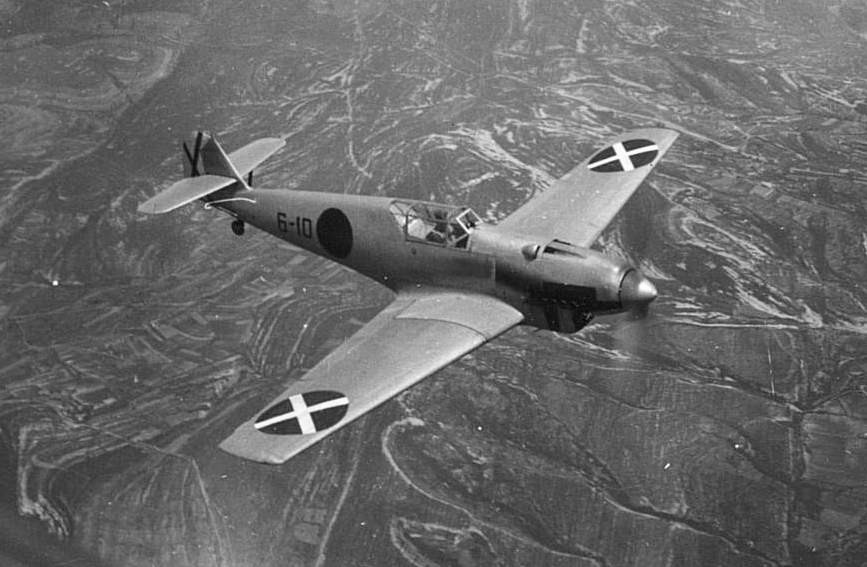
Messerschmitt Bf 109A de la légion Condor avec ses marques Nationalistes.

Le blocus que subissait alors l’armée d’Afrique, qui était la principale force de combat dont disposaient les insurgés pour s’emparer de Madrid, compte tenu que les colonnes du général Mola se trouvaient immobilisées dans la sierra de Guadarrama, put être forcé grâce à l’aide rapide que les insurgés reçurent de l’Allemagne nazie et de l’Italie fasciste. Le 26 juillet atterrirent au Maroc les vingt premiers avions de transport allemands Junkers, aisément convertibles en bombardiers et accompagnés d’avions de chasse, puis, quatre jours après, soit le 30 juillet, les neuf premiers chasseurs-bombardiers italiens. Fort de ces moyens aériens, le général Franco, commandant en chef des forces insurgées du Maroc, fut à même d’organiser un pont aérien reliant l’Afrique du Nord à la Péninsule en vue de transporter les légionnaires et les Regulares, en plus d’acquérir la supériorité aérienne au-dessus du détroit. Aussi put-il, le 5 août 1936, franchir celui-ci avec une petite escadre, que la propagande insurgée baptisa « convoi de la Victoire » (Convoy de la Victoria),,,. Pourtant, la rupture complète du blocus du détroit ne devait se produire que plus tard, lorsque le gouvernement républicain eut décidé de transférer la plupart de ses vaisseaux de guerre vers la mer Cantabrique, ce qui, dans l’opinion de l’historien britannique Michael Alpert, constitue « sans doute la plus grande erreur de la Guerre civile ». Cette décision s’explique entre autres par le refus de la Grande-Bretagne, qui disposait de la flotte de guerre la plus importante de la Méditerranée, de permettre au gouvernement républicain d’arrêter le trafic maritime neutre à destination du territoire ennemi, de sorte que les navires de guerre républicains ne purent pas empêcher les navires marchands allemands et italiens de débarquer du matériel de guerre dans les ports de Ceuta, Melilla, Cadix, Algeciras ou Séville, déjà sous la domination des insurgés.

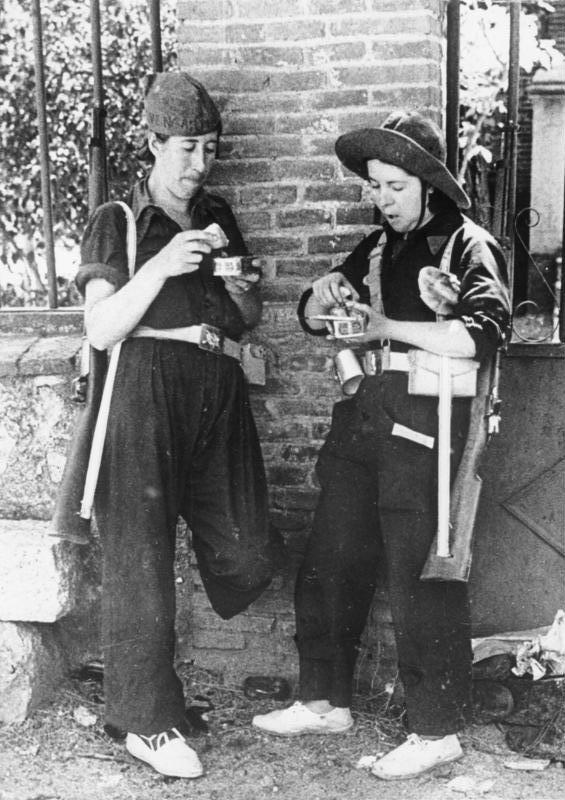
Miliciennes républicaines faisant une pause lors des combats à l’été 1936.

Le 1er août, le général Franco donna ordre aux colonnes de légionnaires, de Maures Regulares et de volontaires de faire mouvement à partir de Séville en direction du Nord et d’avancer vers Madrid à travers l’Estrémadure ; le flanc gauche des colonnes était couvert par la frontière du Portugal, dont le régime salazariste appuyait les insurgés. En suivant cet itinéraire pour arriver à Madrid, les colonnes de Franco visaient à opérer la jonction entre les deux zones dominées par les insurgés. Ainsi fut engagée la Campagne d'Estrémadure, où la colonne dénommée « colonne de la Mort » par l’historien Francisco Espinosa Maestre (en raison de la brutale répression qu’elle pratiqua dans les localités d’Estrémadure conquises par elle, et de son action la plus notable, le massacre de Badajoz) avança rapidement, avec une moyenne de 24 kilomètres par jour. Le 10 août, elle s’empara de Mérida et le 15 de Badajoz, pour bientôt ensuite établir le contact avec les forces insurgées du Nord. Le trajet de la colonne s’infléchit ensuite vers le nord-est pour atteindre la vallée du Tage et prendre le 2 septembre 1936 la ville de Talavera de la Reina, déjà dans la province de Tolède,,. La vive progression des troupes insurgées vers Madrid, ajoutée à la nouvelle de l’imminente chute d’Irún (par suite de quoi le Nord de l’Espagne allait se retrouver totalement isolée du reste de la zone républicaine), eut pour conséquence que le président du Conseil José Giral, s’estimant privé de soutien et de l’autorité nécessaire, présenta sa démission au président de la République Manuel Azaña. Le 5 septembre fut formé un nouveau gouvernement dit d’« unité antifasciste », présidé par le socialiste Francisco Largo Caballero, qui prit personnellement en charge le portefeuille de la Guerre, avec l’objectif prioritaire de mettre sur pied une armée apte à stopper l’avance des insurgés et à gagner la guerre,.
La rapidité avec laquelle étaient tombées une à une les localités lors de l’avancée nationaliste à travers l’Estrémadure et le long du Tage s’explique essentiellement par le fait que l’armée d’Afrique avait en son sein les troupes les mieux entraînées et les plus aguerries (légionnaires et Regulares), sans doute même les seules véritablement professionnelles dans les premiers mois chaotiques de la guerre civile ; à l’opposé, les forces républicaines se composaient en majorité de miliciens dépourvus de formation militaire, qui selon Michael Alpert « étaient indisciplinés et avaient tendance à fuir, pris de panique, abandonnant leur armement (constitué de fusils et de pièces détachées d’artillerie), vu que le chamboulement provoqué dans la capitale par le soulèvement n’avait pas permis de planification militaire appropriée. En juillet et août, beaucoup de matériel militaire fut ainsi perdu. Les insurgés en revanche s’armaient de plus en plus avec du matériel étranger, outre le matériel pris à l’ennemi ». Au surplus, les miliciens, qui dans leur immense majorité étaient issus d’organisations ouvrières et de partis politiques de gauche, se méfiaient des militaires professionnels qui s’offraient à les commander et rejetaient pour des motifs idéologiques la discipline et l’ordonnance militaires, à l’exception des communistes qui préconisaient une complète militarisation des milices et la création d’une Armée populaire sur le modèle du Cinquième Régiment déjà organisé à leur initiative,,.

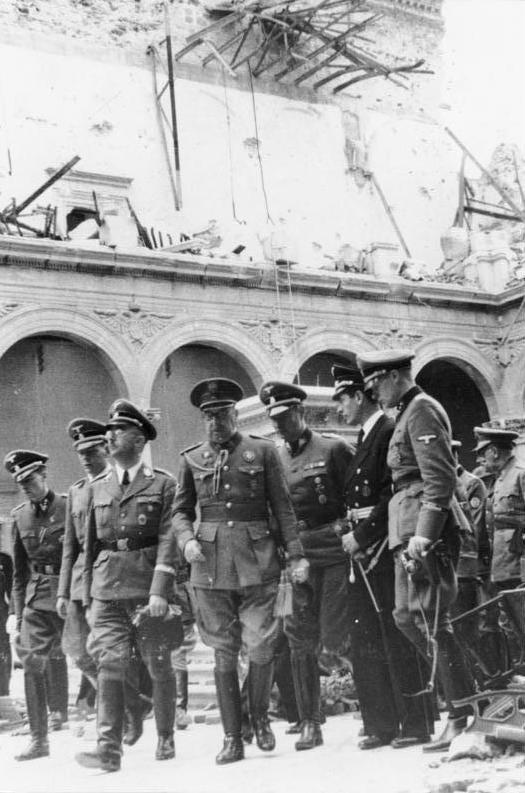
Heinrich Himmler visitant l’alcazar de Tolède aux côtés de José Moscardó en octobre 1940, un an et demi après la fin de la guerre civile.

Le 21 septembre, l’armée d’Afrique s’emparait du bourg de Maqueda, sis à moins de 70 kilomètres (à vol d’oiseau) au sud-ouest de Madrid. Ce même jour, les généraux rebelles tinrent une réunion sur un domaine aux environs de Salamanque en vue de nommer un commandant en chef unique et suprême des forces nationalistes. Une semaine plus tard, ils se réunirent à nouveau pour tirer au clair également le problème de la direction politique. Dans l’intervalle, le général Franco avait décidé de dévier de leur trajectoire les colonnes destinées à marcher sur Madrid et de les orienter en direction de Tolède pour y briser le siège mis devant l’Alcazar, où des gardes civils et quelques cadets peu nombreux de l’Académie d’infanterie, sous le commandement du directeur de l’École centrale d’éducation physique, le colonel José Moscardó, résistaient depuis déjà deux mois aux attaques de leurs assaillants républicains,,. Cette décision, qui selon certains auteurs fit perdre aux insurgés la possibilité de s’emparer de la ville de Madrid avant que celle-ci ait eu le temps d’organiser sa défense, fait l’objet de débats entre historiens. Pour une bonne part d’entre eux, ce fut là une décision plus politique que militaire, propre à conforter le prestige de Franco aux yeux de ses compagnons à l’instant où la question du commandement politique unique était objet de discussion,. L’auteur Santos Juliá estime que « l’Alcazar renfermait un trésor de légitimité symbolique : académie militaire, assiégés résistant au milieu des ruines, avec les murailles de la puissante fabrique à moitié détruites, et réfugiés dans les souterrains. Avec leur libération, Franco reçut un énorme capital politique : l’Alcazar était le symbole du salut de l’Espagne qui, telle une martyre, ressuscitait du sépulcre où l’avaient conduite ses ennemis ». Le désencerclement de l’Alcazar présentait en outre une considérable valeur de propagande en faveur de la cause des insurgés, comme le souligne l’historien Julio Aróstegui, « de l’Alcazar, il fut fait ultérieurement un mythe par les franquistes, dont les principaux faits extrêmes — l’épisode des dialogues de Moscardó et de son fils captif des assaillants, p. ex. — sont aujourd’hui absolument discrédités ». Paul Preston souligne que la prise de Madrid dès la fin de septembre eût sans doute signifié la fin de la guerre, rendant dès lors inutile de créer un commandement unique ; le Directoire des généraux aurait sans doute dû sans tarder résoudre le problème de la nature de l’État, avant que Franco eût obtenu la position privilégiée qu’il souhaitait, c’est-à-dire sans avoir eu le temps d’asseoir définitivement son pouvoir. Cependant, quelques historiens estiment qu’il y eut aussi un motif militaire ; Michael Alpert notamment argue : « L’explication usuelle paraît convaincante : la camaraderie militaire et la valeur de propagande d’avoir sauvé les assiégés dans l’Alcazar prescrivaient de faire lever le siège le plus tôt possible. Il se peut qu’il y ait eu des mobiles politiques, liés à l’ambition de Franco de devenir généralissime et dirigeant civil, imposaient ce geste héroïque. Quoi qu’il en soit, le fait de prendre Tolède d’abord pouvait se justifier militairement : sécuriser cette ville devait permettre d’attaquer Madrid depuis le sud et l’est, en protégeant ses flancs par le Tage et en s’appuyant sur deux routes de première catégorie au lieu d’une ». D’autre part, il apparaît douteux qu’une avancée résolue et concentrée sur Madrid dès septembre, avec les flancs peu protégés, avec une logistique faible, et en dédaignant totalement les autres fronts, aurait permis à Franco de s’emparer rapidement de la capitale et de mettre ainsi un point final abrupt à la Guerre civile. En pratique, il était improbable que Franco adopte une stratégie aussi audacieuse, car elle allait à l’encontre de ses principes et de ses habitudes, et surtout de ce qu’il avait appris au Maroc. Le même jour où le siège fut rompu, à savoir le 28 septembre 1936, Franco fut nommé par ses compagnons de rébellion non seulement « généralissime des forces nationales de terre, mer et air », mais aussi « chef du Gouvernement de l’État espagnol, pour la durée de la guerre »,.
Le 8 octobre 1936, l’armée d’Afrique parvenait à San Martín de Valdeiglesias, à une cinquantaine de kilomètres à l’ouest de Madrid. Elle fit la jonction avec les forces rebelles du Nord commandées par le général Emilio Mola, qui venait de clore la campagne du Guipuscoa par la conquête des villes d’Irún le 5 septembre et de San Sebastián le 13 septembre. Le Nord républicain se retrouvait désormais encerclé de zones tenues par les nationalistes. Aussi, début octobre, les forces insurgées s’étaient-elles déployées autour de Madrid en un demi-cercle qui partait de Tolède au sud et se prolongeait au nord-ouest jusqu’à une dizaine de kilomètres au nord d’Escorial, en se courbant à une distance de 40 à 55 kilomètres de la capitale. Les forces républicaines opposaient à présent une résistance plus vigoureuse grâce à la réorganisation militaire mise en œuvre par le gouvernement Largo Caballero (avec la constitution des Brigades mixtes commandées majoritairement par des militaires de carrière et encadrant les milices, processus de militarisation doté de commissaires politiques). Pourtant, les forces nationalistes allaient resserrer le demi-cercle autour de Madrid et parvenir début novembre dans les faubourgs sud de Madrid, tandis que dans les Asturies elles réussissaient le 17 octobre à rompre l’encerclement d’Oviedo. Cette offensive contre Madrid marque la fin de la première période de la guerre civile.

#### Bataille de Madrid et prise de Malaga (novembre 1936-mars 1937)

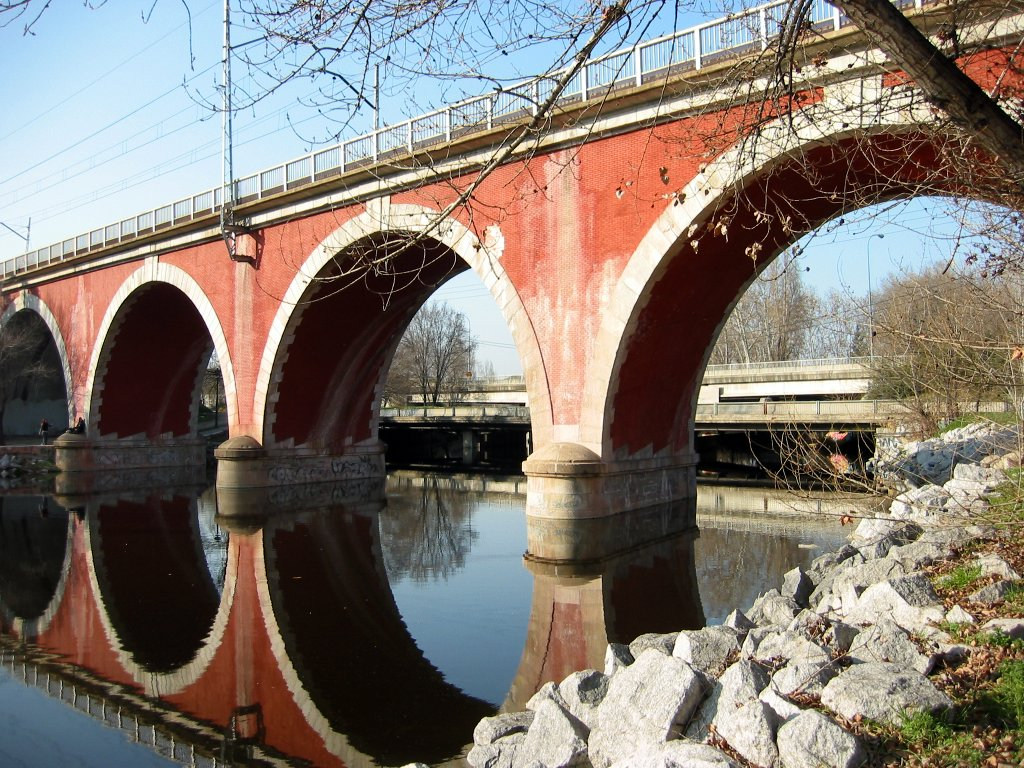
Puente de los Franceses (pont des Français), sur le río Manzanares, ouvrage vivement disputé lors de la bataille de Madrid.

Dans les premiers jours de novembre 1936, les insurgés tenaient pour acquise la prise prochaine de la capitale espagnole. Radio Lisboa en vint même à annoncer prématurément, au début du mois, la chute de la ville, allant jusqu’à relater l’entrée triomphale de Franco sur un cheval blanc,. Dès le 5 novembre, la colonne juridique, appelée à prendre en charge la répression contre les républicains, qui se composait de huit conseils de guerre, de seize juges d’instruction et d’un Auditorat de l’armée d’occupation et était commandée par le colonel Ángel Manzaneque y Feltrer, s’était regroupée à Navalcarnero, à trente kilomètres de Madrid, dans la perspective de l’imminente victoire des troupes franquistes.
Le 6 novembre, quand il semblait que l’armée insurgée fût en passe d’entrer dans Madrid, le gouvernement Largo Caballero transféra ses services à Valence, en confiant la défense ultérieure de Madrid au général Miaja,, tenu de former un Conseil de défense de Madrid. Ce départ précipité, accompli sous le sceau du secret, à propos duquel aucune explication publique ne fut donnée,, fut interprété par ceux restés à Madrid comme une fuite honteuse, d’autant que les Madrilènes avaient les moyens d’organiser leur défense. Deux jours plus tard, la bataille de Madrid était engagée.
Les forces insurgées n’étant pas supérieures aux forces républicaines défendant Madrid (dont les effectifs comprenaient quelque 23 000 combattants), il importait que la pénétration dans la capitale soit rapide et s’effectue par un front étroit. Une colonne avait pour mission de franchir le río Manzanares au nord du pont dit Puente de los Franceses et d’avancer à travers la cité universitaire pour pousser ensuite par l’avenue paseo de la Castellana. Une autre colonne devait traverser le parc de l’Ouest, puis prendre par les boulevards et parvenir plaza de Colón. Une troisième et dernière colonne ferait route à travers le quartier de Los Rosales pour atteindre la place d’Espagne et la calle Princesa. Pour épauler cette avancée, il était jugé essentiel de s’emparer d’abord de la butte des Garabitas (Cerro Garabitas ou de las Garabitas) dans le parc Casa de Campo, pour y installer l’artillerie et pilonner la ville. Le succès de l’opération tenait à la croyance des républicains que l’attaque aurait lieu par le sud et qu’ils disposeraient leurs forces en conséquence ; or, dans la nuit du 7 au 8 novembre, précisément au moment où allait s’enclencher la bataille de Madrid, le lieutenant-colonel Vicente Rojo, chef d’état-major de la défense de Madrid, eut connaissance des projets des assaillants grâce aux documents trouvés sur le cadavre d’un officier italien de l’armée nationaliste,.
Entre les 8 et 11 novembre 1936, de violents combats eurent lieu à la Casa de Campo. Le 13, les insurgés avaient conquis le Cerro de Garabitas et deux jours après réussirent à traverser le río Manzanares et à pénétrer dans la Cité universitaire. Toutefois, à partir de ce moment, ils se heurtèrent à la vive résistance que leur opposaient les troupes républicaines, renforcées entre-temps par l’arrivée des premières Brigades internationales, d’unités de chars soviétiques T-26 (qui étaient intervenues pour la première fois dans la bataille de Seseña) et de 132 avions russes Polikarpov I-16 et I-15, qui allaient disputer la supériorité aérienne aux 117 avions de la légion Condor allemande. Le 23 novembre, le général Franco finit par renoncer à poursuivre l’infructueuse offensive frontale contre la capitale, décision ayant pour effet, à partir de ce jour, de stabiliser la ligne de front,.

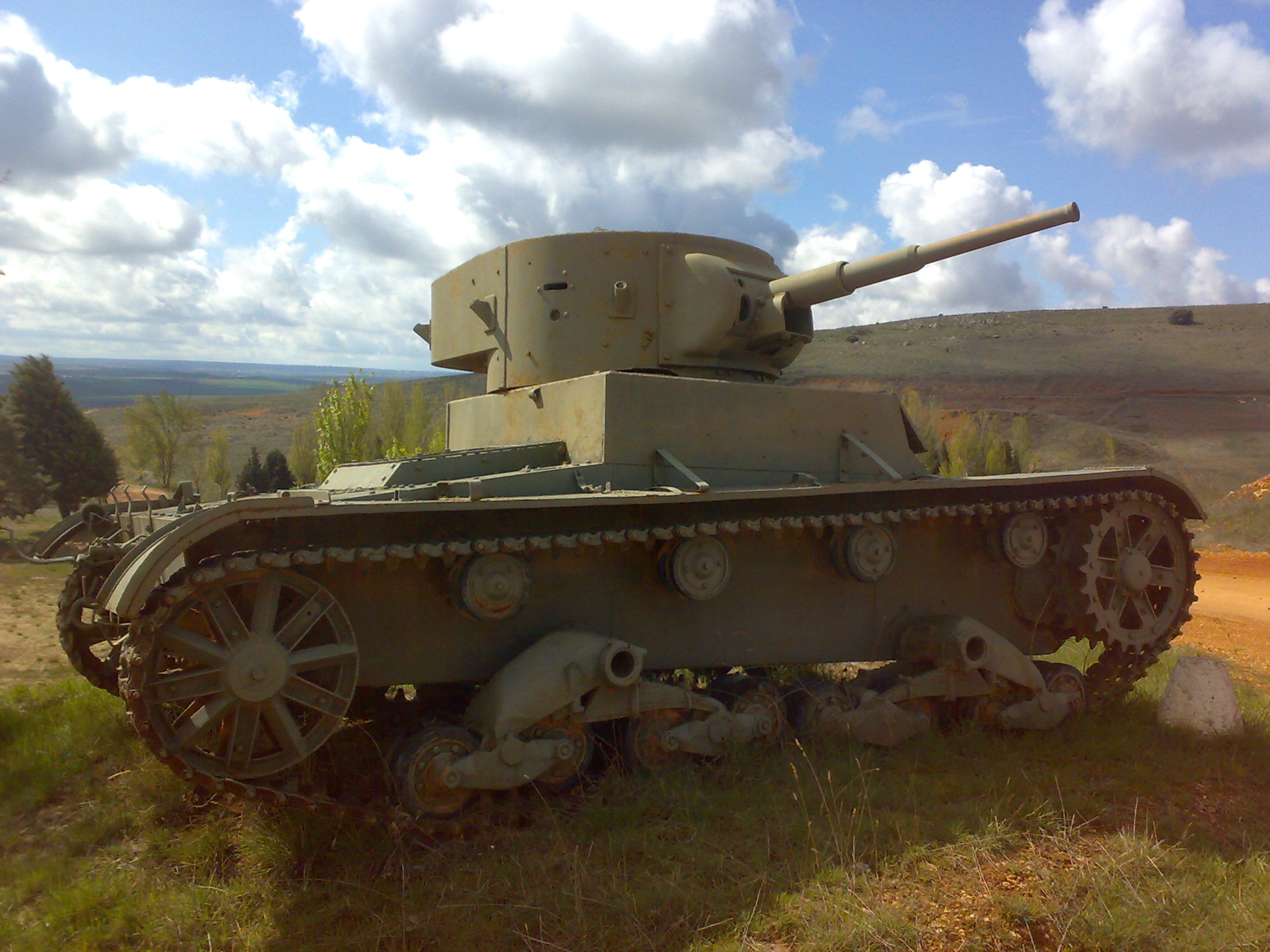
Char soviétique T-26 utilisé par les forces républicaines.

Michael Alpert note que « la résistance de Madrid changea le signe de la guerre. Désormais, il s’agira d’un conflit caractérisé non plus par de rapides mouvements enveloppants, mais par des batailles à grande échelle, par des manœuvres tactiques visant à atteindre des objectifs stratégiques, dans lesquelles quelques centaines de mètres de terrain auront une importance significative et dont le modèle était la Première Guerre mondiale, plutôt que les campagnes militaires coloniales, seule façon de faire la guerre dont les Espagnols avaient une connaissance directe ».

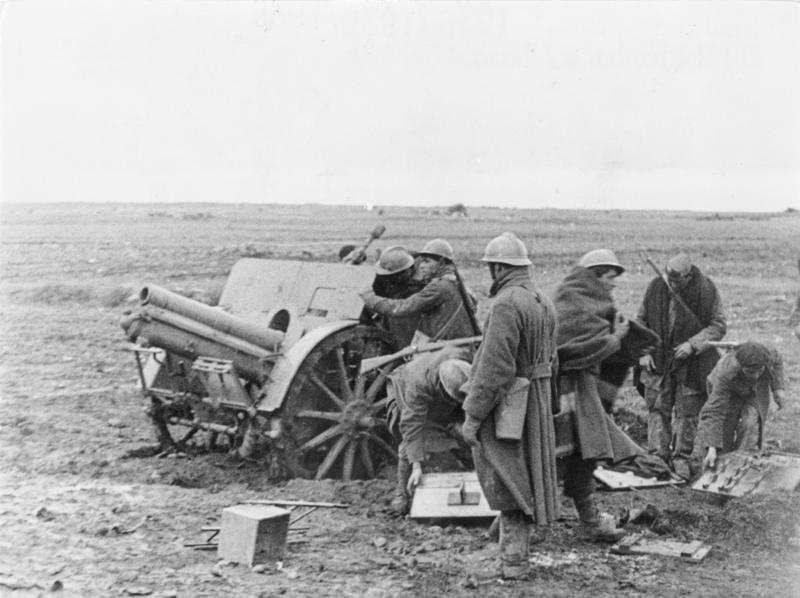
Artilleurs italiens du camp nationaliste tirant au canon pendant la bataille de Guadalajara.

Après que l’attaque frontale eut échoué, les nationalistes résolurent de cerner Madrid par le nord-ouest et d’y concentrer leurs forces afin d’occuper la route de La Corogne et de tenter ensuite, en longeant cette route, de s’enfoncer dans Madrid. Lors de la première tentative, qui eut lieu fin novembre (la première des batailles de la route de La Corogne), ils avancent seulement de trois kilomètres au lieu des sept escomptés, leur attaque se trouvant stoppée. La deuxième tentative, intervenue en décembre (deuxième bataille de la route de La Corogne), se solda pareillement par un échec. La troisième et ultime tentative, engagée début janvier 1937, représente la première bataille importante de la Guerre civile en terrain ouvert. Les nationalistes avaient réunis une armée importante, dénommée Division renforcée de Madrid (División Reforzada de Madrid), qui disposait de chars italiens, de batteries anti-char pour faire barrage aux T-26 soviétiques, et de l’artillerie lourde. Face à eux, les républicains déployèrent une armée constituée de cinq divisions, comprenant chacune trois brigades, encore que quelques-unes aient été incomplètes et que peu d’entre elles aient été commandées par des officiers d’infanterie de carrière (pour commander les cinq divisions, il fallut mettre à contribution deux officiers mis à la retraite en vertu de la loi Azaña de 1931, deux officiers issus des forces de sécurité, et un milicien, le communiste Juan Modesto). Entre les 6 et 9 janvier, la Division renforcée porta son attaque en direction du nord, avant de virer à l’est dès qu’elle eut atteint la route de La Corogne. Les forces républicaines résistèrent et les troupes nationalistes durent renoncer à progresser plus avant.
La tentative d’encercler Madrid par le nord-ouest ayant échoué, l’état-major insurgé tenta alors de le faire par le sud-est, en faisant mouvement vers le río Jarama, dans l’intention de couper la route de Valence, axe d’importance vitale car permettant d’acheminer à Madrid la plupart de ses approvisionnements. La bataille du Jarama commença le 4 février avec l’attaque menée contre les positions républicaines par des unités de la Légion espagnole et par des troupes de Regulares marocains, appuyées par des chars de combat. Le 11 février, ils prirent le pont de Pindoque sur le Jarama, défendu par la compagnie « André Marty » de la 12e Brigade internationale, qui eut à déplorer 86 morts. Les insurgés poursuivirent leur avancée. Les forces républicaines appuyées par des unités de chars soviétiques dirigées par le général « Pablo » (alias du général Rodimtsev) et la suprématie aérienne de l’aviation républicaine obtenue grâce aux Polikarpov I-15, les obligèrent à s’immobiliser et à renoncer à atteindre la ligne Arganda-Morata de Tajuña. Les républicains échouèrent à récupérer le terrain perdu et la ligne de front se trouva donc stabilisée le 23 février 1937, signant la fin de la bataille du Jarama,,.
Le 8 février 1937, alors que s’engageait la bataille du Jarama, se produisit concomitamment la prise de Malaga par les insurgés, grâce en particulier à l’intervention des unités motorisées de la division de milices fascistes italiennes CTV, Corpo Truppe Volontarie, qui avaient commencé à être envoyées en Espagne deux mois auparavant par Mussolini. Pénétrés de l’idée que le soldat fasciste était très supérieur au combattant « rouge », les « légionnaires » du CTV avaient lancé l’attaque le 14 janvier 1937, d’une part à partir de Ronda au nord-ouest, en suivant la route côtière vers Marbella par l’ouest (avec l’appui de deux croiseurs modernes, le Baleares et le Canarias, qui bombardaient depuis la mer et contre lesquels les destroyers et les croiseurs républicains, plus anciens et moins bien armés, n’étaient pas de taille à lutter) et d’autre part depuis le nord-est, à partir de Grenade en passant par Alhama. Si les milices républicaines parvinrent au début à contenir l’attaque sur terre, le 5 février, plusieurs colonnes emmenées par les troupes italiennes convergèrent vers Malaga, contraignant les milices républicaines à se retirer dans le chef-lieu. Là, en raison des insuffisances de commandement, du manque de fortifications de défense et en l’absence de l’appui de la flotte républicaine, les républicains n’eurent d’autre option que d’entreprendre, accompagnés de milliers de civils, leur retraite en direction de l’est par la corniche côtière de Malaga à Almería, en subissant mitraillages et pilonnages de l’aviation italienne et des vaisseaux de guerre des insurgés. En peu de jours, les forces nationalistes atteignirent Motril, y faisant de nombreux prisonniers et mettant la main sur de fortes quantités de matériel,,. Pour le gouvernement républicain, signale Michael Alpert, « la défaite dénotait une profonde inefficacité et un manque d’énergie morale et marqua le début de la déception des communistes à l’égard de l’action de Largo Caballero comme chef du gouvernement et ministre de la Guerre. Éclaboussés, les commandants nommés par Largo passèrent en jugement à la suite des enquêtes diligentées après le désastre ».
La troisième et ultime tentative d’envelopper Madrid fut l’opération menée par le CTV italien, sous la forme de la bataille de Guadalajara, à laquelle Franco avait donné son accord. L’idée de cette offensive était d’attaquer Madrid depuis le nord-est en se dirigeant vers la ville de Guadalajara et, une fois celle-ci conquise, de couper la route de Valence et d’envahir la capitale. Pour les besoins de cette opération, où serait suivie la tactique appelée « guerre éclair » par les généraux italiens (qui escomptaient qu’en une semaine, entre les 8 et 15 mars 1937, Madrid serait prise), une grande partie des 48 000 soldats dont disposait alors le CTV (regroupés en quatre divisions, avec 4 000 véhicules, 542 canons et 248 avions) auraient à être déployés,.

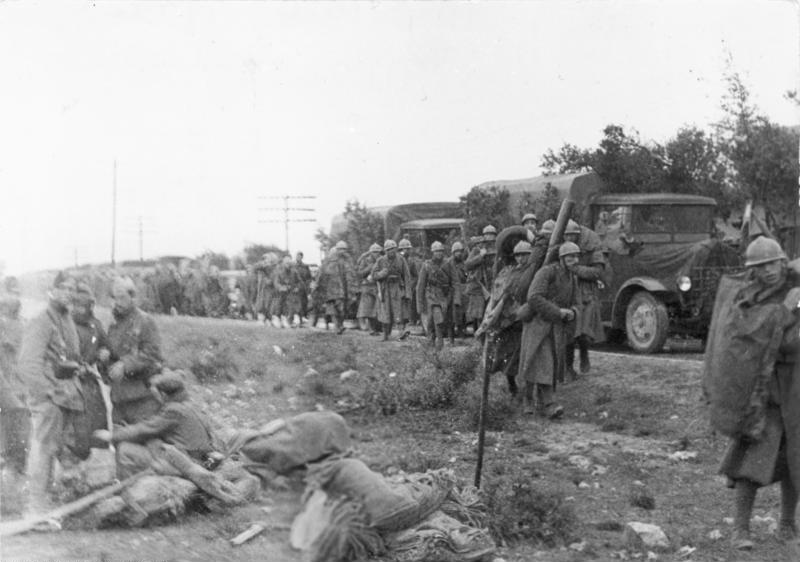
Soldats italiens du Corpo Truppe Volontarie lors de la bataille de Guadalajara.

L’offensive débuta le 8 mars, et dans la nuit du 9 au 10 mars, la 3e division italienne s’empara de Brihuega et le 11 de Trijueque, en dépit de la forte résistance des forces républicaines, parmi lesquelles figuraient les XIe et XIIe Brigades internationales (dont faisait partie aussi le bataillon Garibaldi composé de combattants italiens antifascistes), appuyées par les unités de chars soviétiques et par l’aviation, aidées aussi par le mauvais temps et par les fortes pluies, qui, ayant rendu le terrain boueux, entravaient l’avancée des véhicules et empêchaient les avions de décoller des pistes embourbées, alors que les aviateurs républicains disposaient au contraire de champs d’aviation opérationnels,,. Le 12 mars, les troupes républicaines lancèrent une contre-offensive, qui provoqua la fuite de la 3e division italienne démoralisée et permit dans les jours suivants de récupérer Trijueque et Brihuega et de s’emparer des équipements abandonnés par les Italiens. Le 19 mars, les forces républicaines mirent fin à leur progression pour organiser des lignes de défense. La bataille de Guadalajara, clôturée le 23 mars, fut qualifiée de « première victoire contre le fascisme » par la presse internationale libérale et de gauche, qui se plaisait à souligner que nombre de « légionnaires » du CTV avaient été capturés par les « garibaldini » des Brigades internationales,,.
Grâce à l’aide soviétique, la République avait su répliquer à la menace que représentait la fourniture d’armement au camp nationaliste par l’Italie et par l’Allemagne. L’Armée populaire, qui ne consistait plus désormais en un assemblage de bandes éparses de miliciens sous commandement improvisé, avait démontré savoir se retirer opportunément dans des fortifications prévues à cet effet, pour y résister par petits groupes d’arrière-garde en attendant des renforts ; répondre à cette technique de guerre requérait d’autres aptitudes que celles que possédait le CTV.

#### Campagne du Nord et offensives républicaines de diversion (Brunete et Belchite) (mars-novembre 1937)

Carte de la campagne du Nord. En rouge : la frange de territoire sur la côte cantabrique tenue par les républicains et objet de l'offensive des troupes franquistes.

La bataille de Guadalajara fut l’ultime tentative faite par le camp nationaliste pour prendre Madrid. Une semaine seulement après la fin de cette opération commença la campagne du Nord, c’est-à-dire l’offensive des forces insurgées contre la frange cantabrique demeurée fidèle à la République. Ce territoire montagneux formant un rectangle d'environ 280 km de long sur 40 de large était isolé du reste de la zone républicaine. L’objectif des nationalistes était de mettre la main sur les importantes ressources minières et industrielles (en particulier la sidérurgie et les fabriques d’armes), outre que la conquête de ces territoires permettrait de transférer la flotte insurgée vers la Méditerranée et de la consacrer tout entière à la mission d’intercepter le trafic maritime à destination des ports républicains.
Les troupes insurgées comprenaient quelque 28 000 hommes (en ce compris les effectifs des unités du CTV italien) placés sous le commandement du général Mola et étaient appuyées par 140 avions italiens et allemands de la légion Condor. Du côté républicain le gouvernement basque présidé par José Antonio Aguirre avait fait construire les défenses de Biscaye à partir du mois d’octobre 1936, à la suite de l’adoption par les Cortes républicaines du statut d’autonomie du Pays basque, et avait mis sur pied une armée basque qui agissait indépendamment et en pratique ignorait l’autorité du général Francisco Llano de la Encomienda — commandant en chef de l’armée du Nord, qui regroupait théoriquement toutes les forces de Biscaye, de la province de Santander et des Asturies — ; la figure du commissaire politique n’existait pas dans ses rangs et elle comptait peu de commandants professionnels,
L’offensive commença le 31 mars 1937, selon un axe est-ouest, en partant des positions atteintes en octobre 1936 à l’issue de la campagne du Guipuscoa, positions qui se situaient à environ 35 kilomètres à l’ouest de San Sebastián.

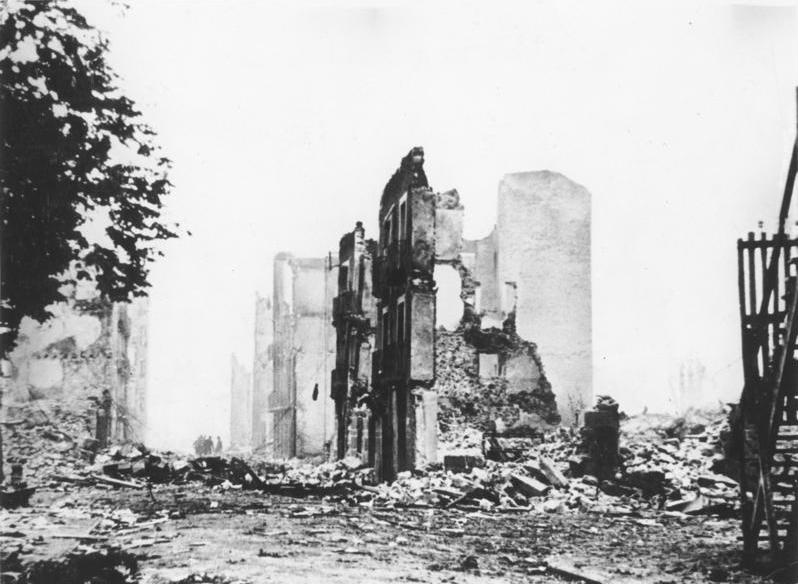
La ville de Guernica après le bombardement du 26 avril 1937.

Lors de la première offensive de la campagne de Biscaye, les forces nationalistes, quoique jouissant de la suprématie navale et aérienne (le gros de la flotte républicaine se trouvait alors en Méditerranée et il n’y avait qu’un petit nombre de chasseurs soviétiques), progressèrent relativement peu à cause de la vigoureuse résistance qui leur fut opposée et en raison des mauvaises conditions météorologiques.
La deuxième offensive, lancée le 20 avril, eut davantage de succès, atteignant en effet au bout de cinq jours la ligne Guernica-Durango. Le 26 avril, faisant écho aux bombardements aériens de Jaén et de Durango survenus les jours précédents, eut lieu celui de Guernica, lequel, perpétré par des avions allemands de la légion Condor et par des avions italiens du CTV, causa de nombreuses victimes civiles et d’importantes destructions, en raison de l’usage de bombes incendiaires en plus des bombes conventionnelles. Trois jours après, les forces nationalistes occupèrent la ville, puis, le 30 avril, parvinrent à Bermeo,,.
Les deux armées ennemies décidèrent, après s’être l’une et l’autre réorganisées — le « lehendakari » (président) Aguirre assumant alors en personne le commandement suprême de l’armée basque —, d’attaquer (respectivement, de défendre) le chapelet de fortifications autour de Bilbao, la dénommée « Ceinture de fer ». L’ingénieur qui l’avait conçue, Alejandro Goicoechea, étant passé dans le camp nationaliste avec les plans, les insurgés purent s’y introduire par ses points faibles, pendant que la ville de Bilbao était pilonnée par l’artillerie lourde et bombardée par l’aviation franquiste (au cours de la seule journée du 17 juin p. ex., elle fut frappée par 20 000 obus,). Bilbao tomba le 19 juin, sans que le gouvernement de Valence — présidé depuis le 17 mai par le socialiste Juan Negrín après que la crise républicaine liée aux événements de mai 1937 eut été surmontée — ait pu planifier quelque attaque sur d’autres fronts propre à contrarier la grande concentration de moyens terrestres et aériens des insurgés, en vue de la campagne de Biscaye,. Le front du nord connut alors une accalmie.
En effet, début juillet 1937, pour soulager la pression exercée par les troupes nationalistes dans le nord, il fut lancé une offensive républicaine sur le front de Madrid. Le 6 juillet commença donc la bataille de Brunete, qui doit son nom au fait que la conquête par les troupes républicaines du village homonyme situé une vingtaine de kilomètres (à vol d’oiseau) à l’ouest de Madrid allait devenir l’élément central des combats ; l’état-major républicain se proposait de faire suivre cette conquête par un mouvement en direction du sud-est afin de réaliser la jonction avec d’autres forces gouvernementales qui avanceraient à partir du sud de la capitale. En cas de réussite, l'opération forcerait les insurgés à ordonner un repli général de leurs forces, pour échapper à l'encerclement. Si l’offensive sur Brunete, qui fut menée par le Ve Corps (dûment réorganisé) de l’armée républicaine, placé sous les ordres du commandant de milices Juan Modesto et bénéficiant de l’appui d’unités de chars T-26 soviétiques, permit d’occuper la localité quasiment sans opposition, le général Franco réagit rapidement en dépêchant des unités de la Légion et des Regulares, en plus des brigades de Navarre et de quelque 150 avions italiens et allemands prélevés sur le front du Nord. L'ensemble stoppa l’offensive républicaine, ouvrant ensuite la possibilité pour les forces nationalistes d’engager la contre-attaque,. Cette bataille d’usure, sous un impitoyable soleil estival, sans ombre ni eau, se solda par un bilan de 40 000 pertes et se termina le 26 juillet, sous l’effet de l’épuisement. L’Armée populaire républicaine avait gardé d’importantes parties du territoire conquis, tout en perdant Brunete. La bataille coïncida avec l’anniversaire du début de la guerre civile ; dans cet intervalle de temps, observe Michael Alpert, quelques colonnes insurgées, se battant contre des milices improvisées, ont constitué deux armées dotées d’un considérable appui d’artillerie et aérien,,.
La bataille de Brunete achevée, les forces nationalistes, après s’être réorganisées, portèrent à nouveau toute leur attention sur la Cantabrie. Elles entreprirent d’attaquer la ville de Santander, à la fois à partir du sud, par le col de montagne de Reinosa, et par l’est, en suivant le littoral. La bataille de Santander commença le 14 août avec l’attaque de la ville de Reinosa, qui fut occupée après seulement deux jours de combats, dont les républicains, en se retirant en débandade, avaient négligé de détruire la fabrique d’armement. De même, sur la côte, la résistance des troupes républicaines commandées par le général Mariano Gamir Ulibarri, nommé le 6 août s’effondra rapidement.
Les républicains n’étant pas en mesure d’envoyer leur aviation sur ce front en raison de l’éloignement de leurs bases, les insurgés y disposaient d'une supériorité aérienne incontestée et, par de continuels bombardements, détruisaient et démoralisaient leurs ennemis, rendus ainsi incapables de s'opposer à l’avance des unités du CTV italien formant l'avant-garde. Le 24 août, dix jours seulement après le lancement de l’offensive, la ville de Santander, affligée par une pénurie de vivres et de combustible par suite du blocus naval de la marine insurgée, fut occupée après que les forces de l’ordre, une fois les commandants évacués, eurent hissé le drapeau blanc,,. La campagne de Santander s’était déroulée suivant un schéma d’avancée continue, interrompue seulement par d’occasionnelles et brèves périodes de résistance, où nombreux furent les combattants faits prisonniers et ceux passant à l’autre camp, ce qui atteste l’état de démoralisation où se trouvaient les troupes républicaines.
Ce même jour, 24 août, trop tardivement pour Santander, les républicains lancèrent l’offensive de Saragosse, la deuxième offensive républicaine de diversion destinée à alléger la pression de l’armée nationaliste dans le Nord. Elle visait le front d'Aragon, qui s’était maintenu quasiment inchangé depuis le déclenchement de la guerre civile. À cette époque les colonnes de milices confédérales anarchistes et celles du POUM s’étaient élancées de Catalogne avec l'objectif de s’emparer de Saragosse et de l’Aragon, mais n'avaient réussi qu'à occuper la moitié orientale de cette région. Elles y avaient mis en place un organisme presque indépendant appelé Conseil d'Aragon, et après les incidents de mai 1937 elles aient été incorporées dans les unités régulières de l’armée de l'Est.

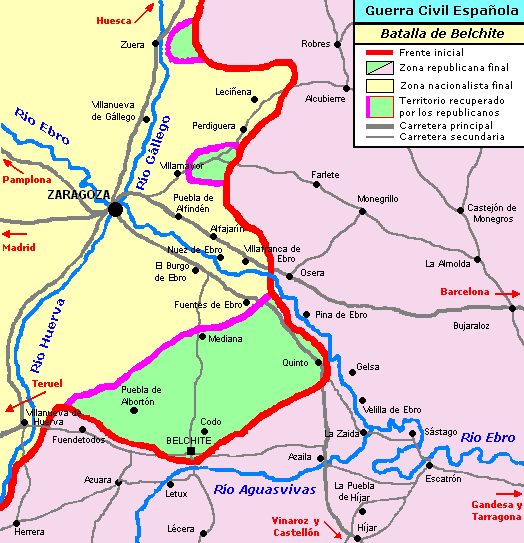
Carte de la zone où s’est déroulée la bataille de Belchite, avec indication de la situation initiale et finale.

Le but de l'offensive était de nouveau la capitale aragonaise, ce qui devait avoir pour résultat d’obliger Franco à suspendre son offensive au nord. Les divisions anarchistes combattaient au nord de l’Èbre, et celles communistes, dirigées par Enrique Líster et par les deux généraux internationaux Walter et Kleber, au sud. Après s’être emparées des villages de Codo et de Quinto, elles entreprirent le 26 août d’encercler Belchite, déclenchant ainsi la bataille de Belchite, la plus notable des actions de guerre de la campagne. Les troupes nationalistes chargées de défendre le village, sis à une quarantaine de kilomètres au sud-est de Saragosse, résistèrent avec acharnement jusqu’au 3 septembre. Quatre jours auparavant, les insurgés avaient engagé la contre-offensive, lors de laquelle ils réussirent, au nord de l’Èbre, à refouler les divisions anarchistes, et au sud, à Fuentes de Ebro, village distant de 26 kilomètres de Saragosse, à battre les unités de chars soviétiques BT5 ainsi que la XVe Brigade internationale,,.
Bien que Belchite soit resté aux mains des républicains, les deux objectifs de l’offensive de Saragosse n’avaient pas été atteints : la capitale aragonaise ne fut pas conquise, pas plus que ne fut stoppée l’avancée nationaliste sur le front nord. Au 1er septembre, après l’occupation de Santander, l’offensive des Asturies fut enclenchée par les troupes franquistes, à la fois par la côte et par l’intérieur, afin de liquider la dernière portion de territoire de la frange nord républicaine. Quelques jours avant avait été constituée à Gijón (Oviedo continuait d’être occupé par les insurgés, et ce depuis le début de la Guerre civile) le Conseil souverain des Asturies et de León (Consejo Soberano de Asturias y León). Présidé par le socialiste Belarmino Tomás, précédemment l’un des dirigeants de la révolution asturienne d’octobre 1934, ce Conseil tentait d’organiser la défense, mais sa situation était aussi difficile que celle de Santander. Les Asturiens n’avaient guère d’appui naval — ne disposant en effet que du destroyer Císcar (CR) —, ni guère d’appui aérien — les rares appareils dont ils avaient l’usage étant fort inférieurs à ceux des assaillants —, et subissaient le blocus naval de la flotte insurgée. Les problèmes de ravitaillement tant civils que militaires étaient encore aggravés par l’afflux d’environ 300 000 réfugiés en provenance d’autres zones occupées par les troupes nationalistes. Il en résulta que la résistance à l’avance nationaliste fut des plus malaisées. L’abandon de la zone par la force aérienne et navale républicaine et la démoralisation des troupes locales furent à l’origine de replis désordonnés guidés par la panique. Ce nonobstant, Gijón, ultime réduit des Asturies républicaines et de tout le Nord de l’Espagne,, ne sera pas conquise avant le 21 octobre. La plupart des républicains du Front nord faits prisonniers furent retenus dans le camp de concentration de Miranda de Ebro.
La victoire nationaliste à la campagne du Nord eut des conséquences considérables sur le cours de la Guerre civile. Il était désormais loisible à Franco de concentrer tous ses effectifs en Espagne centrale et en Méditerranée, et le camp national s'était mis en possession d’une industrie restée indemne. La victoire, et le rôle important du corps expéditionnaire italien, répara l’amour-propre de Mussolini, mortifié par la défaite à la bataille de Guadalajara, et amena le Duce à coopérer de meilleure grâce avec Franco. L’opinion internationale jugea que, le Nord une fois perdu, la victoire nationaliste n’était plus qu’une question de temps.
En novembre 1937, le gouvernement républicain de Juan Negrín prit la décision de transférer ses services de Valence à Barcelone, — où le président de la République Manuel Azaña s’était d'ores et déjà fixé depuis novembre 1936 —, afin de pouvoir exploiter à plein rendement l’industrie de guerre catalane, laquelle devait suppléer à la perte des importantes usines d’armement de la Biscaye, de la Cantabrie et des Asturies et qui fut donc placée dans les mois suivants sous tutelle directe du gouvernement républicain, et d'autre part aussi afin d’asseoir définitivement l’autorité du gouvernement en Catalogne, reléguant par là le gouvernement de la Generalitat de Lluís Companys à un rôle secondaire.

#### De la bataille de Teruel à la bataille de l’Èbre (décembre 1937-novembre de 1938)
Le 12 décembre 1937, la 11e Division républicaine commandée par le chef milicien communiste Enrique Líster coupa les voies de communication qui reliaient la ville aragonaise de Teruel aux arrières de l’armée nationaliste, action qui signa le déclenchement de la bataille de Teruel. L’objectif de cette campagne, dont la stratégie avait été élaborée par le chef d’état-major républicain, le colonel Vicente Rojo, était, outre de conquérir le point d’appui que représentait Teruel pour les lignes ennemies, de prévenir l’attaque des troupes franquistes contre Madrid prévue pour le 18 décembre et d’obtenir un succès militaire notable — en l’espèce : se saisir d’un chef-lieu de province dont les rebelles s’étaient rendus maître au tout début de la guerre civile — afin de fortifier la confiance, tant à l’intérieur qu’à l’étranger, en la cause républicaine, cela au lendemain de la défaite dans la campagne du Nord et à un moment où l’arrivée de matériel militaire d’Union soviétique tendait à s’estomper en raison des difficultés à traverser la frontière française depuis la chute du gouvernement du socialiste Léon Blum. Le général Franco, réagissant immédiatement, s’efforça de rompre l’encerclement de Teruel, cependant, n’y parvenant pas dans une première tentative, force lui fut d’envoyer des renforts de troupes et d’ajourner l’offensive planifiée contre Madrid (par quoi l’un des objectifs stratégiques républicains de l’attaque de Teruel fut atteint). Les températures très basses et les chutes de neige entravèrent les actions des deux armées et empêchèrent les forces nationalistes, en dépit de leur supériorité aérienne et d’artillerie, de briser l’encerclement, ce qui porta le colonel Domingo Rey d'Harcourt à prendre le 8 janvier 1938 la décision de se rendre. Les troupes républicaines, en l’occurrence la 46e Division de l’armée populaire sous les ordres du milicien Valentín González, dit « El Campesino » (le Paysan), eurent donc la voie libre pour occuper la ville,. Bientôt cependant, les forces nationalistes redoublèrent leurs attaques contre Teruel, lançant plusieurs offensives qui finirent par saper les défenses et par ébranler le moral des forces républicaines. Le 7 février 1938, les troupes nationalistes franchirent la ligne du río Alfambra, puis, le 21 février, la ville se trouva cernée. La 46e Division commandée par El Campesino réussit à s’échapper (ou prit la fuite, en fonction des versions), et la ville fut reconquise par les insurgés,. Michael Alpert remarque que « le courage de quelques soldats novices, mal dirigés, armés et vêtus, opposés les uns aux autres par des rancœurs politiques [anarchistes contre communistes], ne pouvait pas grand-chose contre des troupes expérimentées et bien équipées et, surtout, contre les bombardements ». Le colonel Vicente Rojo écrivit au ministre de la Défense de la République Indalecio Prieto à propos de la retraite de Teruel de la 46e Division : « Il faudra beaucoup de temps encore avant que les commandants de notre armée se comportent comme il se doit ».

Carte de l’Espagne en juillet 1938 après l’offensive d'Aragon et au moment où débutait la bataille de l'Èbre.
Légende
Zone sous domination franquiste.
République espagnole
Principaux centres nationalistes
Principaux centres républicains

La bataille de Teruel ayant mis au jour les faiblesses de l’armée républicaine, Franco décida d’ajourner sine die l’attaque contre Madrid, pour en lieu et place lancer l’offensive d'Aragon contre la Catalogne et la région de Valence. Cette offensive, qui allait se déployer sur toute la longueur du front d'Aragon, commença le 9 mars 1938 au sud de l’Èbre, où le front, sous l’action d’un feu nourri d’artillerie et d’aviation, ne tarda pas à se désagréger. Le 14 mars, le CTV s’empara d’Alcañiz et le 17, les nationalistes prirent Caspe, après avoir « reconquis » Belchite. De même, au nord de l’Èbre, ils se rendirent maître de Fraga le 27 mars et arrivèrent début avril à Lérida, où cependant la 101e Brigade mixte de l’Armée populaire de la République, sous le commandement du chef de milice Pedro Mateo Merino, sut les empêcher de franchir la rivière Sègre. Au nord de Lérida, ils poussèrent leur avancée jusqu’à Noguera Pallaresa et établirent des têtes de pont à Balaguer et à Tremp. Ces positions une fois atteintes, Franco écarta l’option de se diriger sur Barcelone et choisit de faire mouvement vers la Méditerranée, au sud de l’embouchure de l’Èbre ; cet objectif fut réalisé le 15 avril, quand les troupes franquistes atteignirent la localité de Vinaroz sur le littoral méditerranéen, à la suite de quoi la zone républicaine se retrouvait désormais scindée en deux,,,.
La défaite à la bataille de Teruel et l’effondrement du front d’Aragon furent à l’origine de la crise de mars 1938 dans le camp républicain, lorsque le président du gouvernement Juan Negrín voulut qu’Indalecio Prieto renonce à son portefeuille de la Défense pour prendre en charge un autre ministère, puisque, à l’instar du président de la République Manuel Azaña, Prieto estimait que ce qui venait de se produire démontrait que l’armée républicaine ne pourrait jamais gagner la guerre et que par conséquent il convenait de négocier une reddition sous l’égide de la France et de la Grande-Bretagne ; Prieto n’ayant pas accepté son offre, Negrín le pria de quitter le gouvernement, puis procéda, le 6 avril, à un remaniement ministériel, où Negrín allait assumer personnellement le portefeuille de la Défense, et où le colonel communiste Antonio Cordón fut nommé au poste de sous-secrétaire à la Guerre. Ce dernier entreprit une recomposition des forces républicaines, qu’il réorganisa en deux grands groupes d’armées, eu égard à la coupure en deux de la zone républicaine causée par l’arrivée des troupes nationalistes sur le littoral méditerranéen : le Grupo de Ejércitos de la Región Centro-Sur (Groupe d’armées de la région Centre-Sud, ou GERC) et le Grupo de Ejércitos de la Región Oriental (Groupe d’armées de la région Orientale, ou GERO). Le positionnement du nouveau gouvernement Negrín vis-à-vis de possibles négociations de paix fut fixé dans sa « Déclaration en 13 points », rendue publique le 1er mai 1938, qui prévoyait en particulier le renoncement des vainqueurs aux représailles, la reconnaissance des droits des « régions » et des travailleurs, l’indépendance totale de l’Espagne, avec retrait complet des combattants étrangers, et la liberté de croyance et de pratique religieuse. Côté nationaliste, Yagüe prôna une « paix des braves » dans un discours prononcé en avril 1938.

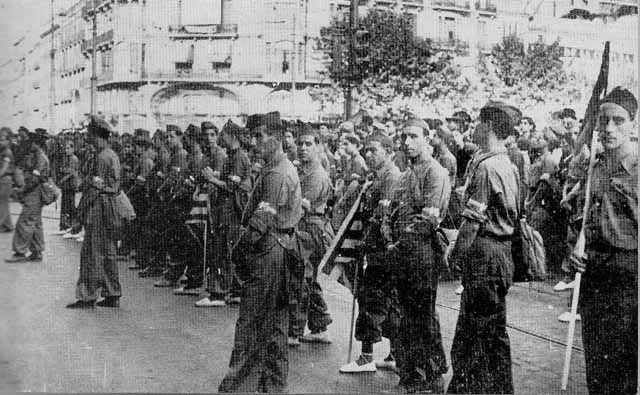
Troupes républicaines de relève destinées au front de Teruel.

La cote méditerranéenne une fois atteinte, Franco décida de diriger ses troupes contre Valence, siège du gouvernement républicain, au lieu de contre Barcelone, non tant parce qu’il redoutait que la Catalogne serait une besogne trop difficile, qu’en considération du fait que par la présence de forces allemandes et italiennes en Espagne, une éventuelle proximité de ses forces à la frontière française serait susceptible de soulever des tensions internationales. Aussi l’offensive du Levant fut-elle engagée, laquelle prévoyait de faire converger vers Sagunto (situé à une vingtaine de kilomètres au nord de Valence) une colonne en bordure de mer à partir de Vinaroz et une autre par l’intérieur des terres au départ de Teruel, puis, à partir de Sagunto, de marcher sur Valence. L’armée républicaine opposa une âpre résistance, en particulier quand les forces nationalistes, après avoir conquis Castellón de la Plana le 13 juin, eurent atteint la ligne de fortifications dite ligne XYZ, qui s’étirait d’Almenara, sis en bordure de mer à quelques kilomètres au nord de Sagunto, jusqu’au río Turia à l’intérieur des terres, et devant laquelle les troupes franquistes furent contraintes d'interrompre leur avancée.

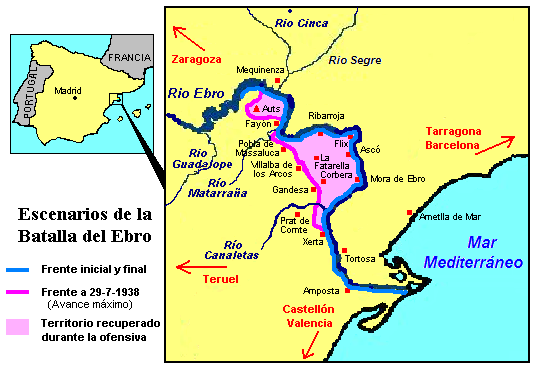
Lignes de front lors de la bataille de l'Èbre.

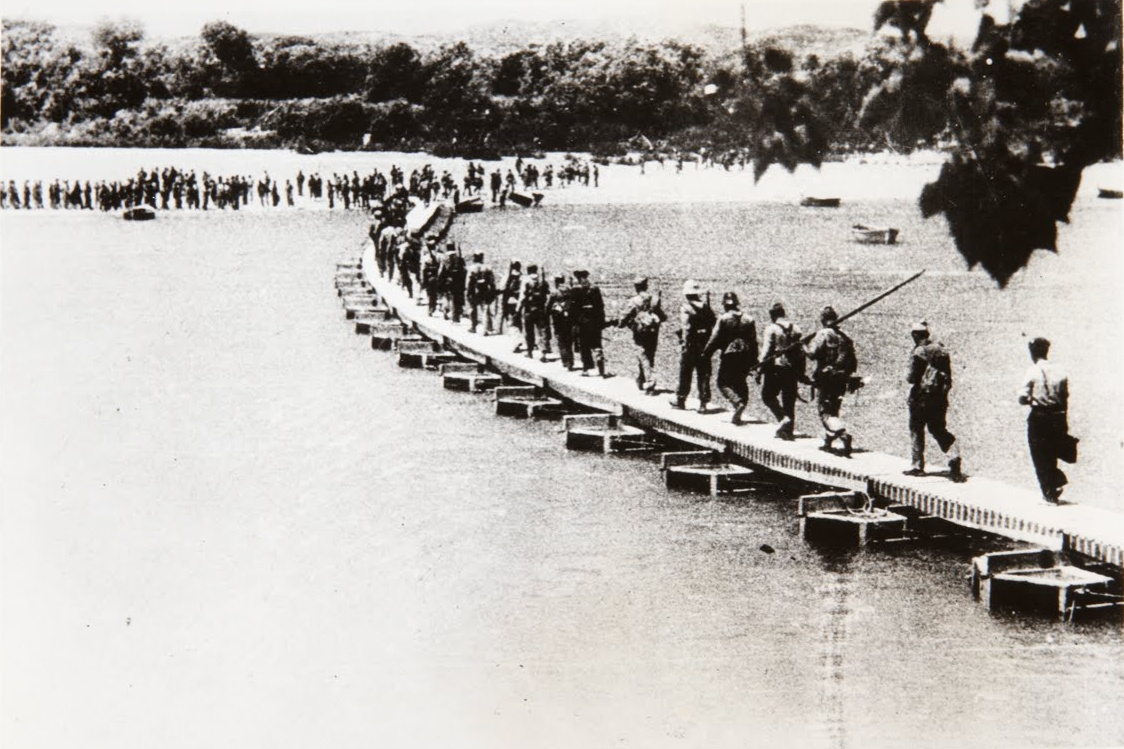
Forces républicaines franchissant l'Èbre (1938).

Le 25 juillet 1938, l’armée de l'Èbre, l’un des grands corps d’armée républicains dont se composait le GERO nouvellement créé, traversa l’Èbre par surprise, au moyen de barcasses, entre Mequinenza et Amposta, dans l’objectif d’attaquer depuis le nord les troupes nationalistes qui s’approchaient de Valence ; cette action marque le début de la bataille de l'Èbre, qui allait se muer pour les deux parties en une rude lutte d’usure. Nonobstant que le franchissement de l’Èbre par Amposta sur la côte ait été rapidement neutralisé par les forces franquistes, le gros de l’armée républicaine parvint néanmoins aux portes de Gandesa dans l’intérieur des terres, mais ne réussit pas à se rendre maître de cette localité par suite de la dure résistance opposée par les unités de Regulares et de légionnaires chargées de la défendre et surtout parce que, inexplicablement, l’aviation républicaine négligea de couvrir l’avance de ses troupes, tandis que la légion Condor, promptement dépêchée sur les lieux par Franco, dominait les airs, bombardant et mitraillant sans trêve les positions républicaines. En conséquence, le 2 ou le 3 août 1938, la manœuvre républicaine avait avorté, à telle enseigne qu’aucune irruption d’unités républicaines dans le territoire tenu par les nationalistes ne devait plus se produire par la suite. Depuis ce moment, les opérations allaient se centrer sur la poche de territoire conquise par les républicains au sud de l’Èbre, que ceux-ci défendaient coûte que coûte, pendant que les troupes franquistes s’efforçaient de les en déloger — au rebours de l’opinion de certains collaborateurs de Franco, qui lui conseillaient de délaisser le front de l’Èbre, à présent que la progression républicaine avait été stoppée, et de reprendre sa campagne contre Valence ; Franco jugeait au contraire qu’avec l’aide ininterrompue en aviation et artillerie lourde reçue d’Allemagne et d’Italie, et compte tenu de sa plus grande flexibilité logistique (en comparaison de l’ennemi qui, la frontière française bouclée, ne pouvait acheminer de fournitures à ses troupes) et du virtuel blocus maritime du littoral, il serait en mesure de détruire lentement le meilleur des forces républicaines. À l’issue de trois mois de durs combats, avec un bilan de plus de 60 000 victimes dans chaque camp, les républicains durent se retirer et traverser l’Èbre en sens contraire. Le 16 novembre 1938, les dernières unités républicaines ayant franchi le fleuve, la bataille de l’Èbre, la plus longue de la guerre d'Espagne, avait pris fin et s’était soldée par une nouvelle victoire pour le camp insurgé.
Pendant que se déroulait la bataille de l’Èbre, la crise des Sudètes éclatait, potentiel déclencheur d’une guerre en Europe. Negrín résolut alors de retirer les Brigades internationales afin de susciter de la part des puissances démocratiques, la France et la Grande-Bretagne, une attitude favorable à la République espagnole, tandis que le général Franco réduisait de son côté la présence de troupes italiennes (tout en gardant ce qui lui importait réellement dans l’aide fasciste italienne, à savoir l’artillerie, l’aviation et les chars de combat) et assurait la Grande-Bretagne et la France que l’Espagne resterait neutre au cas où la guerre éclaterait en Europe. Cependant, la clôture de la crise à la faveur des accords de Munich du 29 septembre 1938, aux termes desquels la Tchécoslovaquie était tenue de céder les Sudètes à l’Allemagne nazie, entraîna une nouvelle défaite pour la République espagnole sur le plan international, en ce sens que l’accord impliquait que la France et la Grande-Bretagne se proposaient de poursuivre leur politique d’« apaisement » envers l’Allemagne nazie, et que s’ils n’étaient pas disposés à intervenir en faveur de la Tchécoslovaquie, ils l’étaient moins encore à se porter au secours de la République espagnole,.

#### Offensive contre la Catalogne (décembre 1938-février 1939)

Situation militaire en février 1939. En beige : zone nationaliste. En rose : zone républicaine.

Si les armées ennemies sortirent toutes deux exténuées de la bataille de l'Èbre, les franquistes parvinrent à se rétablir rapidement et se trouvaient au début de décembre 1938 prêts à entamer l’offensive de Catalogne, la dernière opération significative de la Guerre d'Espagne, à un moment où, au lendemain des accords de Munich, attaquer la Catalogne ne comportait plus le risque d’une réaction française, étant donné que la France et la Grande-Bretagne avaient accepté, tacitement du moins, la continuation de la présence italienne en Espagne, et ne souhaitaient plus désormais que la fin du conflit. De surcroît, Franco avait pour sa part garanti la neutralité de l’Espagne dans l'éventualité d’une guerre européenne généralisée.
L’attaque contre la Catalogne, qui dut être retardée à cause du mauvais temps, fut finalement lancée le 23 décembre, les troupes nationalistes faisant mouvement à partir du sud et de l’ouest. Si dans les deux premières semaines elles se heurtèrent à une forte résistance, au 6 janvier 1939, les restes de l’armée de l'Èbre étaient presque totalement anéanties, tandis que l’autre groupe d’armée du GERO, l’armée de l'Est, battait en retraite. Le chef d’état-major républicain, le général Vicente Rojo, projeta une manœuvre de diversion dans la zone centre-sud, à l’effet d’alléger la pression sur la Catalogne, mais sans y parvenir, ayant dû renoncer à un débarquement à Motril en raison de la faiblesse de la flotte républicaine, minée par l’incurie, l’indiscipline et l’absence d’une direction politico-stratégique claire ; l’offensive sur le front d’Estrémadure n’eut qu’un succès limité à cause du moral en berne et du manque de matériel et de moyens de transport dont souffraient les armées de la zone centre-sud (GERC) sous les ordres du général Miaja.
Aussi la progression des troupes nationalistes apparaissait-elle imparable à partir de la première semaine de janvier 1939, ce qui s’expliquait ici encore par la meilleure préparation de leurs chefs intermédiaires — commandants, lieutenants-colonels et colonels —, par la puissance de feu de leur artillerie et par une supériorité aérienne que garantissait la présence permanente de la légion Condor et de l’aviation italienne, et par le pilonnage des ports par la flotte insurgée interdisant l’acheminement de matériel aux forces républicaines. Lors de leur avancée, les franquistes faisaient un nombre croissant de prisonniers, indice infaillible de la décomposition d’une armée. Artesa de Segre fut ainsi prise le 4 janvier 1939, Tàrrega le 15, Villafranca del Panadés le 21, Igualada le 22, et le 24 les forces nationalistes parvenaient au fleuve Llobregat. Les troupes républicaines détruites se retirèrent en direction de la frontière française, accompagnées d’une immense foule de civils et de fonctionnaires qui encombraient les routes. Le 26 janvier 1939, les soldats de Franco entraient, sans guère se voir opposer de résistance, dans Barcelone abandonnée par le gouvernement et les autorités militaires, occupés à franchir la frontière française le 5 février, après que les derniers vestiges des Cortes républicaines eurent tenu leur ultime réunion dans le château de Figueras. La veille, le 4 février, les soldats nationalistes s’étaient emparés de Gérone,,. Le général Vicente Rojo Lluch fit un an plus tard, dans son lieu d’exil, une comparaison entre ce qui s’était passé à Madrid en novembre 1936 et à Barcelone en janvier 1939 :

« Quelle atmosphère différente ! Quel enthousiasme alors ! Et quelle décadence maintenant ! Quarante-huit heures avant l’entrée de l’ennemi, Barcelone était une ville morte… [Si on] a perdu, c’est tout simplement parce qu’il n’y a pas eu de volonté de résistance, ni dans la population civile, ni dans certaines troupes contaminées par l’atmosphère. »

Entre le 5 et le 11 février, les derniers restes des deux armées républicaines du GERO traversèrent la frontière française de manière ordonnée, en déposant leurs armes, pour se faire ensuite interner dans des camps improvisés dressés sur les plages françaises et exposés aux intempéries,.
Tandis que les troupes républicaines franchissaient la frontière, l’occupation de Minorque par les troupes nationalistes fut accomplie grâce à une intervention britannique, la seule à avoir eu lieu pendant toute la guerre d'Espagne. Pour empêcher que l’île stratégique de Ménorque, qui était restée sous l'autorité républicaine durant toute la Guerre civile, ne tombe sous domination italienne ou allemande, le gouvernement britannique accepta la proposition du commandant franquiste de la région aérienne des Baléares, Fernando Sartorius, laquelle proposition portait qu’un navire de la Royal Navy le conduise à Port Mahon pour y négocier la reddition de l’île en échange de la promesse que les autorités civiles et militaires républicaines puissent quitter les lieux sous protection britannique. Le gouvernement britannique mit l’opération en marche sans en informer l’ambassadeur républicain à Londres, Pablo de Azcárate, qui, quand il en eut connaissance plus tard, protesta formellement contre le fait qu’un vaisseau britannique eut été prêté à un « émissaire des autorités rebelles espagnoles ». Dans la matinée du 7 février 1939, le croiseur Devonshire, avec Sartorius à son bord, accosta dans le port de Mahón, où il eut un entretien avec le gouverneur républicain et capitaine de vaisseau Luis González de Ubieta, qui après avoir tenté en vain de se mettre en contact avec Negrín, accepta le lendemain les conditions de la reddition. Le 9 février à 5 h du matin, le Devonshire mit le cap sur Marseille avec 452 réfugiés à son bord. Aussitôt après, Minorque fut occupée par les nationalistes, sans la participation d’aucun contingent italien ni allemand. L’intervention britannique donna lieu à un débat houleux à la Chambre des communes le 13 février, lors duquel l’opposition travailliste accusa le gouvernement conservateur de Neville Chamberlain d’avoir engagé le Royaume-Uni aux côtés de Franco. Le lendemain, le représentant officieux du général Franco à Londres, le duc d’Albe, fit parvenir au secrétaire du Foreign Office lord Halifax l’expression de « la gratitude du généralissime et du gouvernement national » pour avoir concouru à « reconquérir Minorque ».

#### Retour de Negrín et résistance de la zone Centre-Sud (février-mars 1939)
Le 9 février 1939, le président du gouvernement républicain, Juan Negrín, traversa la frontière française. Le lendemain, accompagné de quelques ministres, il prit à Toulouse un avion pour retourner à Alicante, dans l’intention de réactiver la guerre dans la zone centre-sud, dernier réduit du territoire républicain. La dernière dispute faisait rage entre ceux qui estimaient inutile de continuer de combattre et ceux que pensaient encore que « résister, c’est vaincre » et espéraient que les tensions en Europe finiraient pour déboucher sur une guerre et que la Grande-Bretagne et la France viendraient enfin au secours de la République espagnole, ou tout du moins imposeraient à Franco la conclusion d’une paix sans représaille. Entre-temps, la lassitude de la guerre, la faim et la pénurie de moyens de subsistance qui accablaient la zone républicaine se conjuguaient pour miner la capacité de résistance de la population. La priorité pour Negrín — qui avait établi son quartier-général dans le manoir El Poblet, situé dans la localité alcantine de Petrer et dont le nom de code était « Position Yuste » — était de trouver le moyen de terminer la guerre sans combattre, en évitant la forme d’une capitulation inconditionnelle. Sa position était devenue quasiment insoutenable après que, le 27 février, la France et la Grande-Bretagne eurent reconnu comme gouvernement légitime de l’Espagne le gouvernement de Franco siégeant à Burgos, et que le jour suivant le président de la République Manuel Azaña, qui se trouvait dans l’ambassade d’Espagne à Paris, eut démissionné de sa fonction,. Azaña fut remplacé à titre provisoire par le président des Cortes, Diego Martínez Barrio, qui séjournait également en France.
Sur ces entrefaites, la conspiration militaire et politique contre le gouvernement Negrín, suivait son cours, dirigée par le commandant en chef de l’armée du Centre, le colonel Segismundo Casado. Ce dernier, suivant sa conviction qu’il « serait plus facile de liquider la guerre par une entente entre militaires », était entré en contact par l'intermédiaire de la « cinquième colonne » avec le quartier-général de Franco en vue de la reddition de l’armée républicaine « sans représailles», à l’exemple de l’« embrassade de Vergara » de 1839, laquelle avait mis fin à la première guerre carliste. Elle stipulait notamment que chaque militaire garderait son poste et son grade. Les émissaires du général Franco refusaient de conclure un tel accord. Casado obtint l’appui de plusieurs chefs militaires républicains, parmi lesquels se signale en particulier l’anarchiste Cipriano Mera, à ce moment-là commandant du IVe Corps d’armée, ainsi que de quelques personnalités politiques importantes, comme p. ex. le socialiste Julián Besteiro, qui avait de son côté établi des contacts avec les quintacolumnistas de Madrid. Tous critiquaient la stratégie de résistance de Negrín et sa « dépendance » vis-à-vis de la l’Union soviétique et du PCE, seuls à soutenir encore la politique de résistance à outrance de Negrín,. La destitution de ce dernier fut annoncée par Carrillo à la radio dans la nuit du 4 au 5 mars.
Vraisemblablement en lien avec la conjuration de Casades, se produisit le 4 mars 1939 la rébellion dans la base navale de Carthagène, emmenée par des militaires profranquistes, aiguillonnés par la cinquième colonne, laquelle avait déployé une intense activité tant sur la base que dans la ville. Les 4 et 5 mars, alors que des combats avaient lieu entre rebelles et résistants républicains, l’amiral républicain Miguel Buiza ordonna à la flotte républicaine de quitter le port et de faire route vers la base navale de Bizerte, dans le protectorat français de Tunisie, le soulèvement à Carthagène étant maté par les forces républicaines le 7 mars,,.

#### Défaite de la République (mars 1939)

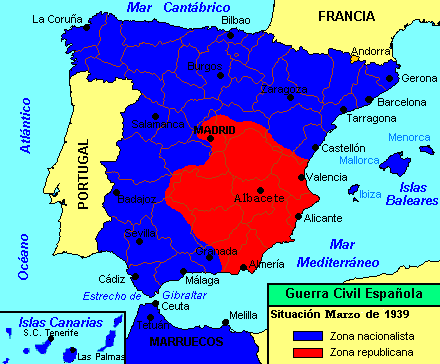
Carte des « deux Espagnes », état de situation, mars 1939.

Le 5 mars 1939, le lendemain du déclenchement de la rébellion de Carthagène, éclata le coup d’État de Casado, où les partisans de Segismundo Casado, après avoir occupé tous les points névralgiques de Madrid, annoncèrent la constitution d’un Conseil national de défense présidé par le général Miaja. Par voie radiophonique, ce Conseil adressa à l’« Espagne antifasciste » un manifeste énonçant que le gouvernement Negrín était destitué, sans souffler mot des négociations de paix en cours. Les unités militaires sous domination communiste firent opposition par les armes dans Madrid et ses alentours, furent battues (avec un bilan de quelque 2 000 morts) et signèrent finalement un accord de « passation du commandement de l’Armée républicaine à l’Armée insurgée ». Le lendemain, Negrín et son gouvernement, et avec eux les principaux dirigeants communistes, quittaient l’Espagne en avion pour éviter d’être faits prisonniers par les casadistes,.
Le général Franco, une fois consommé le putsch de Casado, refusa d’accepter une nouvelle « embrassade de Vergara », ainsi que Mola l’avait déjà rejeté pour sa part au premier jour du coup d’État de 1936, et ne voulut concéder à Casado aucune des garanties implorées par les émissaires de celui-ci. Ces derniers furent admis à s’entretenir seulement avec des membres de bas rang du quartier-général. Franco répondit aux Britanniques et aux Français — désireux d’agir comme intermédiaires dans la reddition de la République, de sorte à prévenir l’influence allemande et italienne sur le nouveau régime espagnol — qu’il n’avait pas besoin de leurs bons offices et que l’« esprit de générosité » des vainqueurs constituait la meilleure garantie pour les vaincus,,.

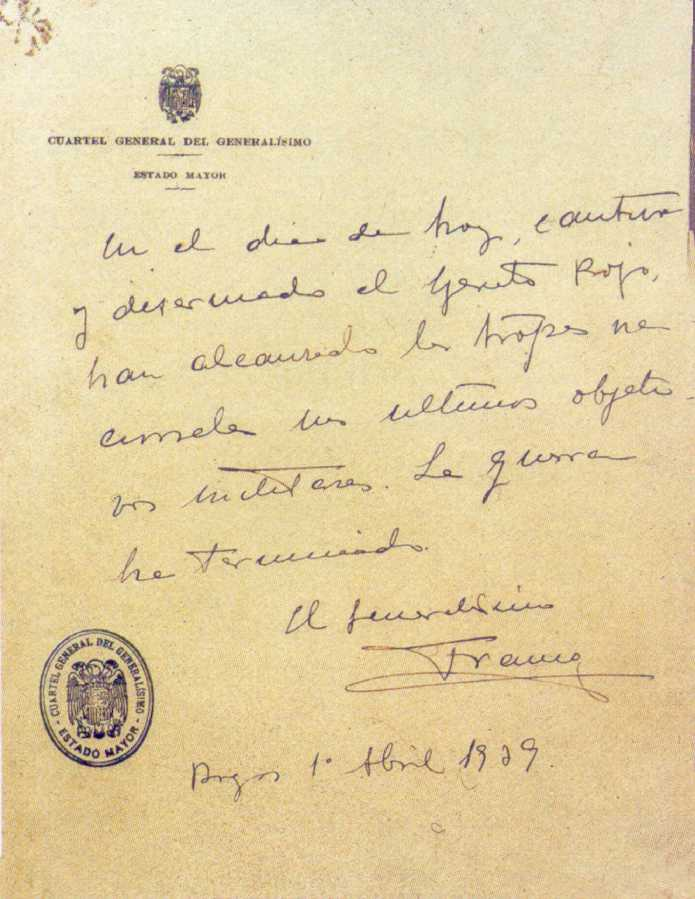
Ultime communiqué de guerre émis par le quartier-général de Franco et annonçant la fin de la guerre. Textuellement : « Ce jour, l’Armée rouge étant captive et désarmée, les troupes nationales ont atteint leurs derniers objectifs militaires. La guerre est terminée. »

Franco acceptant uniquement une « reddition sans conditions », il ne restait plus, pour Casado et pour le Conseil national de défense, d’autre choix que de faire les préparatifs de leur évacuation. Le 29 mars, ils s’embarquèrent donc avec leurs familles dans un destroyer britannique à destination de Marseille, tandis que seul le socialiste Julián Besteiro résolut de rester. Un jour auparavant, les troupes nationalistes avaient fait leur entrée à Madrid et en peu de temps, lors de l’offensive finale, toute la zone Centre-Sud, demeurée sous l’autorité de la République tout au long de la guerre civile, fut occupée par elles quasiment sans combat. Tombèrent ainsi aux mains des troupes franquistes, le 29 mars, Cuenca, Albacete, Ciudad Real, Jaén, Almería et Murcie ; le 30 mars, Valence et Alicante ; et le 31 mars, la ville de Carthagène. À Alicante, quelque 15 000 personnes — commandants militaires, personnalités politiques républicaines, combattants et civils ayant fui de Madrid et d’autres lieux — se bousculaient dans le port depuis le 29 mars, dans l’espoir vain d’embarquer sur quelque navire britannique ou français. La plupart d’entre eux furent faits prisonniers par les troupes italiennes de la division Littorio, placée sous le commandement du général Gastone Gambara. Nombre de ces captifs furent exécutés sur place, d’autres se suicidèrent,,.
Le 1er avril 1939, la radio du camp nationaliste, Radio Nacional de España, diffusa son dernier communiqué de la guerre d’Espagne, ainsi libellé :

« Ce jour, l’Armée rouge étant captive et désarmée, les troupes nationales ont atteint leurs derniers objectifs militaires. La guerre est terminée. Burgos, 1er avril 1939, année de la victoire. Le Généralissime Franco. »

### Guerre navale
Tout au long de la guerre d’Espagne, les actions terrestres ont prédominé sur les opérations maritimes, parce que les marines des deux camps tendaient, pour des motifs tant politiques que stratégiques, à éviter de mener sur mer des opérations de guerre de grande envergure. Aussi, après les combats pour la domination du détroit de Gibraltar de juillet et août 1936, les deux flottes n’eurent plus aucun affrontement décisif sur la mer. Leurs stratégies évoluaient dans des cadres conservateurs, chacun visant avant toute chose à préserver ses propres effectifs. Dans son ouvrage The Spanish Civil War at Sea, l’historien Michael Alpert affirme que les « marines de guerre espagnoles avaient toutes deux besoin de se revigorer », la marine « gouvernementale ne réussit pas à se mettre à la hauteur [des nécessités] du moment et, bien qu’ayant à sa disposition la majorité des unités de la flotte, n’assuma qu’un rôle défensif pendant la majeure partie du conflit ». Au contraire, « la marine des insurgés sut exploiter au maximum ses modestes ressources et l’aide qu’elle reçut de l’étranger ».
Depuis le début du XXe siècle, la fonction primordiale de la marine de guerre ne consistait plus à détruire les vaisseaux de l’ennemi, mais à bloquer ses routes maritimes et ses ports et à entraver ses mouvements le long du littoral. C’est ce que parvint à réaliser de plus en plus efficacement la marine du camp insurgé, alors que la marine restée fidèle au gouvernement républicain renonça à cet objectif dès les premières semaines pour adopter une position défensive dont le seul but était de protéger ses propres communications maritimes, pendant que les forces nationalistes s’efforçaient de les paralyser.
Au début de la Guerre civile, la marine républicaine était nettement supérieure à celle restée aux mains des insurgés et comprenait la quasi-totalité de la marine espagnole de cette époque, à savoir : le cuirassé Jaime I (lancé en 1914) ; les croiseurs légers Libertad (alias Príncipe Alfonso, lancé en 1925), Miguel de Cervantes (mis à l’eau en 1928) et Méndez Núñez (lancé en 1923) ; seize destroyers en service ou sur le point d’être livrés ; sept torpilleurs ; douze sous-marins (de l’Isaac Peral, de classe C-1, au sous-marin C-6, et du sous-marin B-1 au B-6) ; une canonnière ; quatre garde-côtes ; et la presque totalité de l’aéronautique navale,. Bien que disposant d’une flotte aussi puissante, les autorités républicaines ne furent pas en mesure au cours de la guerre civile de surmonter les effets de la répression menée au moment du coup d’État de juillet 1936. Compte tenu que l’immense majorité du corps d’officiers était favorable au putsch, les troupes marines et les sous-officiers s’étaient rebellés afin d’empêcher que leurs navires n'aillent rejoindre le soulèvement. En mai 1938 un rapport sur la situation de la flotte remis au président du Conseil Juan Negrín mettait en lumière le manque d’efficacité et l’absence de discipline, notamment dans les termes suivants : « En général, le moral offensif des commandants est faible et le moral de combat des équipages est bas ». Y était pointée du doigt en outre la présence de membres de la cinquième colonne franquiste, tant dans la flotte que sur la base navale de Carthagène — « moral défaitiste. Maint fasciste avec entière liberté d’action », pouvait-on y lire. Des rapports ultérieurs devaient indiquer que la situation ne s’était pas améliorée depuis lors.
Au contraire du camp insurgé, vigoureusement appuyé par les marines italienne et allemande, la République ne reçut de l’URSS que quatre lance-torpille de classe G-5, en plus de quelques commandants peu nombreux et de spécialistes en sous-marins qui — aux dires d’un rapport « réservé et confidentiel » communiqué au président Negrín — étaient « considérés au sein de la Flotte comme des hôtes gênants, qu’il fallait supporter avec amabilité. La même chose se constate sur la base navale de Carthagène ». La France et la Grande-Bretagne s’impliquèrent pour leur part seulement ponctuellement dans la guerre navale de la guerre d'Espagne, dans le seul but d’éviter l’arraisonnement de leurs propres bateaux par la flotte nationaliste.
Hormis quelque victoire épisodique, telle que l’envoi par le fond du croiseur Baleares début mars 1938 dans la bataille du cap de Palos, la marine républicaine centrait désormais ses activités sur le service de protection du trafic marchand ; elle ne visait qu’à maintenir une voie d’approvisionnement de fournitures de guerre et de denrées alimentaires. Même cette fonction d’escorte ne semble pas avoir été remplie de façon satisfaisante, ainsi que le faisait observer un rapport du service secret républicain SIM (Servicio de Información Militar), daté de janvier 1939, où, après avoir signalé la « notoire infériorité » de la marine de guerre républicaine relativement à celle des nationalistes, il était énoncé que :

« ce qui est certain, c’est que la Marine de guerre factieuse [=nationaliste] a agrandi sa taille sans attaque de notre part... et que sa Marine marchande navigue sans contrariétés par toutes les mers, tandis que la nôtre, poursuivie et quasiment sans défense, est une proie facile des factieux. »

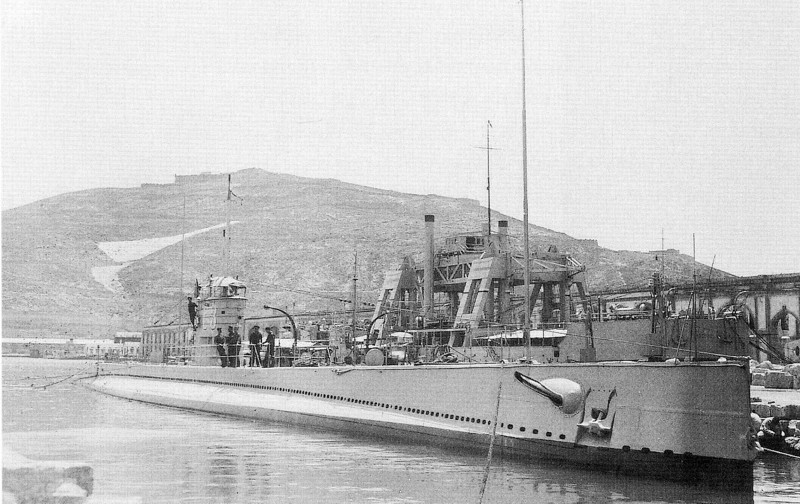
Sous-marin républicain C-3.

L’importance stratégique de la flotte de guerre et de la base navale de Carthagène pour la cause républicaine allait s’accroissant à mesure que, par suite des fréquents bouclages de la frontière française, les approvisionnements par voie terrestre s’aggravaient ; le maintien du « cordon ombilical » maritime avec l’Union soviétique était par conséquent d’importance vitale pour les républicains. Leur importance ne cessait aussi de grandir à raison des défaites républicaines et du subséquent rétrécissement de la zone républicaine, plus particulièrement après la chute de la Catalogne début février 1939 ; d’une part en effet, la base de Carthagène et la flotte apparaissaient, aux combattants républicains, comme ultime recours dans l’éventualité d’une évacuation (organisée ou de dernière minute), et d’autre part, cette base navale, en vertu de sa configuration et de sa situation naturelle propices, en faisait un bastion indispensable à tout projet de résistance échelonnée.
Quant à la marine du camp nationaliste, elle était, au début de la guerre civile, très inférieure à la marine gouvernementale, puisque seuls en faisaient partie : le cuirassé España (lancé en 1913 et qui en juillet 1936 se trouvait en cale sèche) ; les croiseurs légers Navarra, ci-devant República (lancé en 1920, mais en cours de réparation et qui n’entrera en service que tard dans le cours de la guerre, en août 1938) et le Almirante Cervera (mis à l’eau en 1928) ; le destroyer Velasco (lancé en 1923) ; cinq torpilleurs ; trois canonnières ; et cinq garde-côtes. Cette infériorité fut bientôt neutralisée grâce à la prise de contrôle par les insurgés du principal chantier naval de la marine à Ferrol, où se trouvaient, près d’être achevés, le croiseur lourd Canarias, qui fut mis en service en septembre 1936, ainsi qu’un autre croiseur, le Baleares, en passe d’être livré et appelé à entrer en service en décembre 1936, en plus des deux seuls dragueurs de mines d’Espagne, le Júpiter, qui entra en service début 1937, et le Vulcano, qui allait le faire à la fin de la même année,.
L’infériorité initiale des insurgés fut d’autre part compensée par l’appui apporté presque dès le déclenchement de la guerre civile par la marine italienne, qui aida par des croiseurs auxiliaires et des sous-marins à instaurer le blocus des envois d’armement de l’Union soviétique, ainsi que par la marine allemande. Le scandale soulevé par l’incident d'un sous-marin italien coulant par mégarde un destroyer britannique amena l’Italie fasciste à cesser de participer directement à des actions de guerre navale, à céder quatre « sous-marins légionnaires » aux nationalistes et à leur vendre quatre destroyers et deux sous-marins de classe Archimede, alias classe General Mola.
L’Allemagne pour sa part dépêcha en Méditerranée deux sous-marins dans le cadre de la dénommée opération Ursula (Unternehmen Ursula), dont l’un, le U-34 coula un sous-marin républicain, le C-3, au large de Malaga. L’Allemagne livra aussi des croiseurs, qui ne seront pas appelés à intervenir, à l’exception du bombardement d'Almería par le croiseur lourd Admiral Scheer le 31 mai 1937, effectué en représailles de l’attaque aérienne qui avait ciblé le 28 mai 1937 le croiseur lourd de classe Deutschland à Ibiza. Il est probable qu’à l’origine de cet incident, dit incident du Deutschland, se trouvaient des équipages russes, qui accomplirent cette action sans en référer au commandement républicain. Le scandale international qu’elle provoqua incita la République à affirmer qu’il s’agissait d’une erreur : des avions républicains auraient cru attaquer le croiseur lourd Canarias. Le bombardement d’Almería, qui avait été exécuté à visage découvert (en arborant le pavillon allemand), serait pendant un temps considéré comme motif à déclaration de guerre de la République à l’Allemagne (point de vue défendu par le colonel Rojo et par Indalecio Prieto, tous deux désireux d’étendre le conflit espagnol à l’Europe entière), mais la position contraire, adoptée par Negrín et Azaña, finit par l’emporter.
Le rapport du SIM de janvier 1939 souligna le désavantage de la marine républicaine par rapport à la « marine de guerre factieuse », laquelle pouvait compter sur « un total d’environ 100 unités — parmi elles un grand nombre de croiseurs auxiliaires parfaitement outillés ».

### Guerre aérienne et bombardements de populations civiles

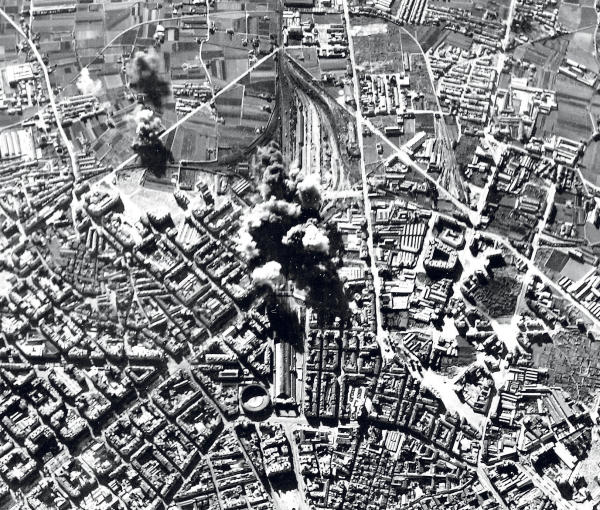
Bombardement de la gare du Nord de Valence par des avions italiens en 1937.

L’aviation fut une arme décisive dans la guerre d’Espagne et l’intervention des aviations italienne et allemande apparaît déterminante dans la victoire de l’armée franquiste. Les opérations aériennes pendant la guerre d’Espagne présentent quelques traits remarquables et comportent plusieurs innovations. C’est en effet lors de ce conflit que fut mis en place le premier pont aérien de l’histoire ; que dans les avions de chasse, la primauté allait désormais revenir à l’habitacle couvert et à la vitesse de vol, dont l’importance pour la maîtrise du ciel et pour la prévention des bombardements ennemis était à présent démontrée (y compris de nuit), ce qui signait la fin des biplans ; que des attaques aériennes furent menées contre des unités navales, stationnées à quai ou évoluant au large ; que des avions de bombardement en piqué furent utilisés pour larguer des vivres et des messages d’encouragement à des positions assiégées, telles que l’Alcazar de Tolède ou le sanctuaire de Notre-Dame de la Cabeza à Andújar, et pour effectuer des « bombardements idéologiques » (en dispersant des feuilles volantes) ou de « fourberie » (soflama) sur des villes situées à l’arrière du front, par exemple les « bombardements du pain » (bombardeo del pan, largage de pain et de tabac, généralement suivant de peu des bombardements meurtriers de civils) sur Alicante et d’autres localités. La principale nouveauté dans le domaine de la guerre aérienne introduite par la guerre d’Espagne est le fait que pour la première fois dans l’histoire, l’aviation fut intensément utilisée dans des missions de bombardement à l’arrière des lignes. Ainsi, depuis la guerre civile espagnole, les victimes de bombardement pouvaient être des populations civiles sans défense et se trouvant à des centaines de kilomètres des lieux d’affrontement militaires.
Toute l’aviation militaire espagnole étant obsolète en juillet 1936, les opérations aériennes ne furent possibles que parce que les deux camps reçurent de l’aide de puissances étrangères, mettant à leur disposition des bombardiers modernes : ce sont, pour le camp insurgé, les Savoia-Marchetti SM.81 et les Savoia-Marchetti SM.79 de l’aviation Légionnaire, venant de l’Italie fasciste, et les Junkers Ju 52 et Heinkel He 111 de la légion Condor, venant de l’Allemagne nazie ; et pour le camp républicain, les Katiouchkas fournis par l’Union soviétique.
À plusieurs reprises, le camp insurgé eut recours à ce que les historiens Solé Sabaté et Villarroya Font qualifient de bombardement de terreur, avec pour seule cible la population civile, visant sa démoralisation pour pousser l’ennemi à la reddition. Cette stratégie fut inaugurée à Madrid en novembre 1936, après que l’attaque frontale contre la capitale eut échoué, et fut ensuite poursuivie par le bombardement de Durango, par celui de Guernica et de Lérida, par ceux de Barcelone de janvier 1938 et de mars 1938, par le bombardement du marché central d'Alicante, le bombardement de Granollers, et les bombardements de plusieurs localités catalanes dans les derniers mois de la guerre, en particulier celui de Figueras, dont les principales victimes étaient des femmes et des enfants, et ce à un moment où l’armée républicaine avait cessé d’exister en Catalogne. L’unique cas de bombardement de terreur pouvant être mis sur le compte du camp républicain est celui de Cabra en novembre 1938, mais tout semble indiquer qu’il s’agit d’une effroyable erreur commise par les pilotes, qui avaient confondu le marché de la ville avec un campement de tentes de campagne d’une unité italienne qu'ils avaient pour mission de détecter et de détruire.
Aussi, dans la liste des villes les plus durement frappées par les bombardements aériens figurent en tête les trois principales villes républicaines : Barcelone, Madrid et Valence, suivies de Tarragone, Reus, Lérida, Badalone, Granollers, Gérone, Sant Feliu de Guíxols, Palamós, Figueras, Colera, Portbou et El Perelló, en Catalogne ; d’Alicante, Sagonte, Gandía, Denia et Carthagène, sur le littoral valencien et de Murcie ; et, au Pays basque, les cités de Durango et Guernica, cette dernière symbolisant les atrocités provoquées par les bombardements du camp nationaliste, avec une forte répercussion internationale. Quant au nombre de victimes, on constate là aussi un considérable écart entre les bombardements républicains, à l’origine de quelque 1 100 morts et ceux du camp franquiste, dont le bilan s’établit à environ 9 000 morts (2 500 morts à Barcelone ; 2000 à Madrid ; aux alentours d’un millier à Valence ; environ 500 à Alicante ; à Durango, Guernica, Lérida, Tarragone, Granollers, Figueras et Carthagène, plus de 200 morts lors de chacun de ces bombardements ; 200 environ à Bilbao, Reus, Badalone et Alcañiz ; plus de 100 morts à Játiva ; en plus d’une série de localités plus petites avec un nombre moindre de victimes.

### Violences et exécutions

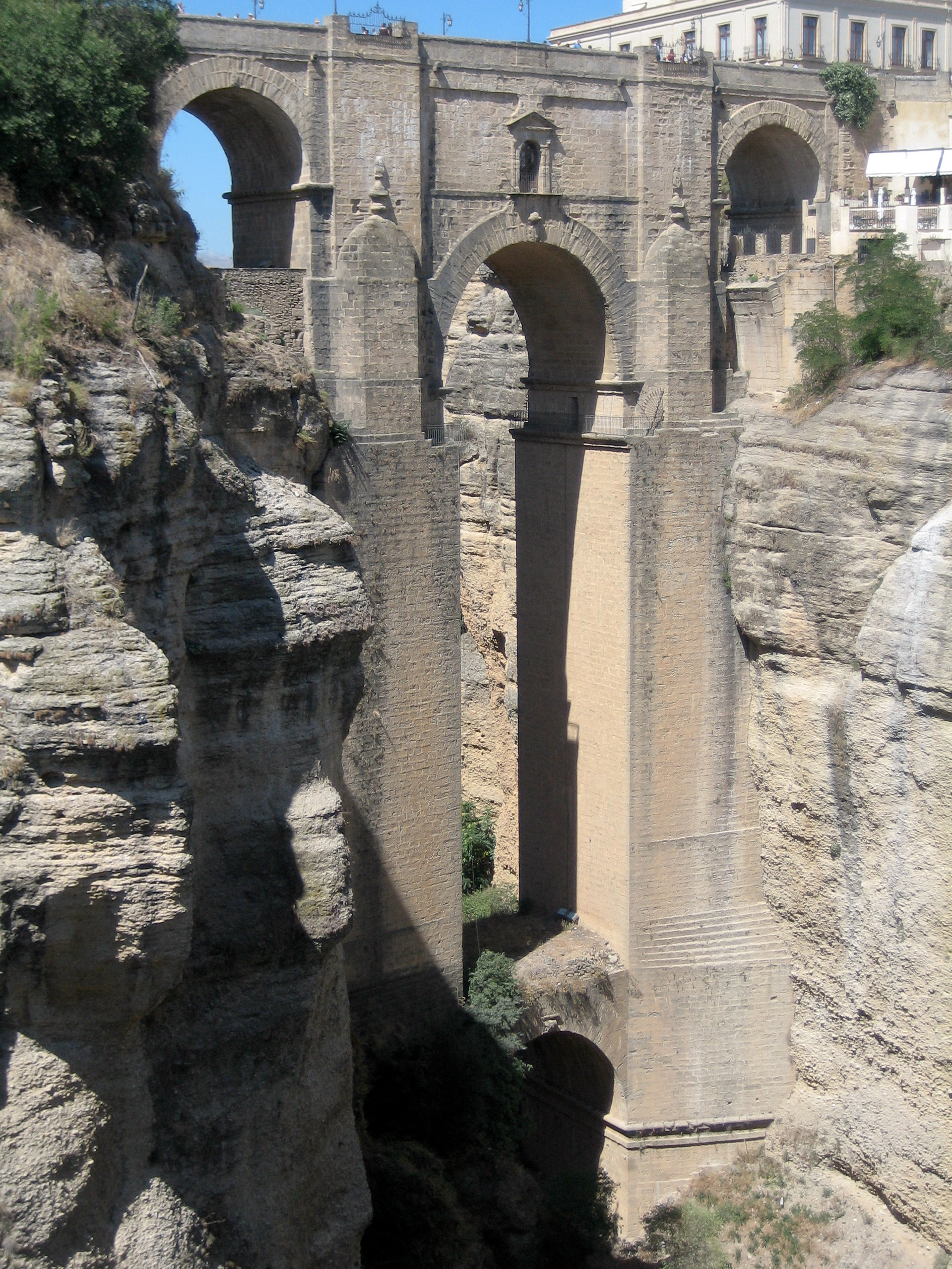
Du Pont Neuf, le pont reliant les deux parties de la ville de Ronda, des prisonniers ont été précipités dans le vide aussi bien par des forces armées nationalistes que républicaines.

La guerre d'Espagne a été particulièrement violente, lors des grandes batailles (comme la bataille de l'Èbre, surtout celle de Teruel). La guerre a également été marquée par des tueries en dehors des combats à proprement parler. Il y a eu des exécutions, parfois sommaires, parfois organisées et même précédées de jugements hâtifs, ou en l'absence de sentences, comme lors des « sacas de presos ».
Lors de cette « révolution » des atrocités sont commises de part et d'autre. Bartolomé Bennassar explique ainsi : « Il y eut bien, face à face, deux volontés d'extermination, l'une plus organisée, c'est vrai, l'autre plus instinctive, l'une et l'autre exacerbées ».

#### En zone nationaliste
Les militaires fidèles au gouvernement républicain sont les premières victimes partout où les rebelles prennent le pouvoir (hors de tout combat). Il s'ensuit le massacre de militants et de sympathisants des syndicats et des organisations de gauche à partir de listes établies à l'avance. Au fur et à mesure de la progression des troupes rebelles et de la prise des villes et villages au tout début de la guerre, les militants et les sympathisants de la République sont systématiquement arrêtés, emprisonnés ou fusillés. Ce sont ainsi des dizaines de milliers de victimes qui sont exécutées sommairement. L'un des plus grands massacres collectifs a lieu les 14 et 15 août 1936 à Badajoz, en Estrémadure, où de nombreux miliciens désarmés sont sommairement fusillés, lorsque les nationalistes, principalement des unités de la Légion, s'emparent de la ville. Ce massacre a été révélé pour la première fois par deux journalistes français et un journaliste portugais (Mario Neves). Le bilan est à l'époque évalué à 2 000 victimes ; il serait, selon Hugh Thomas, plus proche de 200.
Au Pays basque, la répression frappe notamment le clergé catholique qui avait maintenu la présence de l'Église en territoire républicain, alors que la hiérarchie avait choisi le camp nationaliste. Le 27 octobre 1936, 16 prêtres sont fusillés, d'autres sont emprisonnés ou expulsés de la région.

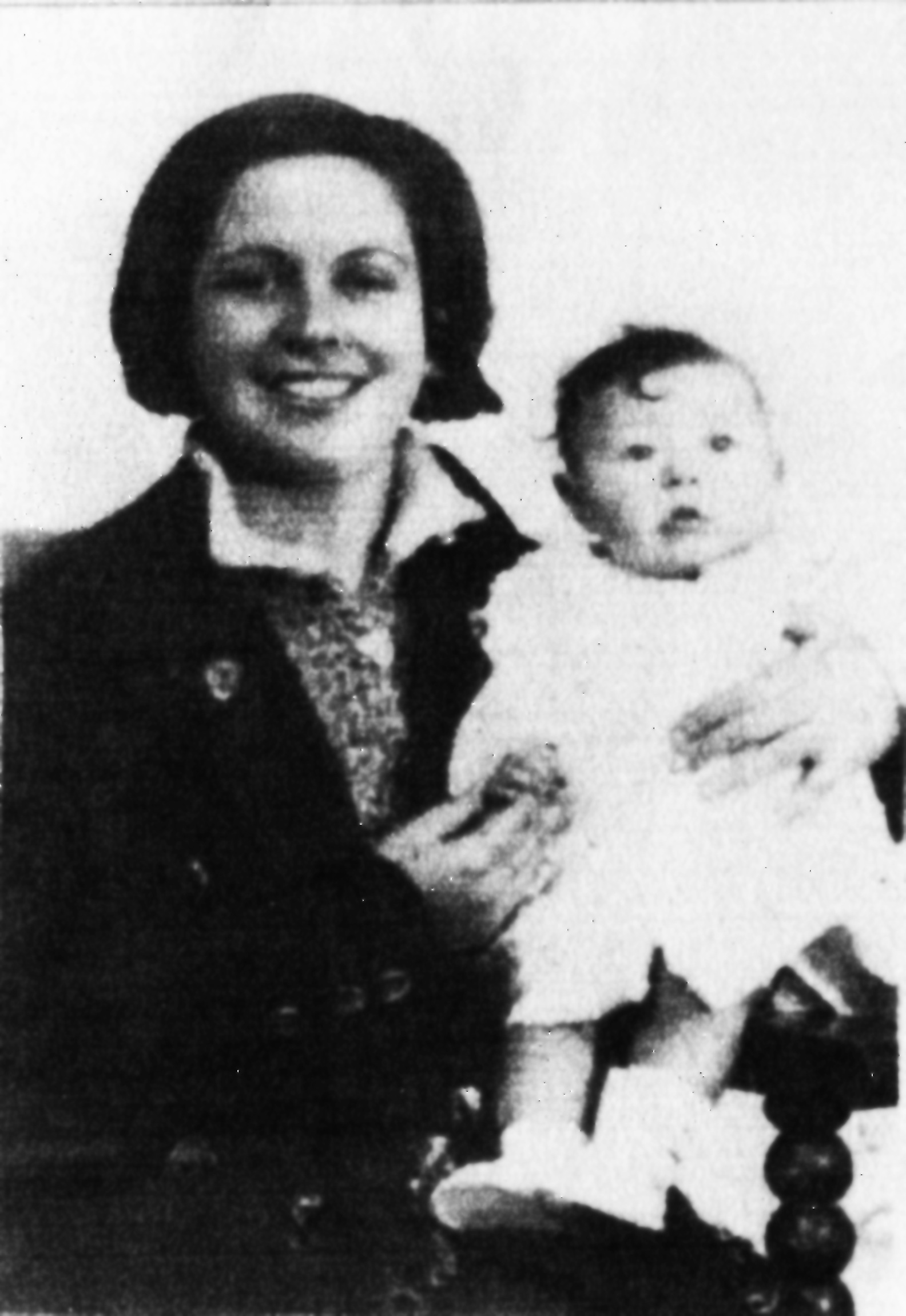
Aurora Picornell, dite La Pasionaria de Majorque fusillée avec le groupe de femmes des Roges de Molinar en 1937.

Dans les zones occupées par les nationalistes, la répression est particulièrement violente contre les femmes républicaines : avant l'exécution, certaines sont soumises au châtiment de l'huile de ricin, puis sont tondues et forcées, en manière d’humiliation, de défiler dans les rues des villes, avant d'être fusillées, comme les 17 Roses de Guillena, exécutées en Andalousie en 1937. D'autres exécutions de femmes ont lieu : collectives, comme les Roges de Molinar à Majorque, dont font partie Aurora Picornell et Catalina Flaquer, ou individuelles, comme l'infirmière Anita Orejas, fusillée dans les Asturies et la syndicaliste Pepita Inglés exécutée sur le front d'Aragon en 1937. D'autres sont tuées par le garrot comme Ana París García en 1938.
L'adolescente Maravillas Lamberto, âgée de quatorze ans, est violée et assassinée à Larraga, en Navarre et sa jeune sœur Josefina Lamberto, témoin de son arrestation, envoyée de force dans un couvent à Karachi, au Pakistan, interdite de communication.
La répression concerne aussi les étrangers : la journaliste française Renée Lafont est fusillée le 1er septembre 1936.
La fin de la guerre n'a pas signifié pour autant le retour à la paix. Ainsi, Les Treize Roses sont fusillées à Madrid en août 1939.
Les exécutions se poursuivront au cours des années suivantes, manifestant la soif de vengeance des vainqueurs qui allait caractériser le régime dictatorial pendant de longues années et imposer misère et terreur aux vaincus. Les lettres de dénonciation sont tellement nombreuses que la prescription des délits politiques non dénoncés est ramenée de quinze à deux années en janvier 1940.
Des camps de concentration franquistes, mis en place dès 1936, perdurent jusqu'en 1947. Des centaines de milliers de républicains y sont enfermés et nombre d'entre eux sont exécutés, comme dans le camp de concentration d'Albatera et celui des Los Almendros où est notamment déporté Max Aub, à Alicante.
Dans le camp de Miranda de Ebro, près de Burgos, sont emprisonnés de nombreux Français, comme Georges Bidault, futur chef du Gouvernement provisoire de la République française, Jacques Monod, futur prix Nobel, ainsi que les futurs Compagnons de la Libération René Baudry, François Jacob, Antoine Bissagnet, Paul Jonas, Paul Leistenschneider, Henri Muller, Paul Buffet-Beauregard, Pierre Rateau et Daniel Cordier, secrétaire de Jean Moulin, ou encore le journaliste Lucien Bodard, ainsi que l'agente Vera Leigh du Special Operations Executive (SOE) britannique et le peintre Juan Navarro Ramón.

#### En zone républicaine
Les massacres des opposants commencent dès le début de la rébellion. L'appartenance sociale ou politique suffit la plupart du temps dans l'acte d'accusation pour justifier une exécution. Ce fut le cas par exemple pour les officiers de la garnison de Lérida, les officiers de la base navale de Minorque et ceux de Carthagène. Ce fut aussi le cas pour les députés de droite pourchassés en zone républicaine et dont vingt-quatre sont exécutés.
Les prêtres et les religieuses sont parmi les autres principales victimes de ces massacres, notamment en Catalogne. Selon les études consacrées à la fureur qui a saisi l'Espagne en 1936, plus de 7 000 religieux dont 13 évêques, 4 184 prêtres, 2 365 moines et 283 religieuses ont été assassinés durant cette période. Soit 88 % du clergé dans le seul diocèse de Barbastro (Aragon), dont l'évêque, Mgr Asensio Barroso, émasculé vivant avant d'être assassiné le 9 août 1936. Neuf diocèses perdirent ainsi plus de la moitié de leur clergé, la seule appartenance à ce dernier motivant une exécution sommaire. Ceux qui y ont échappé se trouvaient en zone nationaliste, ou avaient pu fuir, se cacher ou bénéficier de protections. À ces tueries s'ajoutèrent les incendies d'églises et de couvents, les profanations d'autels et de sépultures.
Il est à souligner que la plupart des prêtres et des religieux, à l’exception des basques, avaient pris fait et cause pour le camp national, en dénonçant les « rouges » depuis leurs chaires, en bénissant les bannières des régiments franquistes, en adoptant le salut romain, voire, dans certains cas, en participant aux combats dans les rangs nationalistes. Les évêques dénonçaient les républicains comme les « ennemis de Dieu et de l’Espagne » et célébraient des Te Deum dans la cathédrale des chefs-lieux de province conquis par l’armée insurgée,. En septembre 1936, devant des réfugiés espagnols, le pape Pie XI dénonçait ce qu'il désignait comme une « haine de Dieu satanique professée par les républicains ».
À partir du 23 août, des tribunaux populaires (les « checas », du russe tchéka) donnent un formalisme juridique aux exécutions. Des commissions d'épuration sont mises en place afin de recenser les suspects à partir de leurs antécédents sociopolitiques. En Asturies par exemple, elles dressent les listes des sympathisants des partis de droite dont les « plus chanceux » sont victimes d'expropriation. Durant l'été 1936, en plus des 7 000 à 8 000 religieux, près de 2 000 phalangistes sont massacrés en zone républicaine, hors de tout combat, sans que le gouvernement ne condamne un seul instant ces crimes commis par ses propres partisans des milices syndicales (« les patrouilles de l'aube ») et sans que cela soit en représailles de fusillades du camp adverse. Des actes d'une grande violence frapperont notamment les religieuses ou les jeunes filles des organisations catholiques tombées entre les mains des républicains. La conséquence immédiate sera le ralliement de nombreux centristes catholiques aux militaires insurgés.
À Madrid, entre 1936 et 1939, selon César Vidal, près de 15 000 personnes auraient été fusillées. Des exécutions sommaires massives ont lieu à partir notamment du 22 août 1936, et coûtent la vie à plusieurs anciens ministres de la République comme José Martínez de Velasco, Manuel Rico, Ramon Álvarez ainsi qu'à Melquíades Álvarez, chef du parti libéral-républicain et Fernando Primo de Rivera, frère du fondateur de la Phalange. Le 22 septembre 1936, Rafael Salazar Alonso, ancien ministre radical condamné à mort pour son implication présumée dans le soulèvement militaire sans qu'aucune preuve ne soit fournie, est exécuté le lendemain à la prison de Madrid. Les détenus politiques de Jaén transférés vers Madrid sont exécutés en chemin. À Malaga, le 30 septembre, 130 personnes sont fusillées,.
Du 2 au 6 novembre 1936, cinq mille personnes sont fusillées à Paracuellos et Torrejón de Ardoz, et enterrées dans des fosses communes. Les victimes sont à la fois des détenus madrilènes évacués de la ville, des étudiants d'un collège catholique et les membres de familles aisées de la ville. Les responsables seraient, selon certains historiens, Margarita Nelken, une députée socialiste, et Santiago Carrillo, qui continua jusqu'à sa mort de nier le rôle qui lui est attribué dans ces massacres.
À partir de mars 1937, les victimes des massacres des républicains vont davantage concerner le camp républicain lui-même. En effet, les rapports de forces mutent fortement dans le cadre du conflit : les nécessités d’organisation liées à la guerre permettent une restructuration du pouvoir plus centralisée, au détriment des organisations de pouvoir locales de tradition fédéraliste. Cette centralisation du pouvoir permet au PCE, soutenu par les autres groupements républicains, de purger, au cours de l’été 1937, les tendances libertaires de la CNT (au profit d’une mainmise du PCE). Elle mène également à la chute de Barcelone dont les éléments révolutionnaires sont réprimés militairement. Enfin, le Parti ouvrier d'unification marxiste (Poum), seul parti pro-révolutionnaire, est dissous par la force.

### Relations Gouvernement de la République - Gouvernement de la Generalitat
Bien que la République ait accepté, au terme de négociations avec Macià, l’autonomie de la Catalogne après la proclamation de la République catalane dans le cadre de la Fédération des républiques ibériques (selon ce qui, vraisemblablement, avait été convenu dans l'accord de Saint-Sébastien), le catalanisme était considéré avec grande méfiance tant par la droite que par la gauche espagnole.
Devant le manque d’efficacité opérationnelle de l’armée républicaine après le coup d'État du 18 juillet, les colonnes de miliciens eurent temporairement leur rôle à jouer. Parmi leurs initiatives figure aussi une expédition, appuyée par la Generalitat de Catalogne, visant à récupérer Majorque. L’absence de soutien du gouvernement espagnol eu égard aux motifs sous-jacents de la Generalitat dans cette opération, et la propagande catalane qui encourageait l’enrôlement de volontaires, finirent par forcer le corps expéditionnaire catalan à battre en retraite. Le président Azaña décrit l'initiative comme une « opération absurde née de la vanité tyrannique, de la pétulance et de l’ambition déviante de certains politiciens barcelonais ». L’échec de la reprise de Majorque allait avoir une grande répercussion sur le cours futur de la guerre.
La République, empêchée d’acheter des armes à l'étranger par l’accord international de neutralité, que l’Allemagne et l’Italie dédaignaient pour leur part, avait un besoin urgent de matériel de guerre. Dans ce contexte, la Generalitat mit en place un réseau d’industries de guerre en convertissant les industries civiles à l’économie de guerre. Lorsque le gouvernement républicain fut transféré à Barcelone en 1937, il mit les industries de guerre de la Generalitat sous sa tutelle, à la suite de quoi la production commença à chuter de façon spectaculaire, avec un impact conséquent sur l’approvisionnement des fronts de guerre.

Pendant ce temps, le président Negrín traitait le président de la Catalogne, Lluís Companys, avec une déloyauté notable, l’abandonnant à son sort à la frontière française après avoir bloqué les fonds de réserve de la Generalitat destinés à l’exil. Tout cela peut être illustré par la déclaration de Negrín recueillie par Julián Zugazagoitia:
Je ne fais pas la guerre à Franco pour qu'un séparatisme stupide et louche nous revienne à Barcelone. Je fais la guerre pour l'Espagne et pour l'Espagne ! Pour la grandeur et pour la grandeur! Ceux qui pensent le contraire se trompent. Il n'y a qu'une seule nation : l'Espagne ! Avant de consentir à des campagnes nationalistes qui nous conduisent à un démembrement que je n'admets aucunement, je céderais la place à Franco sans autre condition que le départ des Allemands et des Italiens.

## Attitude des pays étrangers et interventions

### Non-intervention de la France et du Royaume-Uni

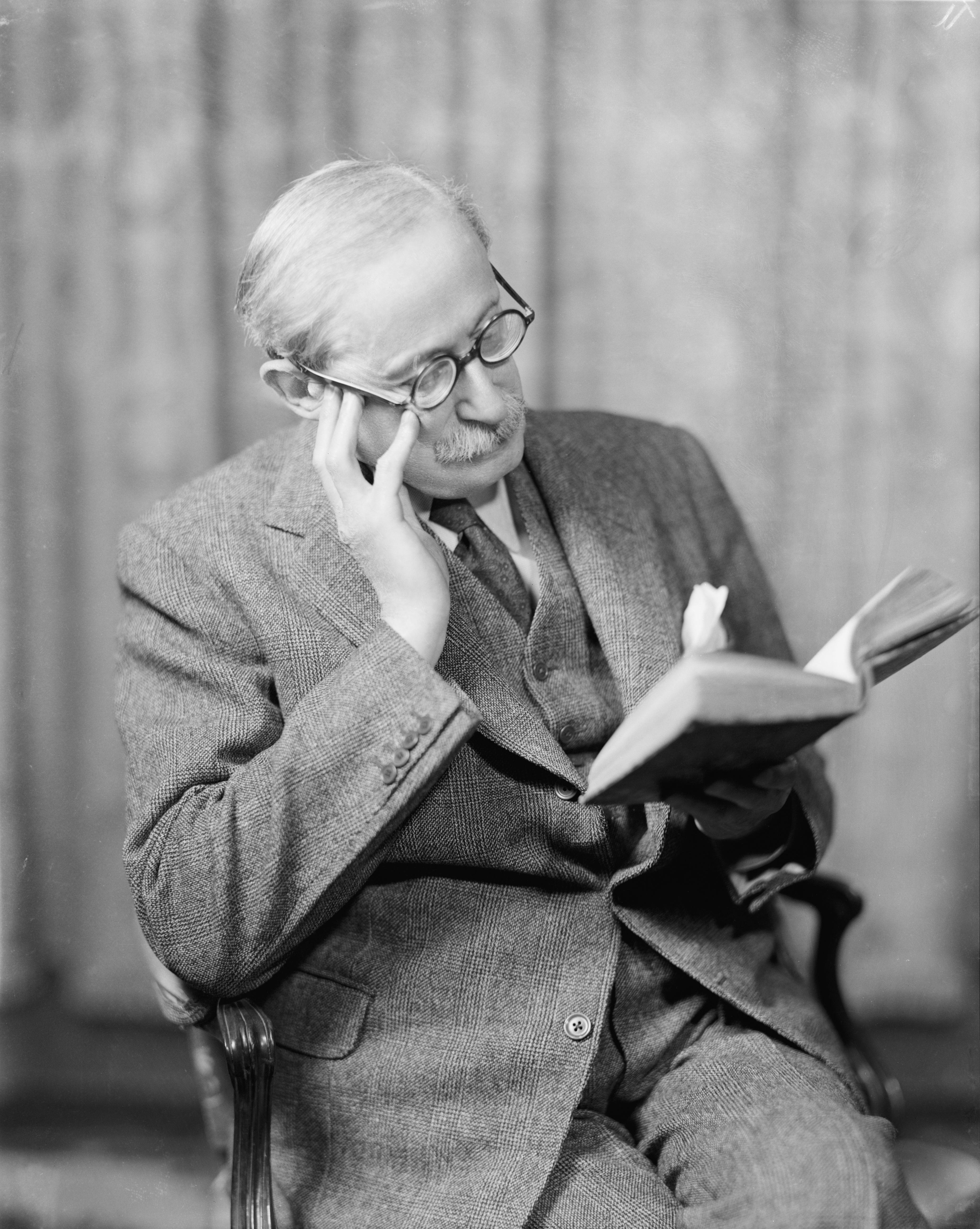
Léon Blum, promoteur du pacte de non-intervention.

En France, Léon Blum, de tout cœur avec les républicains, reçoit une demande d'assistance le 20 juillet 1936. Il y répond d'abord positivement, pour faire marche arrière devant l'opposition de la droite, des radicaux (Édouard Herriot), du président modéré Albert Lebrun et du Royaume-Uni. Finalement, la France fait le choix d'une politique de « non-intervention », seule notion permettant d'associer les Britanniques au règlement du conflit.
Côté britannique, le gouvernement de Neville Chamberlain et les élites britanniques voient l'Espagne comme un pays en pleine révolution communiste (les Britanniques refusent de se battre pour des « communistes espagnols »). De plus, tout est fait pour éviter un conflit avec les puissances totalitaires : les Britanniques pensent qu'en étant conciliants avec l'Allemagne, ils peuvent s'entendre avec Hitler pour limiter ses ambitions expansionnistes.
Dans ce contexte, Léon Blum propose le pacte de non-intervention, signé par la quasi-totalité des pays européens. Un comité est créé à Londres pour en définir les modalités. Chaque pays se voit chargé d'empêcher les livraisons d'armes en Espagne : les Britanniques doivent assurer le respect de l'embargo sur les armes dans l'Atlantique, la France dans les Pyrénées et l'Italie sur la côte méditerranéenne. Néanmoins, la France et le Royaume-Uni envoient secrètement des armes aux républicains (envoi d'armes illégalisé le 31 juillet).

### Participation italienne
L'aide de l'État fasciste italien au camp nationaliste espagnol, limitée au début du conflit, devient massive dès la fin de l'année 1936. Elle se matérialise par des livraisons importantes de matériel (près de 700 avions et 950 chars) et surtout par l'envoi de nombreux soldats. Le Corps des Troupes Volontaires (Corpo Truppe Volontarie en italien, abrégé CTV) atteint jusqu'à 50 000 hommes. Contrairement aux troupes allemandes, les Italiens sont bien intégrés aux combats après leur défaite à la bataille de Guadalajara. Mussolini semble envoyer ses troupes davantage dans le but de renforcer son rayonnement que par affinité idéologique avec Franco[réf. souhaitée]. Même si le fascisme partageait une partie de son inspiration avec le nationalisme espagnol, Franco était — ou voulait se faire passer pour — un fervent catholique et un militaire de carrière conservateur. Franco n'était donc pas entièrement en symbiose idéologique avec le fascisme italien, volontiers révolutionnaire et se qualifiant de futuriste. 
Pour Mussolini, la guerre en Espagne est l'occasion d'effectuer une propagande d'ampleur internationale. Mussolini a aussi des intérêts économiques (des armes italiennes sont vendues aux nationalistes) et stratégiques (utopie de sa mainmise sur la Méditerranée, qui passerait notamment par l'annexion des îles Baléares). Mussolini espérait également placer un régent italien (nommément : le comte Rossi) dans une partie de l’Espagne, manifestait des visées sur le Pays basque et songeait à établir de 150 à 200 000 colons en Espagne.
En mars 1938, les Italiens bombardent Barcelone, fief des républicains espagnols. Les quelque 3 000 morts, 5 000 blessés graves et 20 000 blessés légers soulèvent l'indignation de la communauté internationale. Le pape Pie XI admoneste Mussolini.

### Participation allemande

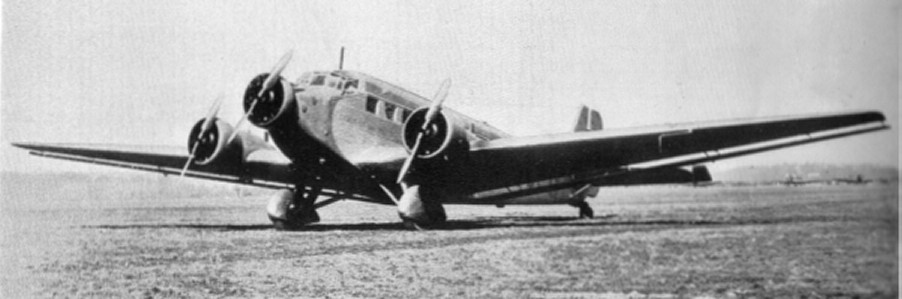
Junkers Ju 52 : avion allemand utilisé massivement lors des bombardements de Guernica par la légion Condor.

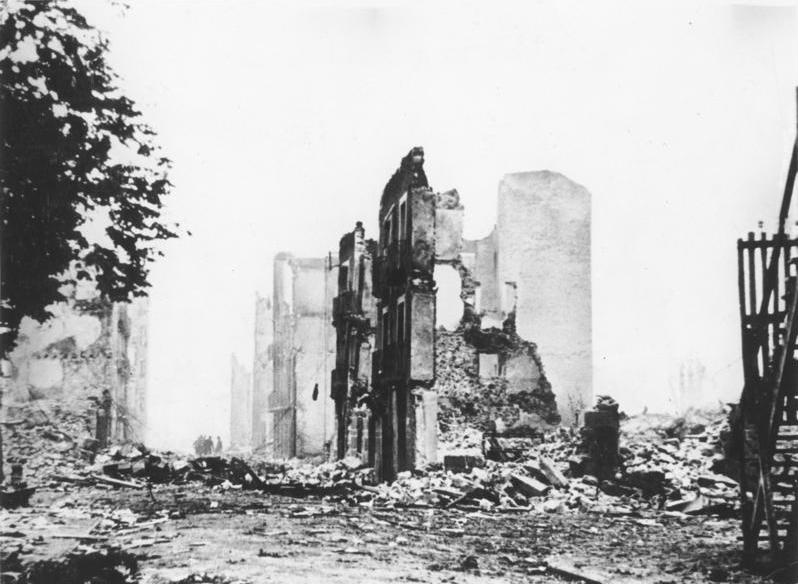
Bombardement de Guernica, le 26 avril 1937.

Serrano Suner, beau-frère de Franco, alors admirateur de Goering, demande de l'aide à l'Allemagne nazie pour que l'Italie n'ait pas la mainmise sur l'Espagne. L'Allemagne nazie participe au conflit aux côtés des nationalistes en engageant 10 000 hommes au plus fort du conflit, mais ce sont essentiellement des techniciens et des instructeurs, peu de soldats. Les rares forces de combat sont limitées à quelques compagnies de chars et aux avions de la légion Condor.
Hitler se sert de cette guerre pour essayer le nouveau matériel et y gagne aussi sur le plan économique. Il a négocié en échange de son aide le contrôle des sociétés minières espagnoles. Le bombardement de civils à Guernica au Pays basque, le 26 avril 1937, par des pilotes envoyés par l'Allemagne et ayant décollé de Brême, préfigure les stratégies de la guerre totale appliquées plus tard, lors de la Seconde Guerre mondiale. Après cet événement, condamné par une bonne partie de la communauté internationale, l'aide allemande se réduit.

### Autres aides aux nationalistes
Les nationalistes ont également obtenu l'aide du Portugal d'António de Oliveira Salazar qui envoie une légion de 4 000 hommes (appelés Viriatos). Toutefois, l'aide du Portugal s'arrête là. Le général Sanjurjo qui était en exil au Portugal et qui devait prendre le commandement militaire nationaliste, ne fut pas autorisé à partir d'un aéroport officiel. Son avion dut décoller d'un terrain privé et s'écrasa dans un bois en bout de piste. Sanjurjo trouva la mort dans cet accident. Les troupes franquistes, n'étant pas autorisées à rentrer en terrain portugais, trouvèrent d'énormes difficultés pour franchir les cols de Somosierra et Guadarrama durement défendus par les républicains. Ce passage fut facilité par la désertion d'une compagnie entière de gardes civils.
Selon Abel Paz, la France a également aidé les nationalistes, en interdisant le soulèvement du Maroc contre eux, sous peine de représailles contre la république espagnole. Ainsi, le Front populaire français aurait garanti à Franco le recrutement et l'usage de sa stratégique légion marocaine[source insuffisante]
On peut noter aussi le renfort plus anecdotique des 600 à 700 Irlandais de la Légion Saint-Patrick ou des 300 Français de la « Bandera Jeanne d'Arc ». Aux États-Unis, les nationalistes purent compter dans les milieux industriels et financiers sur des sympathisants qui, par des livraisons de pétrole et de camions ou une aide financière, contribuèrent dans une mesure non négligeable à leur assurer la victoire. Ce fut notamment le cas de la Texas Oil Company, de Ford, de Studebaker ou de General Motors.

### Participation de l'Union soviétique

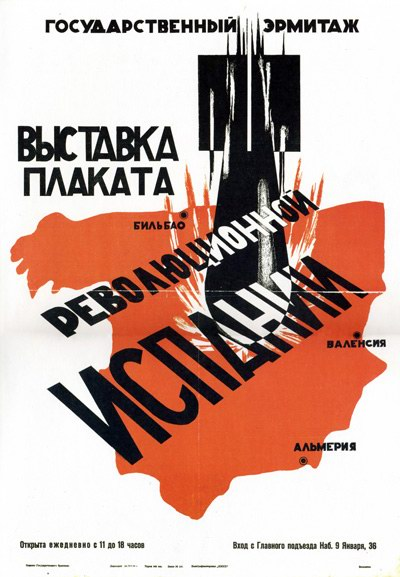
Affiche d'une exposition des placards de « l'Espagne révolutionnaire » au Musée de l'Ermitage (Leningrad, URSS), 1936.

L'URSS intervient timidement en faveur des républicains, notamment par l'intermédiaire du Komintern, au nom de la lutte contre le fascisme. Plusieurs généraux républicains, membres du PCE, comme Juan Modesto ou Enrique Líster, ne sont pas sortis du rang, mais avaient été formés en URSS où ils avaient trouvé refuge au début des années 1930. Mise en avant et largement vantée par la propagande communiste, l'aide réelle de l'URSS s'élève à « 630 avions, 330 tanks et moins de 1 000 canons ». Les plaintes des combattants républicains et de ceux des Brigades internationales concernant la médiocrité et la vétusté de ce matériel sont nombreuses. Le prix, lui, est élevé car les armes sont largement surfacturées et Staline exige en contrepartie que les réserves d'or de l'Espagne, quatrièmes du monde, détenues par la République « soient mises en sécurité »[réf. nécessaire] en URSS où elles sont immédiatement saisies et ne seront jamais rendues.
L'URSS envoie peu d'hommes (seulement 2 000, pour la plupart des conseillers) et de plus les livraisons d'armes sont irrégulières et l'acheminement difficile vers certaines régions. Il y avait aussi la barrière de la langue, car les interprètes soviétiques qui parlaient espagnol n'étaient guère nombreux. Souvent, les interprètes parlaient en anglais ou en français, avec les républicains espagnols, le russe n'étant pas une langue très courante en Espagne. Après les accords de Munich, l'aide soviétique décroît rapidement. Les Soviétiques encouragent et soutiennent également les Brigades internationales et cherchent à éliminer les marxistes non staliniens (principalement en Catalogne) et les anarchistes. La tiédeur de l'engagement soviétique peut s'expliquer par le pragmatisme de Staline : face à la menace grandissante de l'Allemagne hitlérienne envers l'URSS, il cherche à conclure des alliances militaires avec la France et le Royaume-Uni, cette préoccupation primant sur un soutien à une révolution prolétarienne internationale qui risquerait de lui aliéner ces pays. Ou, plus probablement, Staline a déjà l'idée d'un rapprochement avec l'Allemagne nazie, le pacte Ribbentrop-Molotov, peut-être parce qu'il a le sentiment d'avoir été marginalisé lors de l'accord naval entre la Grande-Bretagne et l'Allemagne en 1935. Dès lors, parce qu'il chercherait à ménager le rival allemand, son soutien à la cause républicaine ne peut être que limité.

### Brigades internationales

Drapeau des Brigades internationales.

Aux côtés des républicains, des volontaires venus du monde entier, souvent des communistes, des marxistes, des socialistes ou des anarchistes, mais aussi des anti-fascistes plus modérés, se sont engagés dans des groupes qui ont pris le nom de Brigades internationales. Environ quarante mille étrangers, venus de 53 pays différents participèrent au conflit, bien que leur nombre à un instant donné n'ait jamais dépassé 18 000. Jusqu'à 5 000 Américains, réunis dans la Brigade Abraham Lincoln, participent aux brigades internationales. Avant même la constitution des Brigades internationales, des étrangers participèrent à la colonne Durruti : la Française Simone Weil ou le Belge Louis Mercier-Vega en sont des exemples.
Côté français, se sont aussi engagés dans les combats contre les nationalistes le colonel Henri Rol-Tanguy, futur libérateur de Paris, et André Malraux, futur ministre du général de Gaulle, tous deux dans les rangs des Brigades internationales.

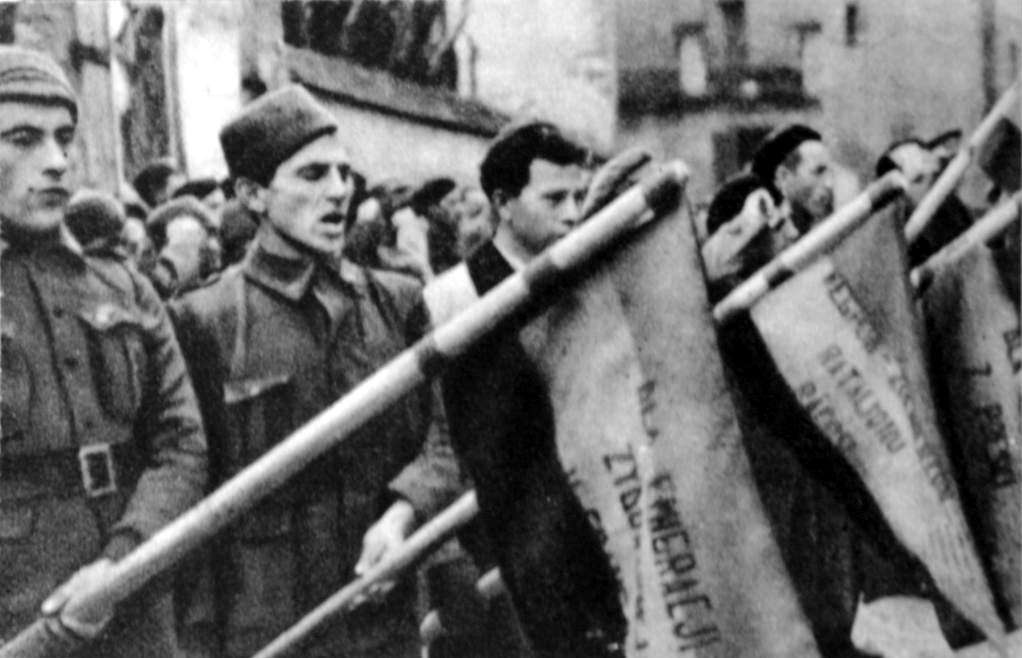
Volontaires polonais des Brigades internationales jurant loyauté et fidélité à la République.

### Autres aides aux républicains
Le Mexique, malgré les ressources limitées de ce pays, fournit « aux républicains vingt mille fusils Mauser, vingt millions de cartouches et de la nourriture » tandis que la Centrale sanitaire suisse, créée en 1937 pour apporter une aide médicale aux victimes républicaines de ce conflit, amène sur place du matériel chirurgical et de transfusion sanguine, ainsi que des ambulances. L'Estonie fournit des pistolets-mitrailleurs Arsenal M23.

## Bilan

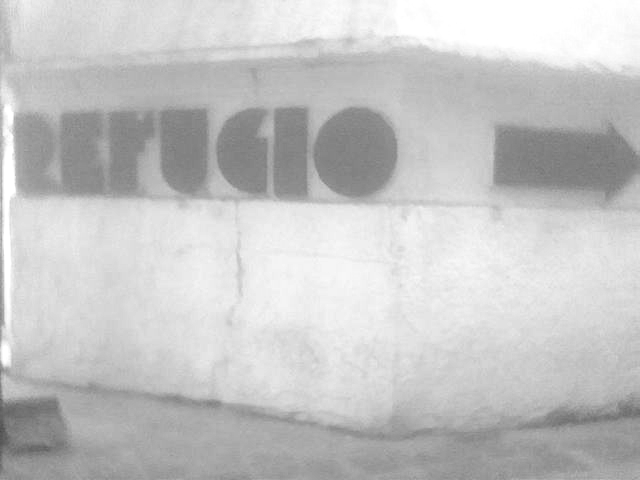
Refuge contre les bombardements aériens dans la ville de Valence.

Particulièrement violente, et durablement traumatisante, la guerre d'Espagne est tristement célèbre comme théâtre de multiples exactions. Elle vit en particulier les premiers bombardements militaires sur les civils, perpétrés par l'Allemagne nazie et l'Italie fasciste, alliés de Franco ; elle vit l'élimination du POUM et de ses responsables antistaliniens par le NKVD et des anarchistes par le Parti communiste espagnol ; elle vit des massacres spontanés de suspects, d'hommes d'Église ou de membres des classes moyennes et dirigeantes par des anarchistes et des communistes dans les mois qui suivirent la sédition militaire. Le nouvel État nationaliste se construisait à travers la terreur et l'épuration systématiques : en particulier, les franquistes refusèrent toutes les propositions adverses de compromis et poursuivirent, après leur victoire, une répression incessante et de très grande ampleur.
Cette guerre civile fut également le théâtre des prémices de la Seconde Guerre mondiale, les futurs belligérants européens commençant à s'y affronter plus ou moins directement : l'Allemagne d'Hitler et l'Italie de Mussolini apportèrent leur soutien à Franco, tandis que l'Union soviétique de Staline vendit des armes aux républicains (tout en cherchant la prise de pouvoir au sein de la République). La France et le Royaume-Uni choisirent la non-intervention et le blocus des exportations d'armes, mais laissèrent les Brigades internationales s'engager aux côtés des républicains. La guerre d'Espagne divisa et passionna les opinions publiques du monde entier. L'engagement de nombreux intellectuels et artistes auprès des combattants, en particulier dans les Brigades internationales, a contribué à lui faire acquérir très vite une dimension légendaire qui perdure.
Par ailleurs, pour certains historiens, la Seconde Guerre mondiale a débuté avec la guerre civile qui oppose en effet de 1936 à 1939 républicains et nationalistes en Espagne et qui fait environ 400 000 morts. Dès 1936, les Européens y voient un conflit à portée universelle : pour la gauche, elle marque l'expansion du fascisme, et pour la droite, elle révèle la menace du bolchévisme.

### Victimes
Le nombre des victimes reste difficile à quantifier. Les sources manquent parfois, soit qu'elles n'aient pas été constituées, soient qu'elles aient disparu. Quand elles existent, elles sont souvent manipulées ou accusées de l'être et font donc encore parfois l'objet de controverses. Dans les deux camps, on a pu parler d'un million de morts (chiffre énorme pour un pays de 26 millions d'habitants), mais ce chiffre est largement considéré comme exagéré.[réf. nécessaire] La chaîne de télévision France 24 considère en tout cas probable le fait que plus d'un demi-million de personnes aient perdu la vie au cours cette guerre, combattants et civils confondus.

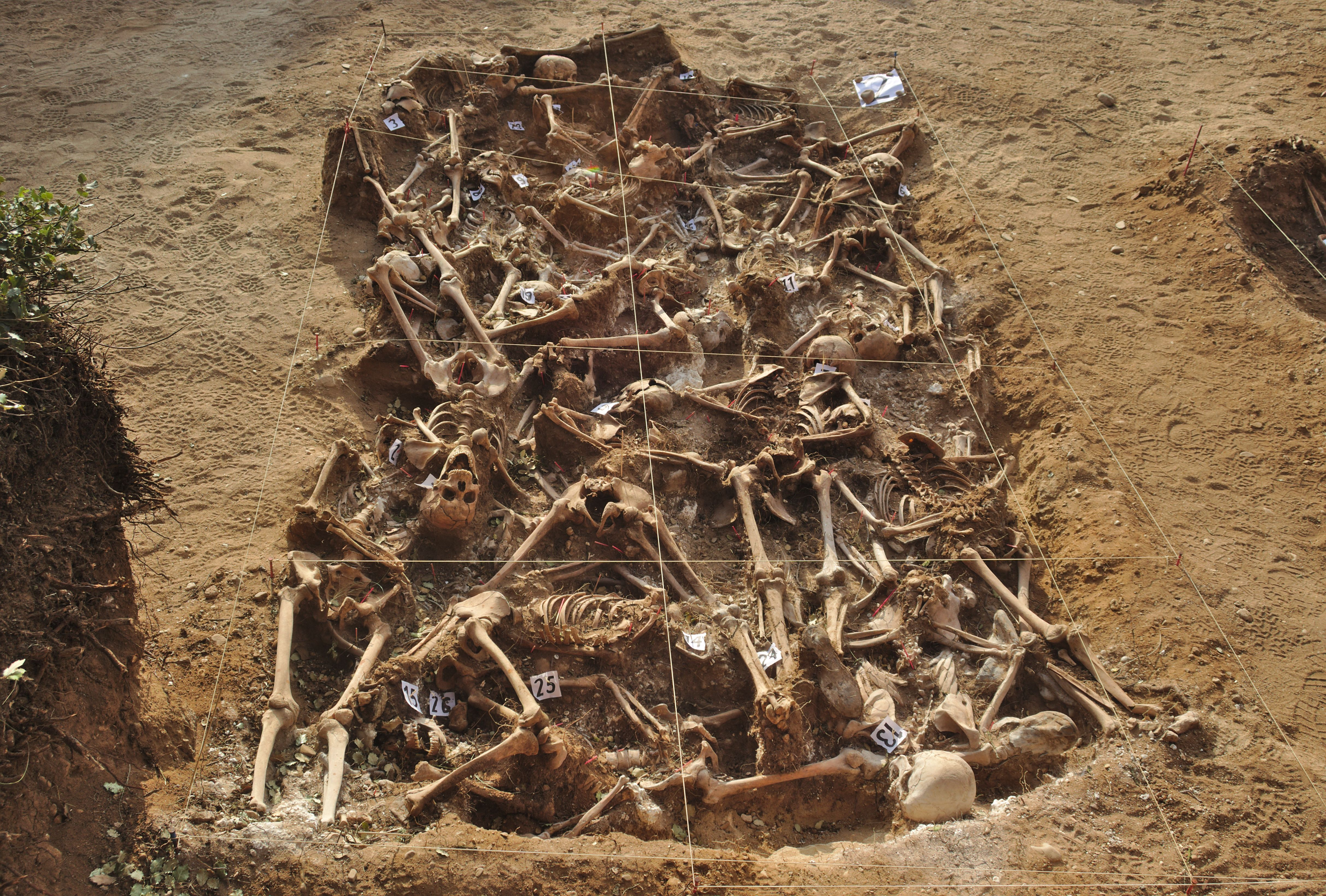
Fosse commune découverte à Estépar (province de Burgos), datant d'août-septembre 1936.

En 2008, l'historien français François Godicheau estime que les batailles de la guerre d'Espagne causent « « à peine » 250 000 morts ». En 2016, il écrit que : « le nombre total de victimes des franquistes admis est au moins de 130 000 morts, et pourrait se situer selon l'historien anglais Paul Preston plus près de 150 000 morts ».
Les chiffres suivants sont des estimations :
- 100 000 à 285 000 soldats morts au combat (pertes militaires directes)
- 10 000 à 15 000 civils morts des bombardements
- 20 000 à 80 000 exécutions en zone nationaliste
- 20 000 à 86 000 exécutions en zone républicaine
- 20 000 à 80 000 exécutions par le gouvernement franquiste entre 1939 et 1943

La seule bataille de l'Èbre aurait fait près de 60 000 victimes.
Entre 1936 et 1939, il y eut 114 000 disparus, non retrouvés, recensés en 2016, mais avant, le chiffre était bien plus élevé car certains seront retrouvés après 1975 (mort de Franco) dans des fosses communes, retrouvées fortuitement lors de travaux ou de fouilles archéologiques, quand des sites sont connus de témoins encore vivants, ou lors de consultations d'archives[réf. nécessaire].
Il faut ajouter à ces chiffres la surmortalité due à la famine ou aux épidémies, mais le chiffre de ces victimes (estimé à 330 000) est difficile à établir.
Enfin, il y eut aussi de nombreuses victimes lors de la répression qui suivit la défaite des républicains, en 1939, qui se déroulera de 1939 à 1975. Il y eut de nombreux règlements de compte surtout entre 1939 et 1945 car, durant cette période, les autres pays européens, en guerre contre l'Allemagne et l'Italie, avaient d'autres priorités et n'avaient pas les moyens de protester contre les exactions des Franquistes contre d'anciens républicains, d'autant plus qu'ils redoutaient que l'Espagne alors neutre, entrât dans le conflit aux côtés de l'Axe. L'Espagne était donc un pays fermé pendant la Seconde Guerre mondiale, et, à l'étranger, l'ampleur de la vengeance et de la répression des Franquistes était donc inconnue. Le bilan des morts de cette période reste donc mal connu. Après 1946, le régime franquiste voulant se donner une légitimité internationale, craignant une réaction des États-Unis et souhaitant rejoindre l'ONU, la répression diminua, devenant discrète, et se concentrera plus tard sur l'ETA au Pays basque et sur les indépendantistes catalans[réf. nécessaire].

### Réfugiés et exilés
La guerre a entraîné d'importants mouvements de population, souvent décidés dans la précipitation sans projet précis pour les personnes déplacées. Si certains de ces déplacements se sont faits à l'intérieur de l'Espagne, la guerre a surtout conduit des Espagnols à quitter leur pays, souvent de manière provisoire, parfois de manière définitive. Les premiers mois, voire les premiers jours de la guerre voient le début de l'exode : depuis le Pays basque, des républicains quittent le pays pour la France ; en Catalogne, ce sont des personnes méfiantes voire hostiles envers les républicains qui partent, par bateau, vers Marseille ou vers l'Algérie.
Par la suite, de nombreuses personnes, républicaines pour la plupart, ont quitté l'Espagne. Les destinations ont été variées, mais c'est la France qui a été la plus choisie, les trois autres grands pays d'exil ou de refuge étant le Royaume-Uni, le Mexique et l'URSS.
En France même, ce sont les départements à proximité de l'Espagne, qui ont accueilli le plus de réfugiés, avec une forte immigration espagnole dans les villes de Bordeaux et de Toulouse, où résidaient déjà des Espagnols. Les autres départements de la côte Atlantique (Loire-Inférieure notamment) ont également été concernés, ainsi que le Massif central, les Bouches-du-Rhône et la région parisienne.
L'accueil des arrivants a été très différent d'un endroit à l'autre : tantôt ils étaient bien reçus et faisaient même l'objet d'actions de solidarité, tantôt ils étaient regardés avec méfiance voire hostilité. 
Cette émigration vers la France a connu un mouvement d'accélération important au cours de la bataille de l'Èbre et dans les mois suivants, dans un mouvement appelé la Retirada (retraite). En mars 1939, le nombre de réfugiés espagnols en France a été estimé à 440 000 personnes (d'après l'information de Valière au gouvernement français, 9 mars 1939). Devant un tel afflux, les autorités françaises se sont trouvées débordées, et certains de ces réfugiés se sont trouvés regroupés dans des camps d'internement, comme le camp de concentration d'Argelès-sur-Mer, le camp de concentration de Saint-Cyprien, le camp de Rivesaltes et le camp d'Agde.
Le départ d'Espagne de toutes ces personnes n'a pas toujours été définitif. Certains, pendant la guerre, n'ont fait que passer par la France pour quitter le Pays basque occupé par les nationalistes, et rentrer par la Catalogne encore tenue par les Républicains. Toutefois, la plupart de ceux qui ont quitté le pays n'y sont pas revenus avant la fin de la guerre civile. Certains réfugiés sont retournés dans l'Espagne franquiste, en particulier quand le régime s'est adouci, d'autres ont attendu la transition démocratique. En réalité, pour de nombreux républicains espagnols, l'installation à l'étranger est devenue définitive, mais ces familles entretiennent le souvenir de la guerre civile. En 1939-1940, beaucoup de républicains demandent à s'engager dans les bataillons étrangers de l'armée française, malgré la méfiance des officiers français envers ces « Rouges ». Par la suite, ils sont nombreux à rejoindre la résistance française, les maquis (on parle de 60 000 maquisards espagnols dans le Sud-Ouest en 1944) et les Forces françaises libres. Lors de la libération de Paris, le premier détachement de l'armée Leclerc à entrer dans Paris est une compagnie composée en majorité d'Espagnols, surnommée La Nueve.
Jorge Semprún, écrivain — dont l'essentiel de l'œuvre littéraire est rédigée en français —, scénariste, homme politique et résistant communiste espagnol, est l'une des figures les plus emblématiques de l'émigration républicaine.

## Monnaie
Les Nationalistes comme les Républicains frappèrent monnaie. Devant la pénurie d'espèces, des conseils régionaux, des villes, des entreprises, des coopératives émirent des monnaies de nécessité.

## Citations
- « Vous vaincrez mais vous ne convaincrez pas. Vous vaincrez parce que vous possédez une surabondance de force brutale, vous ne convaincrez pas parce que convaincre signifie persuader. Et pour persuader il vous faudrait avoir ce qui vous manque : la raison et le droit dans votre combat. Il me semble inutile de vous exhorter à penser à l’Espagne. J’ai dit », Miguel de Unamuno in Discours à l'université de Salamanque, 12 octobre 1936.
- « La tragédie espagnole est un charnier. Toutes les erreurs dont l'Europe achève de mourir et qu'elle essaie de dégorger dans d'effroyables convulsions viennent y pourrir ensemble… Un tel cloaque, image de ce que sera demain le monde », Georges Bernanos, Les Grands Cimetières sous la lune, 1938, p. 151 ; cité in Jean Guéhenno, Journal des années noires, 28 avril 1942, Gallimard, 1947.
- « La falsification historique consiste à attribuer la responsabilité de la défaite espagnole aux masses ouvrières, et non aux partis qui ont paralysé, ou purement et simplement écrasé, le mouvement révolutionnaire des masses. Les avocats du POUM contestent tout simplement le fait que les dirigeants portent quelque responsabilité que ce soit, afin d'éviter d'avoir à assumer leur propre responsabilité. Cette philosophie de l'impuissance, qui cherche à faire accepter les défaites comme de nécessaires anneaux dans la chaîne des développements cosmiques, est parfaitement incapable de poser, et se refuse à poser, la question du rôle de facteurs aussi concrets que les programmes, les partis, les personnalités qui furent les organisateurs de la défaite. Cette philosophie du fatalisme et de la prostration est diamétralement opposée au marxisme, théorie de l'action révolutionnaire », Léon Trotsky in La révolution espagnole (1930-1940), textes présentés par Pierre Broué, Minuit, 1975.
- « J'ai décrit notre armement ou plutôt notre manque d'armement, sur le front d'Aragon. Il ne fait guère de doute que les communistes retinrent délibérément les armes de crainte qu'il n'en allât trop aux mains des anarchistes qui ultérieurement, s'en serviraient pour atteindre un but révolutionnaire ; en conséquence la grande offensive d'Aragon qui eût obligé Franco à se retirer de Bilbao et peut-être de Madrid, ne fut jamais déclenchée », George Orwell, Hommage à la Catalogne.
- « Personne n'est mieux placé que moi pour savoir quels étaient vos soucis pendant la guerre et ce que les républicains espagnols vous doivent. Je n'ai jamais cessé en privé de rétablir les faits quand la malice ou l'ignorance tâchaient de défigurer la vérité ; je me demande si un jour je ne devrai pas le faire en public, de mon vivant, puisqu'un jour mes Mémoires se publieront après un voyage ultime », Lettre de Juan Negrín à Léon Blum, février 1948, citée dans Léon Blum, chef de gouvernement, p. 372.
- « Dans le cas espagnol, la menace communiste inexistante est le prétexte à une contre-révolution de type classique », François Furet, Le Passé d'une illusion, 1995, p. 293.
- « Nous devrons, forcément, en venir à la guerre civile ouverte »[275], Francisco Largo Caballero, le « Lénine espagnol », avant les élections de 1933, en cas de victoire de la droite à celles-ci.

## Dans les arts et la culture populaire

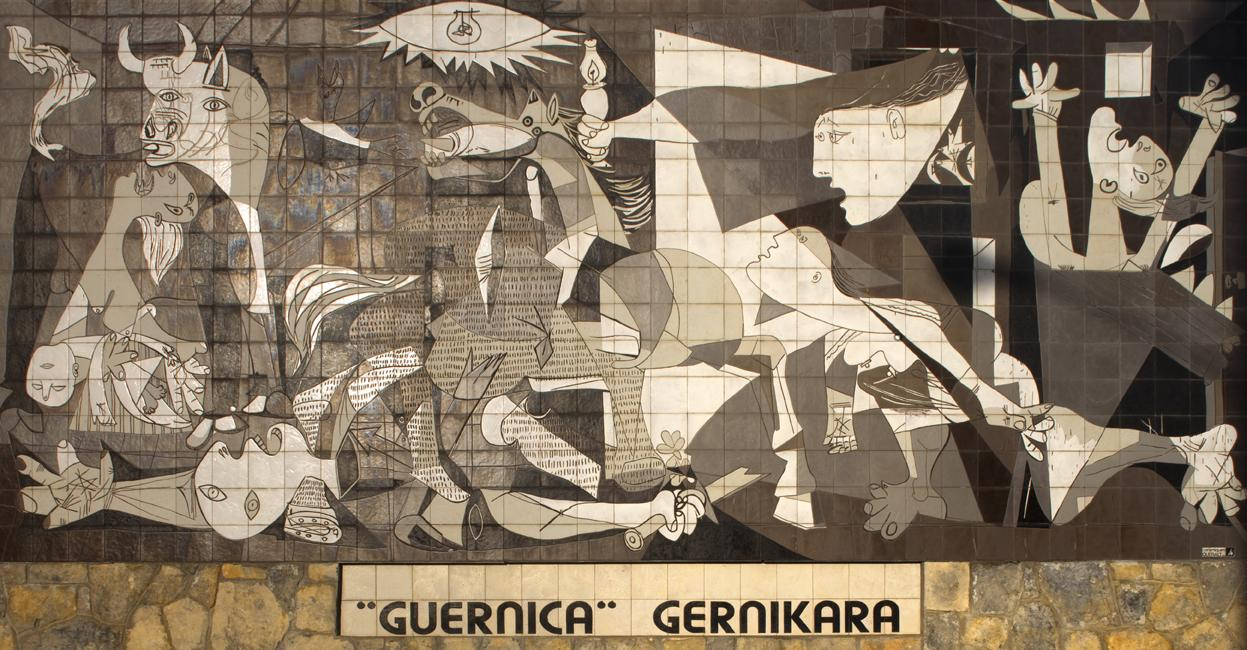
Guernica de Pablo Picasso.

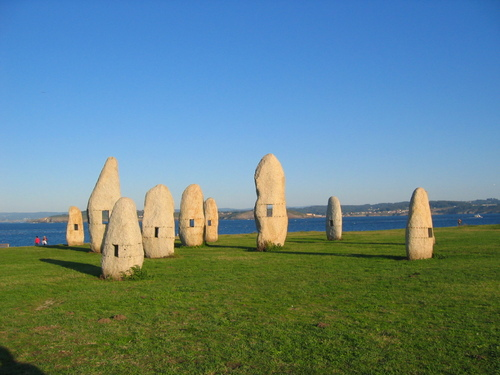
Les Menhirs pour la Paix, au Campo da Rata à La Corogne, de Manolo Paz.

### Œuvres d'art
- La Basilique Sainte-Croix del valle de los Caìdos.
- Le mémorial du Fossar de la Pedrera, le mausolée de Lluís Companys et la Cloche de la Paix, à Montjuïc, à Barcelone, œuvres de l'architecte catalane Beth Gali.
- Guernica, tableau du peintre espagnol Pablo Picasso.
- Melpomène 36 et Guernica, sculptures de l'artiste français René Iché.
- S.E. el Generalissimo, affiche de propagande d'Antonio Cañavate (1937).
- No pasarán, affiche de Ramón Puyol Román exposée au Musée national centre d'art Reina Sofía, à Madrid[276].
- Construction molle aux haricots bouillis, tableau de Salvador Dalí (1936). Les membres distordus, la suppression brutale, les expressions d'agonie et les nuages menaçants sont une réminiscence de l'eau-forte de Francisco de Goya, Grande hazaña! Con muertos! (Authentique exploit ! Avec des morts !), réalisée dans le contexte de la guerre d'indépendance espagnole[277].
- España libre, peinture de Michel Batlle - Museu comarcal d'Olot.
- Les œuvres Fraternitat, de Miquel Navarro, et le Parapet aux exécutées et exécutés, de Francesc Abad, mémorial du Camp de la Bota, dans le parc del Fòrum de Barcelone[278].
- Mémorial des Fosses de Paterna, dans la Communauté valencienne[279].
- Mémorial du Campo da Rata et Les Menhirs pour la paix de Manolo Paz, à La Corogne, en Galice[280].

### Littérature

#### Roman
- L'Espoir d'André Malraux, 1937
- Hommage à la Catalogne (Homage to Catalonia), récit de George Orwell, 1938
- Les Grands Cimetières sous la Lune, de Georges Bernanos, 1938
- Pour qui sonne le glas (For Whom the Bell Tolls), roman d'Ernest Hemingway, 1940
- Das große Beispiel. Roman einer internationalen Brigade, témoignage de Gustav Regler (publié pour la première fois en anglais sous le titre The Great Crusade en 1940 dans une traduction de Whittaker Chambers, avec une préface de Hemingway)
- Vers l'Espagne de Franco, livre de Charles Maurras, 1943
- Le Labyrinthe espagnol, livre historique de Gerald Brenan, 1962
- Le Bref Été de l'anarchie, roman de Hans Magnus Enzensberger, 1972
- Ma guerre d'Espagne à moi, autobiographie de Mika Etchebéhère, 1975 (rééd. 2021)
- Pas pleurer, roman de Lydie Salvayre, 2014
- Les Yeux fardés, roman de Lluís Llach, Actes Sud, 2015  (ISBN 2330034091), Prix Méditerranée étranger 2016
- La saga de Celia, d'Elena Fortún, en littérature de jeunesse
- Mémoires de ma vie. Mémoires d’un ouvrier anarcho-syndicaliste dans l’Espagne du 20e siècle, autobiographie de Juan López Carvajal (compagnon de Pepita Laguarda Batet, première soldate morte au combat[281]), 1995  (ISBN 9782746645301).

#### Bande dessinée
- Les Phalanges de l'Ordre noir. 1979. De Pierre Christian et Enki Bilal , 78 pages. Alors que le terrorisme d'extrême gauche enflamme l'Europe de l'Ouest, un groupe d'anciens des Brigades Internationales, encore pétri d'illusions, reprend le combat contre une bande fasciste qui sème la mort et la terreur dans un village d'Espagne.
- Les aventures de Max Fridman, No pasarán. 1999 chez Glénat. De Vittorio Giardino. Les aventures de Max Fridman, charismatique héro, malgré lui, qui arpente l'Europe d'avant-guerre et se retrouve, dans cet épisode, embarqué dans le conflit civil espagnol.
- El arte de volar, traduit en L'art de voler, 2009, d'Antonio Altarriba et Kim, chez Col-lecció Mercat.
- La Retirada, Josep Bartolí, Actes Sud Bd, 2009
- Les temps mauvais, Madrid 1936-1939. 2013. Scénario et dessin de Carlos Giménez, Fluide glacial, 222 pages. En un peu plus d'une quarantaine d'épisodes, on découvre le terrible quotidien des gens ordinaires : bombardements, terreur, assassinats, famine, tuberculose, etc. La BD est suivie d'un cahier didactique de 16 pages, par Phil Casoar, incluant une interview de C. Giménez.
- La Nueve, Paco Roca, Delcourt, 2014
- La guerre civile espagnole. 2017. Scénario et dessin de José Pablo Garcia, d'après le livre de l'historien anglais Paul Preston, 240 pages.
- Mattéo, 4e et 5e époque. 2017 et 2019 chez Futuropolis. Scénario et dessins de Jean-Pierre Gibrat. Anarchiste espagnol réfugié en France, Mattéo, après 20 ans de bagne s'engage pour la République Espagnole, dans le rang des anarchistes. Malgré ses idées romantiques et pacifiques, il devra faire des choix jusqu'à la défaite et son internement dans un camp français.
- Double 7. 2018 chez Dargaud. Scénario de Yann et dessin d'André Juillard. Histoires d'amitié et d'amour, entre combattantes républicaines et pilotes volontaires des Brigades internationales, sous surveillance des commissaires politiques soviétiques cherchant à démasquer les anarchistes.
- L'ombre du Condor, T1 "1936". 2019 aux Éditions du Long Bec. De Geraldo Balsa. Histoires croisées de Pedro, mécanicien républicain et du lieutenant allemand Dieter Von Moltke, pilote de la tristement célèbre Légion Condor.
- Laure Sirieix (textes) et Lauri Fernandez (dessins), Ruptures : les bébés volés du franquisme, Barcelone, Bang Éditions, 2022, 157 p. (ISBN 978-84-18101-66-3, OCLC 1334668146, BNF 47009881, SUDOC 263456196).

### Chansons
- El paso del Ebro
- ¡A las barricadas!, de Valeriano Orobón Fernández (hymne de la CNT)
- Ceux d'Oviedo
- Spaniens Himmel (de), chant de la colonne Thälmann (de) (regroupement des brigades internationales allemandes), musique par Paul Dessau
- Los cuatro generales
- Barcelone 1936 de Komintern Sect
- Hijos del pueblo
- Juventud (hymne de la FIJL)
- Viva la FAI (hymne a la gloire de la FAI et de la CNT)
- Les journées de mai (chanson sur les événements de mai 1937)
- Spanish Bombs de l'album London Calling de The Clash
- Barcelone de Ya Basta
- Si me quieres escribir
- Maria, paroles de Jean-Claude Massoulier, musique de Jean Ferrat, qui l’interprète : elle retrace la guerre d'Espagne à l'intérieur d'une même fratrie.
- Cara al Sol (hymne de la Phalange)
- Coplas de Guerra
- Centuria Ruíz de Alda
- Himno de la Bandera Gallega de Falange
- Si cayeras camarada
- Amargura
- Por España seguiré luchando
- Ay Carmela
- For Whom The Bell Tolls, de Metallica

### Iconographie

#### Photographies
- Mort d'un soldat républicain de Robert Capa (1936);
- Soldate républicaine à Barcelone de Gerda Taro, sur la plage du Somorrostro (1936);
- Photographies d'Agusti Centelles;
- Photographies de David Seymour;
- Photographies d'Antoni Campañà[282].

### Filmographie

#### Cinéma
- Aventure en Espagne réalisé par George Marshall, 1937 ;
- Cœur d'Espagne (Heart of Spain) réalisé par Herbert Kline et Charles Korvin, 1937 ;
- Terre d'Espagne de Joris Ivens, 1937 ;
- Espagne 1936 de Jean-Paul Le Chanois, 1937 ;
- Le Dernier Train de Madrid de James Patrick Hogan, 1937 ;
- Victoire de la vie de Henri Cartier-Bresson, 1938 ;
- Blocus de William Dieterle, 1938 ;
- L'Espagne vivra de Henri Cartier-Bresson, 1939 ;
- Au combat contre l'ennemi mondial - Les volontaires allemands en Espagne (Im Kampf gegen den Weltfeind) de Karl Ritter, 1939 ;
- Les Cadets de l'Alcazar de d'Augusto Genina, 1940 ;
- Éveille-toi mon amour de Mitchell Leisen, 1940 ;
- Espoir, sierra de Teruel de André Malraux et Boris Peskine, 1940 ;
- Pour qui sonne le glas (For Whom the Bell Tolls), Sam Wood, 1943 ;
- Le diable souffle de Edmond T. Gréville, 1947 ;
- Port étranger de Hampe Faustman, 1948 ;
- Guernica de Robert Hessens et Alain Resnais, 1950 ;
- L'Ange pourpre de Nunnally Johnson, 1960 ;
- Mourir à Madrid de Frédéric Rossif, 1965 ;
- Les « Canadienses » de Albert Kish, 1975 ;
- L'Arbre de Guernica de Fernando Arrabal, 1975 ;
- L'Ombre rouge, Jean-Louis Comolli, 1981 ;
- The Good Fight ;The Abraham Lincoln Brigade in the Spanish Civil War de Noel Buckner, Mary Dore et Sam Sills, 1984 ;
- La vaquilla de Luis García Berlanga, 1985 ;
- El hermano bastardo de Dios, Benito Rabal, 1986 ;
- ¡Ay, Carmela! de Carlos Saura, 1990 ;
- Vacas de Julio Médem, 1992 ;
- Land and Freedom, Ken Loach, 1995 ;
- Fiesta de Pierre Boutron, 1995 ;
- Libertarias de Vicente Aranda, 1996 ;
- Vivre l'utopie ! de Juan Gamero, 1997 ;
- Talk of Angels de Nick Hamm, 1998 ;
- La Langue des papillons de José Luis Cuerda, 1999 ;
- El mar de Agustí Villaronga, 2000 ;
- L'Échine du Diable, Guillermo del Toro, 2001;
- Soldados de Salamina de David Trueba, 2003 ;
- Nous étions libres de John Duigan, 2004 ;
- Las 13 rosas d'Emilio Martínez Lázaro, 2007 ;
- La Femme de l'anarchiste, Peter Sehr et Marie-Noëlle Sehr, 2008 ;
- Le Mur des oubliés de Joseph Gordillo, 2008 ;
- La buena nueva de Helena Taberna, 2008 ;
- Balada triste de Álex de la Iglesia, 2010 ;
- Pájaros de papel d'Emilio Aragón, 2010 ;
- Au prix du sang de Roland Joffé, 2011 ;
- 14 de abril ; La República de Jordi Frades, 2011 ;
- Hemingway and Gellhorn, Philip Kaufman avec Nicole Kidman et Clive Owen, 2012 ;
- Insensibles de Juan Carlos Medina, 2012 ;
- Gernika de Koldo Serra, 2016 ;
- La Tragédie des Brigades Internationales de Patrick Rotman, 2016 ;
- Lettre à Franco d'Alejandro Amenábar, 2019 ;
- El mar d'Agustí Villaronga, 2000 ;
- Josep, film d'animation d'Aurel, 2020 ;
- Madres paralelas, de Pedro Almodóvar, 2021 ;
- Malnazidos, de Javier Ruiz Caldera et Alberto de Toro, 2022 ;
- ¿Es el enemigo? La película de Gila, de Alexis Morante, 2024.

### Télévision

#### Documentaire
- 2008 : Hollywood contra Franco d'Oriol Porta.